# Liste der Biografien/Kro
Liste der Biografien |
Portal Biografien |
Personensuche
# |
A |
B |
C |
D |
E |
F |
G |
H |
I |
J |
K |
L |
M |
N |
O |
P |
Q |
R |
S |
T |
U |
V |
W |
X |
Y |
Z |
?
 
Ka |
Kb |
Kc |
Kd |
Ke |
Kf |
Kg |
Kh |
Ki |
Kj |
Kl |
Km |
Kn |
Ko |
Kp |
Kr |
Ks |
Kt |
Ku |
Kv |
Kw |
Ky |
Kx |
Kz
 
Kra |
Krb |
Krc |
Kre |
Krg |
Krh |
Kri |
Krj |
Krk |
Krl |
Krm |
Krn |
Kro |
Krp |
Krs |
Krt |
Kru |
Kry |
Krz
Die Liste der Biografien führt alle Personen auf, die in der deutschsprachigen Wikipedia einen Artikel haben. Dieses ist eine Teilliste mit 1219 Einträgen von Personen, deren Namen mit den Buchstaben „Kro“ beginnt.

## Kro
- Kro, Hélène (1913–1942), polnische Kommunistin, Jüdin, Mitglied der Résistance im Zweiten Weltkrieg
- Kro, Robert (* 1958), österreichischer Fußballspieler

### Kroa
- Kroah-Hartman, Greg, US-amerikanischer Programmierer und Linux-Kernel-Entwickler

### Krob
- Krobatin, Alexander von (1849–1933), österreichischer Feldmarschall und Kriegsminister
- Krobb, Florian (* 1959), deutscher Germanist
- Krobbach, Peter (* 1954), deutscher Fußballspieler
- Kröber, Adolf (1834–1896), deutscher Bierbrauer, Unternehmer und Politiker (DtVP), MdR
- Kröber, Alexandra (* 1982), deutsche Fernsehmoderatorin
- Kröber, Günter (1928–2024), deutscher Rechtsanwalt und Politiker (LDPD, FDP), MdL
- Kröber, Günter (1933–2012), deutscher Wissenschaftstheoretiker
- Kröber, Hans-Ludwig (* 1951), deutscher Psychiater und forensischer PsychiaterHans-Ludwig Kröber (* 1951)

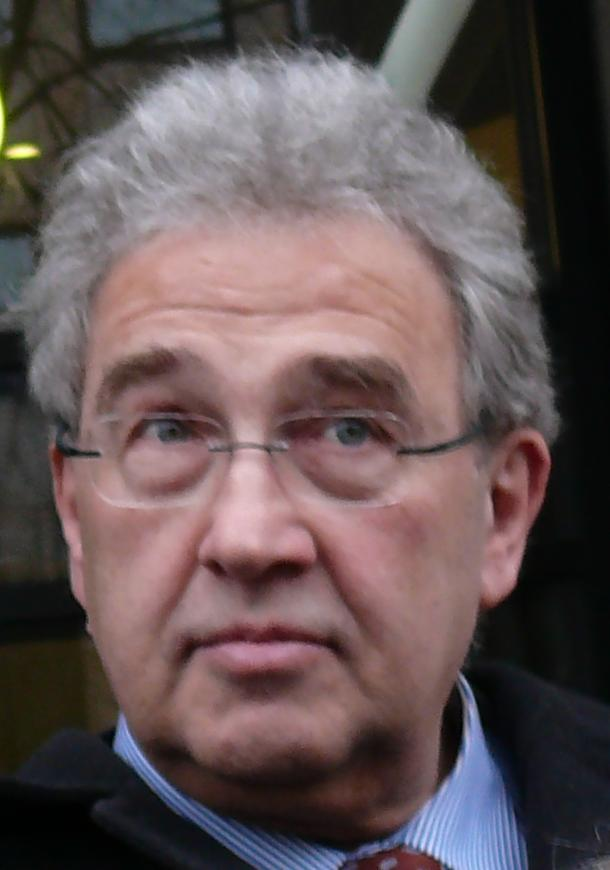
Hans-Ludwig Kröber (* 1951)

- Kröber, Hartmut (* 1956), deutscher Fußballspieler
- Kröber, Leander (1902–1980), deutscher kommunistischer Widerstandskämpfer, politischer KZ-Häftling und Leiter einer Landesverwaltung der DDR-Staatssicherheit
- Kröber, Martin (* 1992), deutscher Politiker (SPD), MdB
- Kröber, Otto (1882–1969), deutscher Entomologe
- Kröber, Wolfgang († 1981), deutscher Elektroingenieur, Motorradfahrer und Elektroniker
- Kroboth, Manfred (1966–2015), deutscher Künstler
- Kroboth, Raimund (* 1952), deutscher Fusionmusiker (Gitarre, Arrangement, Komposition)
- Kroboth, Rudolf (1887–1964), österreichischer Politiker (CS), Abgeordneter zum Nationalrat
- Kroboth, Rudolf (1920–1986), deutscher Koch im DDR-Fernsehen
- Kroboth, Siegfried (1968–1973), deutsches Todesopfer an der Berliner Mauer
- Krobotová, Lenka (* 1977), tschechische Schauspielerin
- Krobshofer, Oswald von (1883–1960), deutscher Maler und Schachkomponist

### Kroc
- Kroc, Joan (1928–2003), US-amerikanische Philanthropin
- Kroc, Ray (1902–1984), US-amerikanischer Unternehmer, Gründer der McDonald’s CorporationRay Kroc (1902–1984)

Ray Kroc (1902–1984)

- Kroča, Zdeněk (* 1980), tschechischer Fußballspieler
- Kroch, Ernesto (1917–2012), deutsch-uruguayischer Gewerkschafter und politischer Aktivist
- Kroch, Hans (1887–1970), deutscher Bankier
- Kroch, Martin Samuel (1853–1926), Begründer des Familienunternehmens Kroch
- Kröcher, August Henning von (1817–1887), preußischer Beamter und Mitglied des preußischen Herrenhauses
- Kröcher, Bertha von (1857–1922), deutsche Sozialreformerin und Gründerin der Vereinigung Konservativer Frauen
- Kröcher, Britta von (* 1942), deutsche Malerin und Künstlerin der Wachsbatik
- Kröcher, Felix (* 1983), deutscher Techno-DJFelix Kröcher (* 1983)

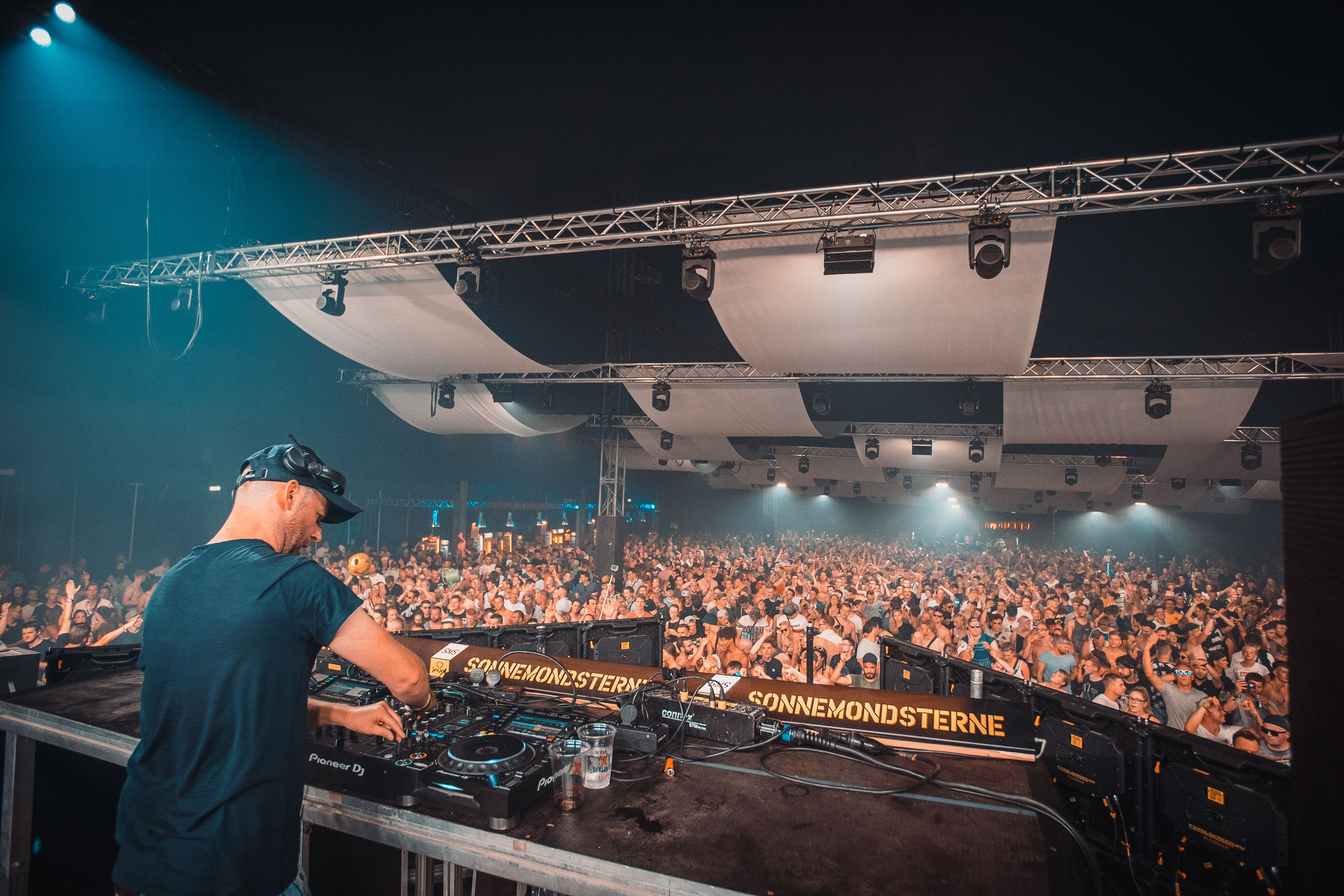
Felix Kröcher (* 1983)

- Kröcher, Friedrich Wilhelm von (1810–1891), deutscher Rittergutsbesitzer und Verwaltungsbeamter
- Kröcher, Georg Volrath von (1678–1748), preußischer Generalleutnant, Gouverneur des Herzogtums Geldern
- Kröcher, Hans von (1783–1852), preußischer Landrat
- Kröcher, Jordan von (1846–1918), deutscher Großgrundbesitzer, MdR
- Kröcher, Norbert (1950–2016), deutscher Terrorist, Mitgründer der Bewegung 2. Juni
- Kröcher, Rabod von (1880–1945), deutscher Springreiter und Olympiateilnehmer
- Kröcher, Wilhelm von (1782–1861), deutscher Rittergutsbesitzer und Verwaltungsbeamter
- Kröcher-Tiedemann, Gabriele (1951–1995), deutsche Terroristin
- Kröchert, Michael (* 1975), deutscher Schriftsteller
- Krochin, Oleg Nikolajewitsch (1932–2022), sowjetischer bzw. russischer Physiker
- Krochina, Ljudmila Wassiljewna (* 1954), sowjetische Ruderin
- Krochmal, Menachem Mendel († 1661), mährischer Landesrabbiner und Talmudgelehrter
- Krochmal, Nachman (1785–1840), jüdischer Gelehrter, Historiker und Autor
- Krochmalnik, Daniel (* 1956), deutscher Philosoph
- Krochmann, Hermann (1671–1728), Theologe
- Kročil, Vlastimil (* 1961), tschechischer Geistlicher, römisch-katholischer Bischof von Budweis
- Krock, Arthur (1886–1974), US-amerikanischer Journalist
- Krock, Hinrich (1671–1738), dänischer Maler
- Krock, Jeanine, deutsche Schriftstellerin
- Kröck, Karl (1897–1970), deutscher Architekt
- Kröck, Olaf (* 1971), deutscher Dramaturg, Regisseur und Intendant
- Kröck, Wilhelm († 1914), deutscher Bürgermeister und Mitglied des Provinziallandtages der Provinz Hessen-Nassau
- Kröckel, Alexander (* 1990), deutscher Skeletonpilot
- Kröckel, Andreas (* 1965), deutscher Dartspieler
- Kröckel, Max (1901–1986), deutscher Skisportler
- Krocker, Albert (1846–1906), deutscher Mediziner, Hochschullehrer und Publizist zur Militärhygiene
- Krocker, Anton Johann (1744–1823), deutscher Arzt und Botaniker
- Krocker, Hans (1872–1946), deutscher Schriftsteller und Verleger
- Krocker, Johannes († 1626), deutscher Kapellmeister und Komponist
- Krockert, Horst (1924–2015), deutscher Politiker (SPD), MdB
- Kročková, Natália (* 2008), slowakische Tennisspielerin
- Krockow, Anton von (1714–1778), preußischer Generalleutnant
- Krockow, Christian Graf von (1927–2002), deutscher Politikwissenschaftler, Historiker und Schriftsteller
- Krockow, Döring Wilhelm von (1719–1803), preußischer General der Infanterie
- Krockow, Hans Kaspar von (1700–1759), preußischer Generalmajor, Chef des gleichnamigen Kürassierregiments
- Krockow, Joachim Ernst von (1601–1645), Hofbeamter und Offizier
- Krockow, Lorenz Georg von (1638–1702), preußischer Staatsmann
- Krockow, Matthias Graf von (* 1949), deutscher Bankier
- Krockow, Matthias von (1600–1675), polnischer, brandenburgischer Staatsmann, Diplomat und Verwaltungsjurist
- Krockow, Peter von (1935–2018), deutscher Fechter und Arzt
- Krockow, Reinhold von (1767–1821), preußischer Offizier und Freikorpsführer

### Krod
- Krödel, Thomas (* 1977), deutscher Philosoph
- Kroder, Armin (* 1973), deutscher Kommunalpolitiker (Freie Wähler) und Landrat

### Kroe
- Kroebel, Werner (1904–2001), deutscher Physiker und Hochschullehrer
- Kroeber, Alfred (1876–1960), US-amerikanischer Anthropologe und Kulturrelativist
- Kroeber, Burkhart (* 1940), deutscher Übersetzer und Autor
- Kroeber, Theodora (1897–1979), US-amerikanische Ethnologin und Autorin
- Kroeber-Asche, Lili (1891–1972), deutsche Pianistin und Hochschullehrerin
- Kroeber-Riel, Werner (1934–1995), deutscher Marketingwissenschaftler
- Kroecher, Michael (1912–2004), deutscher Tänzer und Schauspieler
- Kroeger, Berry (1912–1991), US-amerikanischer Schauspieler
- Kroeger, Chad (* 1974), kanadischer Sänger und GitarristChad Kroeger (* 1974)

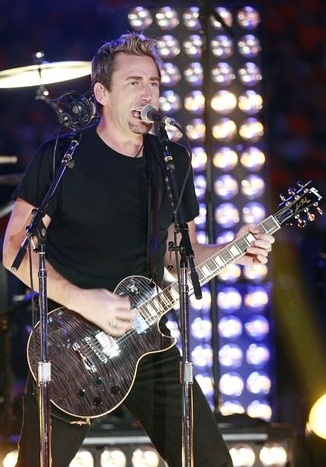
Chad Kroeger (* 1974)

- Kroeger, Erhard (1905–1987), lettischer SS-Angehöriger
- Kroeger, Gary (* 1957), US-amerikanischer Schauspieler
- Kroeger, Gert (1907–1986), deutschbaltischer Historiker
- Kroeger, Matthias (1935–2021), deutscher evangelischer Theologe
- Kroeger, Mike (* 1972), kanadischer Bassist
- Kroeger, Otto (1910–1945), deutscher Widerstandskämpfer und NS-Opfer
- Kroeger, William K. (1906–1966), US-amerikanischer Physiker
- Kroeger, Wolf (* 1941), deutsch-kanadischer Filmarchitekt
- Kroehl, Bodo (1873–1961), deutscher Politiker (CDU)
- Kroehl, Heinz (* 1935), deutscher Designer und Hochschullehrer
- Kroehnert, Sebastian (* 1980), deutscher Schauspieler
- Kroeker, Allan (* 1951), kanadischer Fernsehregisseur
- Kroeker, Immanuel (1913–2001), deutscher Architekt und Hochschullehrer
- Kroeker, Jakob (1872–1948), Russlanddeutscher Mennonitischer Theologe, Mitgründer und Direktor des Missionsbundes „Licht im Osten“ und Autor
- Kroekphon Arbram (* 2003), thailändischer Fußballspieler
- Kroekpon Kaewmuean (* 1994), thailändischer Fußballspieler
- Kroekrit Thawikan (* 1990), thailändischer Fußballspieler
- Kroell, Axel (* 1959), deutscher Filmkomponist
- Kroell, Roland (* 1954), deutscher Minnesänger, Keltenforscher, Liedermacher und Bibliothekar in Laufenburg/Südbaden am Rhein
- Kroemer, Guido (* 1961), österreichisch-spanischer Molekularbiologe und Immunologe
- Kroemer, Herbert (1928–2024), deutscher Physiker und Hochschullehrer
- Kroemer, Heyo K. (* 1960), deutscher Pharmazeut, Pharmakologe und Hochschullehrer in Göttingen
- Kroemer, Hugo (1888–1971), österreichischer Pianist
- Kroemer, Karl (1871–1956), deutscher Weinbauwissenschaftler
- Kroemer, Katrin (* 1960), deutsche Journalistin und Verbandsfunktionärin
- Kroemer, Ullrich (* 1982), deutscher Sportjournalist und Buchautor
- Kroener, Bernhard R. (* 1948), deutscher Historiker
- Kroener, Werner (* 1944), deutscher Maler und Bildhauer und Hochschullehrer
- Kroenig, Brad (* 1979), US-amerikanisches Fotomodell
- Kroenig, Georg (1856–1911), deutscher Mediziner und Hochschullehrer
- Kroenke, Stan (* 1947), US-amerikanischer Unternehmer
- Kroepelien, Bjarne (1890–1966), norwegischer Weinhändler, Autor und Büchersammler
- Kroes, Doutzen (* 1985), niederländisches Fotomodell und MannequinDoutzen Kroes (* 1985)

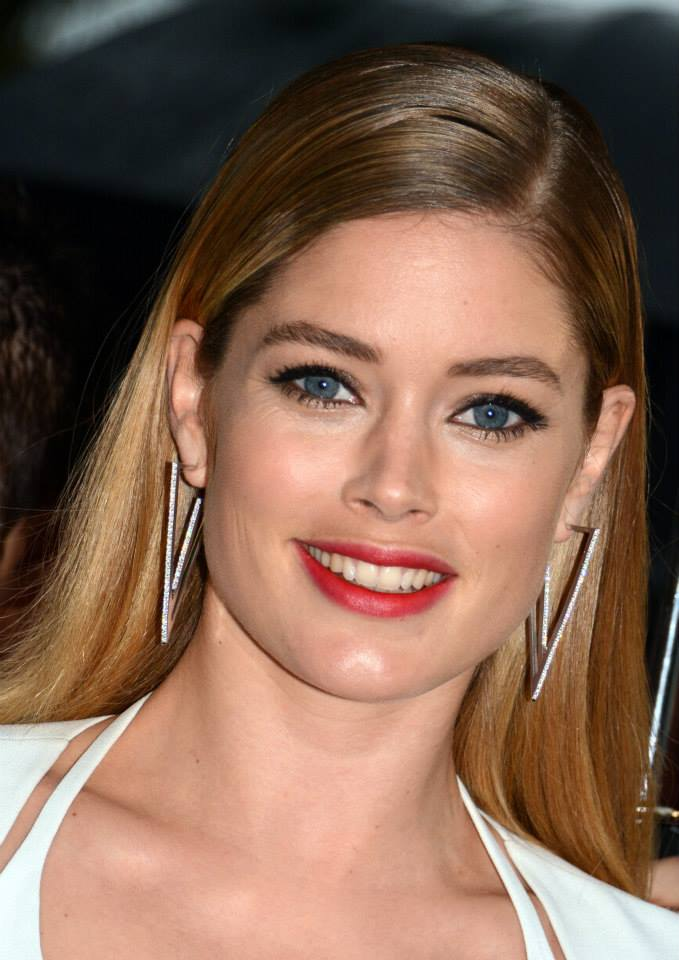
Doutzen Kroes (* 1985)

- Kroes, Hans (* 1965), niederländischer Schwimmer
- Kroes, Iris (* 1992), niederländische Popsängerin
- Kroes, Neelie (* 1941), niederländische Politikerin (VVD, EU-Kommissarin)
- Kroes, Wolter (* 1968), niederländischer Schlagersänger
- Kroesbergen, Willem (* 1943), niederländischer Cembalobauer
- Kroeschell, Karl (* 1927), deutscher Rechtshistoriker
- Kroesemeijer, Kees, niederländischer Autorennfahrer
- Kroesen, Frederick J. (1923–2020), US-amerikanischer Oberbefehlshaber der Army
- Kroesinger, Hans-Werner (* 1962), deutscher Theaterregisseur und Dramatiker des Dokumentartheaters
- Kroetch, Crystal (* 1957), kanadische Dressurreiterin
- Kroetz, Franz Xaver (* 1946), deutscher Schriftsteller und Schauspieler
- Kroetz, Paddy (* 1978), deutscher Fernsehmoderator, Reporter, Webvideoproduzent und MusikerPaddy Kroetz (* 1978)

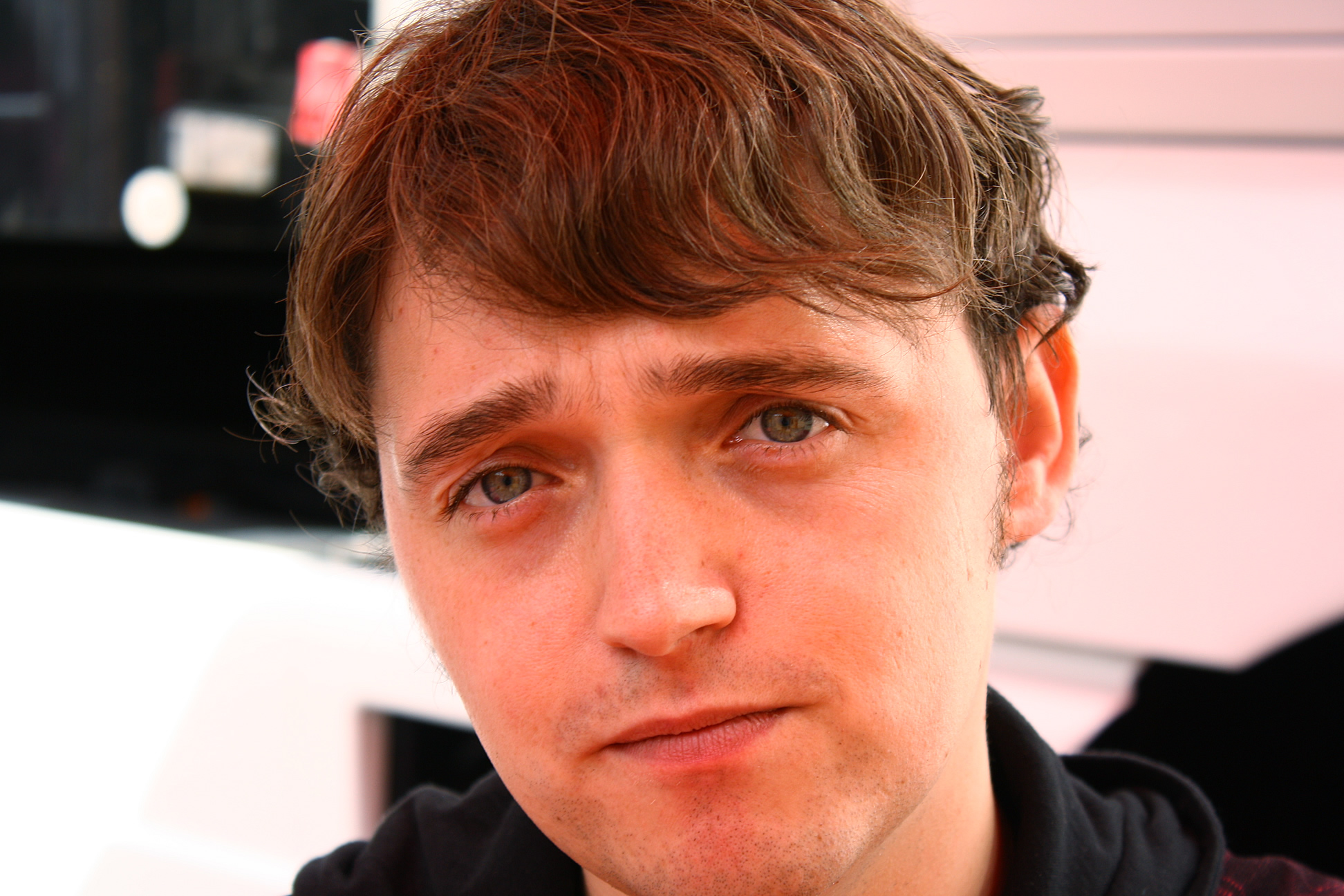
Paddy Kroetz (* 1978)

### Krof
- Kroft, Jim (* 1979), schottischer Musiker
- Kroft, Leonardus van der (1929–2016), niederländischer Fußballschiedsrichter
- Kroft, Steve (* 1945), US-amerikanischer Journalist und Korrespondent
- Kroft, Wim van der (1916–2001), niederländischer Kanute
- Krofta, Kamil (1876–1945), tschechischer Historiker und Diplomat

### Krog
- Krog, Antjie (* 1952), südafrikanische Autorin, Lyrikerin und Journalistin
- Krog, Georg (1915–1991), norwegischer Eisschnellläufer
- Krog, Gina (1847–1916), norwegische Frauenrechtlerin
- Krog, Helge (1889–1962), norwegischer Dramatiker, Übersetzer und Literaturkritiker
- Krog, Jason (* 1975), kanadischer Eishockeyspieler
- Krog, Karin (* 1937), norwegische Sängerin des Modern Jazz
- Krog, Magnus (* 1987), norwegischer Nordischer Kombinierer
- Kröger, Asswerus, Buchdrucker in Lübeck
- Kroger, Bernard (1860–1938), US-amerikanischer Geschäftsmann und Unternehmer
- Kröger, Bernd J. (* 1959), deutscher Physiker und Phonetiker
- Kröger, Berta (1891–1962), deutsche Politikerin (SPD), MdHB, Mitglied des preußischen Landtages
- Kröger, Christian (* 1955), deutscher Sportwissenschaftler
- Kröger, Christine (* 1968), deutsche Journalistin und Redakteurin
- Kröger, Claus-Dieter (* 1949), deutscher Fußballspieler
- Kröger, Ed (* 1943), deutscher Jazzmusiker
- Kröger, Erdmann (* 1940), deutscher Politiker (PDS), MdVk
- Kröger, Erika (1911–1987), deutsche Politikerin (CDU), MdL
- Kröger, Eva-Maria (* 1982), deutsche Politikerin (Die Linke)Eva-Maria Kröger (* 1982)
- Kröger, Hans, deutscher Bildhauer

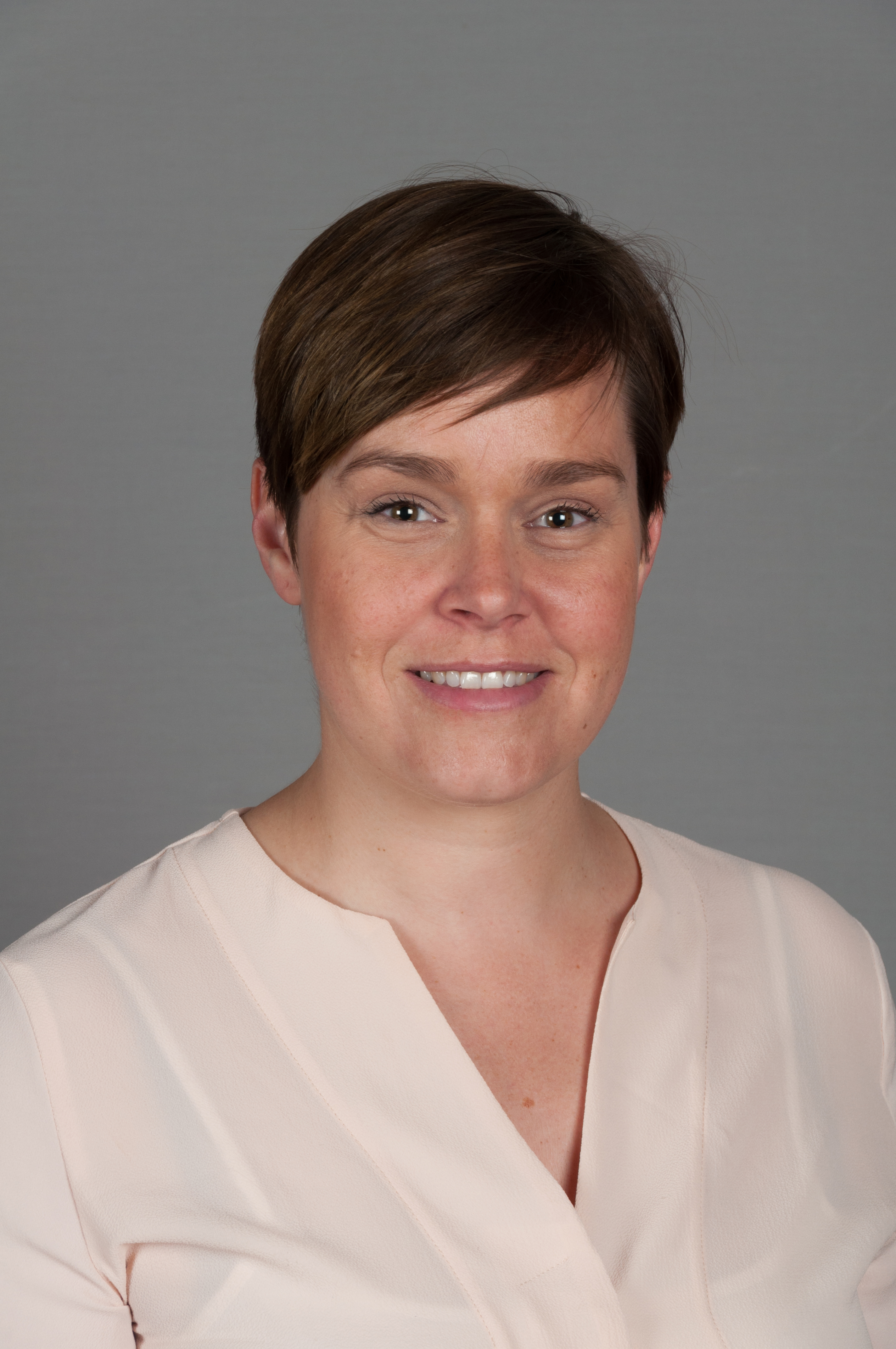
Eva-Maria Kröger (* 1982)

- Kröger, Hans-Peter (* 1953), deutscher Feuerwehrmann
- Kröger, Heiko (* 1966), deutscher Segler
- Kröger, Heinrich (1932–2025), deutscher Pastor und Autor
- Kröger, Henning, deutscher Orgelbaumeister
- Kröger, Herbert (1913–1989), deutscher Jurist und Hochschullehrer
- Kröger, Hermann († 1671), deutscher Orgelbauer
- Kröger, Jens (* 1942), deutscher Kunsthistoriker
- Kröger, Johann Christoph (1792–1874), deutscher Pädagoge und evangelischer Theologe
- Kroger, John (* 1966), US-amerikanischer Jurist und Politiker
- Kröger, Jörg (* 1955), deutscher Politiker (AfD), MdL
- Kröger, Josefa (1918–2011), deutsche Kanutin
- Kröger, Jürgen (1856–1928), deutscher kaiserlicher Baurat und Kirchenbaumeister
- Kröger, Karl (1824–1897), deutscher Verwaltungsjurist, Landrat des Kreises Rinteln
- Kröger, Karl (1901–1970), deutscher Politiker (SPD), MdL
- Kröger, Karl (* 1920), deutscher Fußballspieler
- Kröger, Kirsten (* 1981), deutsche Basketballspielerin
- Kröger, Klaus (1920–2010), deutscher Maler
- Kröger, Marco (* 1963), deutscher Schauspieler und Synchronsprecher
- Kröger, Martin (1894–1980), deutscher Elektrochemiker
- Kröger, Martin (* 1960), deutscher Historiker
- Kröger, Martin (* 1965), deutsch-schweizerischer Physiker
- Kröger, Matthias (* 1969), deutscher Motorrad-Bahnrennfahrer auf Speedway- und Langbahnen
- Kröger, Meike (* 1986), deutsche Hochspringerin
- Kröger, Merle (* 1967), deutsche Krimi-Schriftstellerin, Drehbuchautorin, Filmemacherin und Produzentin
- Kröger, Mieke (* 1993), deutsche RadrennfahrerinMieke Kröger (* 1993)

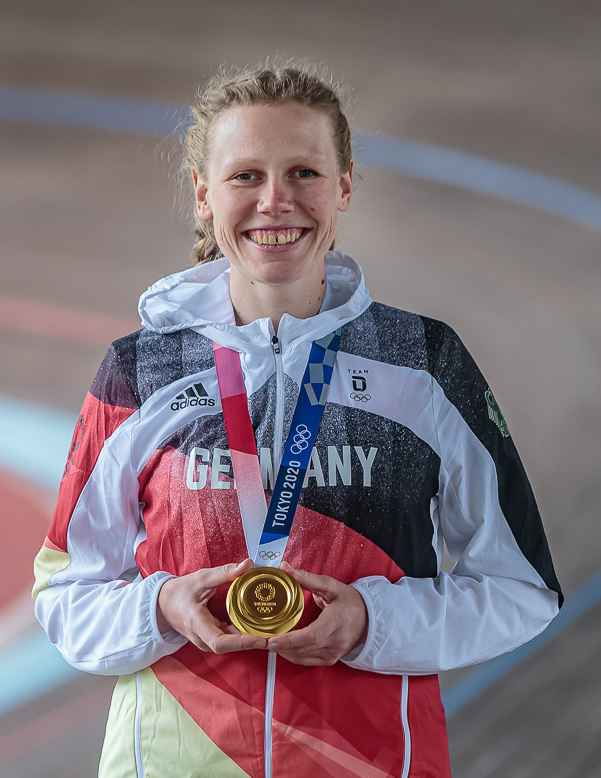
Mieke Kröger (* 1993)

- Kröger, Noëlle (* 1997), deutsche Comic-Künstlerin
- Kröger, Olav (* 1965), deutscher Dirigent, Pianist, Liedbegleiter und Komponist
- Kröger, Pierre (1938–2022), deutscher Maler und Grafiker
- Kröger, Rolf (1944–2021), deutscher Maler und Bildhauer
- Kröger, Ruth Marie (* 1976), deutsche Schauspielerin
- Kröger, Susanka (* 1980), deutsche Radiomoderatorin
- Kröger, Theodor (1891–1958), deutscher Schriftsteller
- Kröger, Thomas, deutscher Architekt und Hochschullehrer
- Kröger, Thomas (* 1979), deutscher Volleyball- und Beachvolleyballspieler, Trainer
- Kröger, Tim (* 1964), deutscher Segler
- Kröger, Timm (1844–1918), deutscher Schriftsteller
- Kröger, Timm (* 1985), deutscher Filmregisseur, Drehbuchautor, Kameramann, Produzent und Editor
- Kröger, Torsten (* 1977), deutscher Ingenieur und Hochschullehrer
- Kröger, Uwe (* 1943), deutscher Fernsehjournalist
- Kröger, Uwe (* 1964), deutscher MusicaldarstellerUwe Kröger (* 1964)

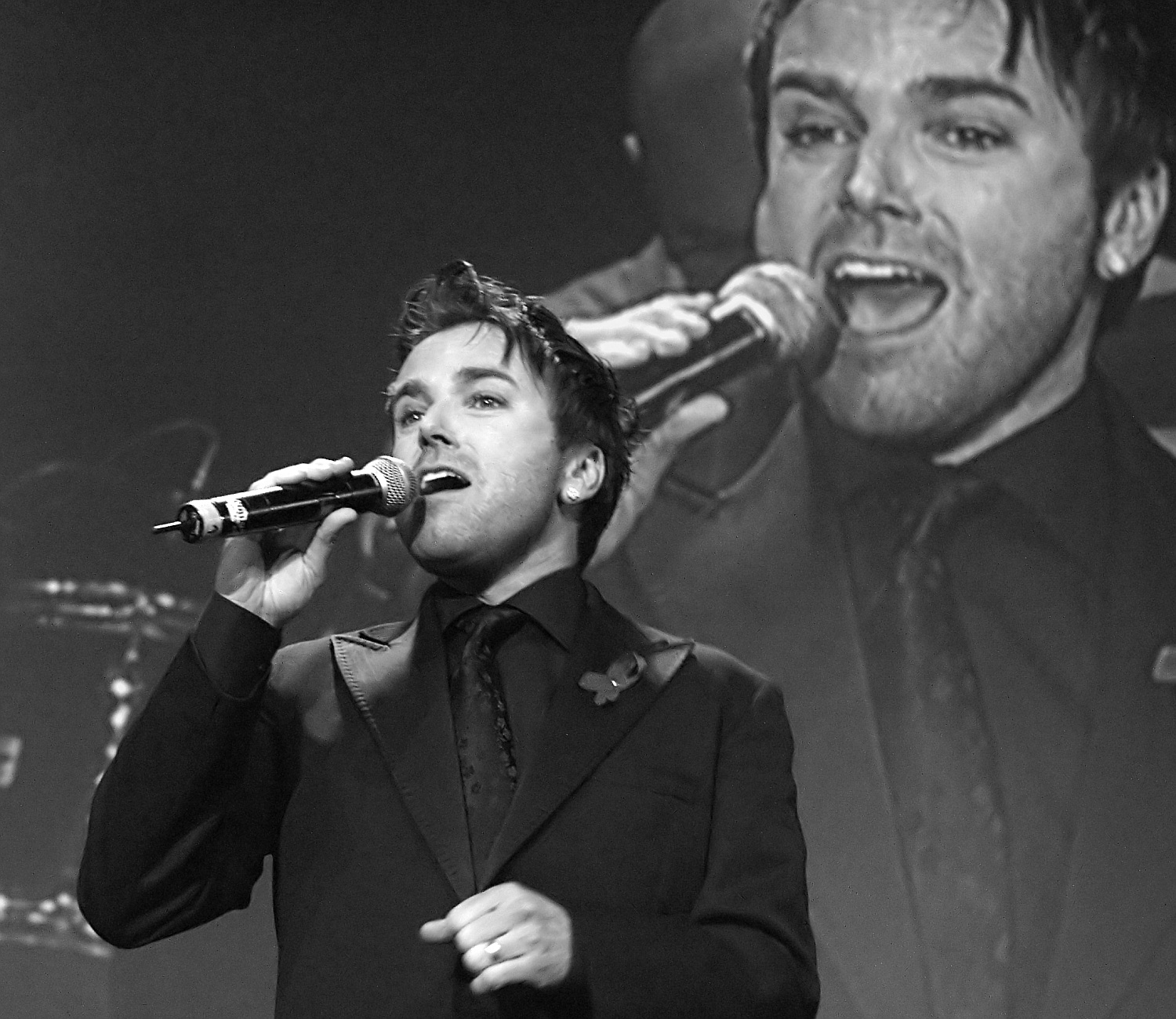
Uwe Kröger (* 1964)

- Kröger, Walter (1912–1991), deutscher Flugzeugingenieur und Luftfahrtpionier
- Kröger, Wilhelm (1873–1932), deutscher Gewerkschafter und Politiker (SPD), MdR
- Kröger, Wilhelm (* 1881), deutscher Architekt und Verbandsfunktionär
- Kröger, Wilhelm (1904–1991), deutscher Jurist und Politiker (SPD), MdHB
- Krogerus, Mikael (* 1976), finnlandschwedischer Journalist und Autor
- Kroggel, Erwin (1912–1996), deutscher Fechter, mehrmaliger deutscher Meister und Olympiateilnehmer
- Krogh, Andreas (1894–1964), norwegischer Eiskunstläufer
- Krogh, August (1874–1949), dänischer Arzt und Zoologe, Nobelpreisträger für Medizin
- Krogh, Børge (1942–2022), dänischer Boxer und Boxtrainer
- Krogh, Charlotte von (1827–1913), deutsch-dänische Malerin
- Krogh, Christian von (1863–1924), deutscher Offizier und Resident in Adamaua
- Krogh, Christian von (1909–1992), deutscher Anthropologe und Dolmetscher
- Krogh, Christopher von (1785–1860), dänischer Generalleutnant
- Krogh, Derek von (* 1972), deutscher Musikproduzent
- Krogh, Finn Hågen (* 1990), norwegischer Skilangläufer
- Krogh, Georg von (* 1963), norwegischer Managementforscher
- Krogh, Gitte (* 1977), dänische Fußballspielerin
- Krogh, Hanne (* 1956), norwegische Sängerin
- Krogh, Johan Madsen (1879–1936), dänischer Kaufmann
- Krogh, Marie (1874–1943), dänische Physiologin und Ärztin
- Krogh, Mogens (* 1963), dänischer Fußballspieler
- Krogh, Morten (* 1988), dänischer Fußballschiedsrichter
- Krogh, Peter F. (* 1937), amerikanischer Politikwissenschaftler
- Krogh, Thomas Edvard (1936–2008), kanadischer Geologe
- Krogh, Torsten M. (1964–2017), deutscher Schauspieler und Autor
- Krogh-Tonning, Knud Karl (1842–1911), norwegischer lutherischer Geistlicher und Theologe, dann römisch-katholischer Theologe
- Krogius, Ernst (1865–1955), finnischer Segler
- Krogius, Nikolai Wladimirowitsch (1930–2022), russischer Schachgroßmeister und Autor
- Krogliac, Ivona (* 1971), lettisch-israelisches Model
- Krogman, Andries (1951–2009), südafrikanischer Leichtathlet und Fernsehmoderator
- Krogman, Wilton M. (1903–1987), US-amerikanischer Anthropologe
- Krogmann, Adolf (1898–1973), deutscher Pilot und Luftfahrtfunktionär
- Krogmann, Albert (1941–1999), deutscher Fernsehjournalist
- Krogmann, Carl Vincent (1889–1978), deutscher Politiker, Erster Bürgermeister Hamburg (1933–1945)
- Krogmann, Davia (* 1976), deutsche Schauspielerin
- Krogmann, Georg (1886–1915), deutscher Fußballspieler
- Krogmann, Hans Gerd (1935–2018), deutscher Hörspielregisseur und Autor
- Krogmann, Heiko (* 1961), deutscher Brigadegeneral und Kommandeur der Pionierschule und Fachschule des Heeres für Bautechnik
- Krogmann, Hermann August (1826–1894), deutscher Kaufmann und Politiker, MdHB
- Krogmann, Hermann Christian Tobias (1797–1866), Hamburger Kaufmann
- Krogmann, Jürgen (* 1963), deutscher Politiker (SPD), MdLJürgen Krogmann (* 1963)

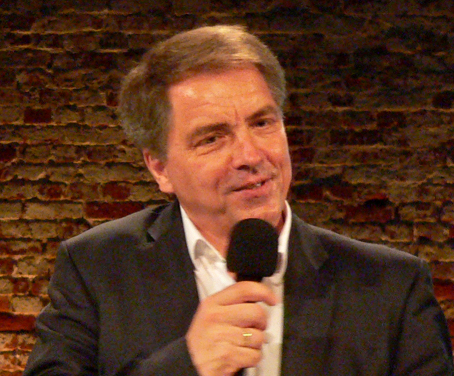
Jürgen Krogmann (* 1963)

- Krogmann, Klaus (* 1925), deutscher Chemiker und Hochschullehrer
- Krogmann, Lars (* 1976), deutscher Museumsdirektor und Entomologe
- Krogmann, Martina (* 1964), deutsche Politikerin (CDU), MdB, Staatssekretärin in Niedersachsen
- Krogmann, Otto Wilhelm (1866–1929), deutscher Kaufmann und Politiker, MdHB
- Krogmann, Richard Carl (1859–1932), deutscher Kaufmann, Reeder und Verbandspolitiker
- Krogmann, Stephanie (* 1986), deutsche Schauspielerin
- Krogmann, Werner (1901–1954), deutscher Segler und Olympiasieger
- Krogmann, Willy (1905–1967), deutscher Germanist
- Krögner, Walter (* 1963), deutscher Politiker (SPD), MdL
- Krognes, Christian (* 1990), norwegischer Automobilrennfahrer
- Krogsgaard, Anders (* 1996), dänischer Eishockeyspieler
- Krogshede, Christina (* 1981), dänische Handballspielerin
- Krogstad, Hanne, norwegische Skilangläuferin
- Krogsveen, Kamilla (* 1978), norwegische Drehbuchautorin
- Krogull, Marina (* 1961), deutsche Schauspielerin und Synchronsprecherin

### Kroh
- Kroh, Andreas (* 1976), österreichischer Paläontologe
- Kroh, Christoph (1735–1812), deutscher Prämonstratenserabt
- Kroh, Ferdinand (1950–2014), deutscher Journalist und Sachbuchautor
- Kroh, Hans (1907–1967), deutscher GeneralmajorHans Kroh (1907–1967)

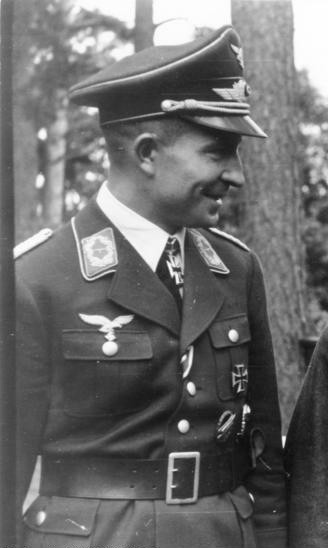
Hans Kroh (1907–1967)

- Kröh, Heinrich Reinhard (1841–1941), deutscher Maler
- Kroh, Heinz (1881–1972), deutscher Maler
- Kroh, Jerzy (1924–2016), polnischer Chemiker
- Kroh, Jürgen (* 1944), deutscher Politiker (CDU), MdL Rheinland-Pfalz
- Kroh, Lothar W. (* 1951), deutscher Chemiker und Professor für Lebensmittelchemie an der Technischen Universität Berlin
- Kroh, Oswald (1887–1955), Psychologe
- Kroh, Paula (* 1995), deutsche SchauspielerinPaula Kroh (* 1995)

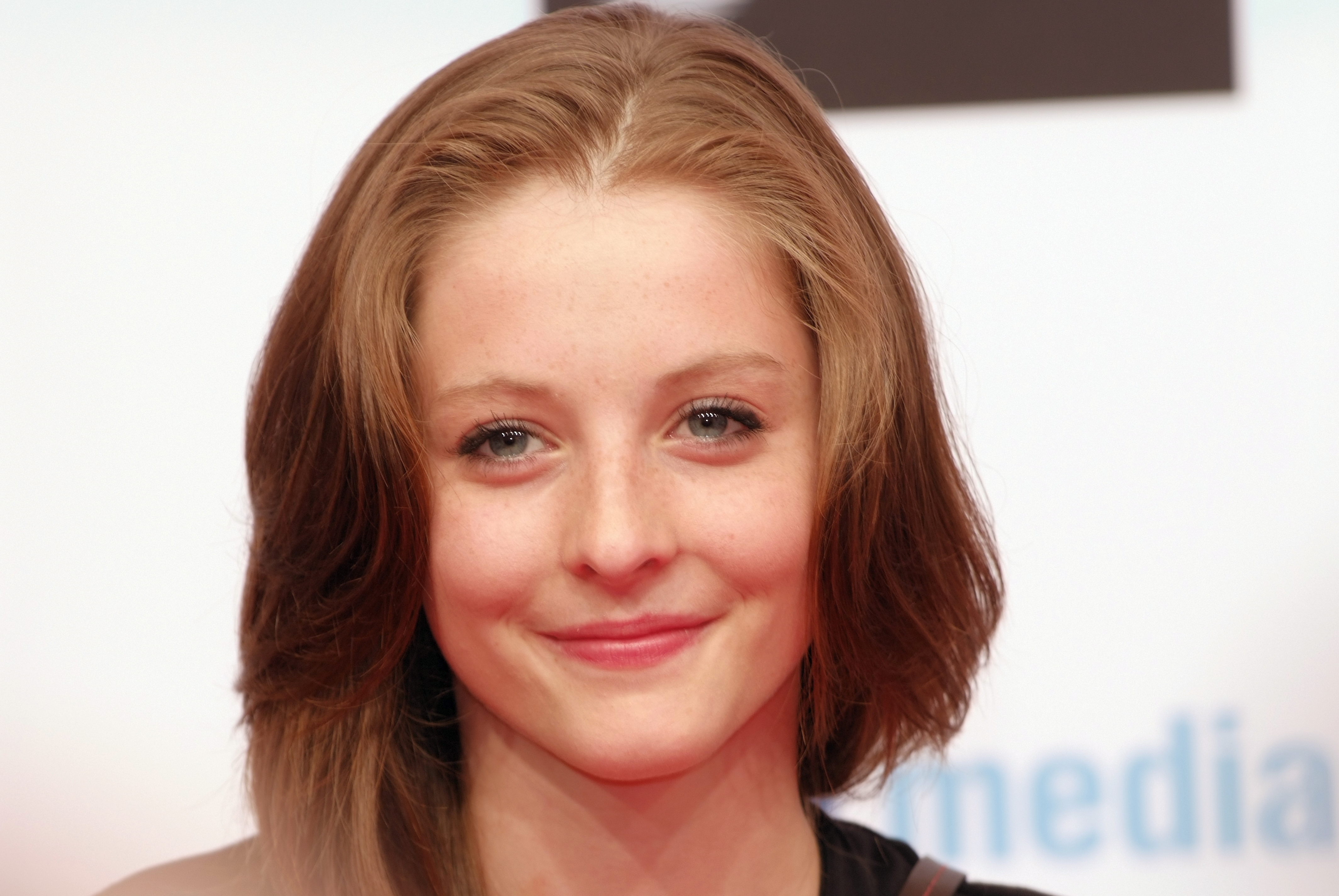
Paula Kroh (* 1995)

- Kroha, Jiří (1893–1974), tschechischer Architekt und Hochschullehrer
- Kroha, Lennart (* 1997), deutscher Beachvolleyballspieler
- Kroha, Tyll (1929–2015), deutscher Numismatiker und Münzhändler
- Kröhan, Erich (1924–2014), deutscher Politiker (SPD), MdL
- Kroher, Anna (1859–1943), deutsche Autorin und volkskundliche Sagenforscherin
- Kröher, Hein (1927–2016), deutscher Musiker
- Kroher, Jakob (1863–1958), deutscher Jurist und Politiker
- Kröher, Michael (* 1956), deutscher Sachbuch-Autor und Journalist
- Kröher, Oss (1927–2019), deutscher Musiker
- Krohg, Christian (1777–1828), norwegischer Jurist und Politiker, Mitglied des Storting
- Krohg, Christian (1852–1925), norwegischer Genremaler, Autor und JournalistChristian Krohg (1852–1925)

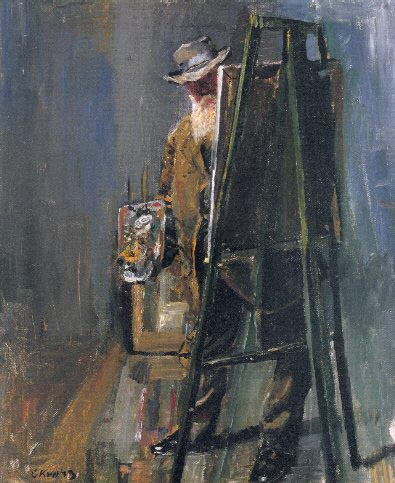
Christian Krohg (1852–1925)

- Krohg, Oda (1860–1935), norwegische Malerin
- Krohg, Per (1889–1965), norwegischer Künstler
- Kröhl, Julius (1820–1867), deutscher U-Boot-Ingenieur
- Kröhl, Susanne (* 1955), deutsche Politikerin (SPD), MdBB
- Kröhler, Andreas (* 1966), deutscher Fußballspieler
- Krohm, Hartmut (1940–2018), deutscher Kunsthistoriker und Kurator
- Krohm, Mario (* 1967), deutscher Fußballspieler
- Krohm, Uli (* 1948), deutscher Schauspieler
- Krohmann, Odo (1911–1987), deutscher Schauspieler und Drehbuchautor
- Krohmer, Harley (* 1970), deutscher Ökonom, Professor für Marketing an der Universität Bern
- Krohmer, Norbert (1889–1933), deutscher Kirchenmaler
- Krohmer, Rolf (* 1948), kasachisch-deutscher Ingenieur und Professor
- Krohmer, Stefan (* 1971), deutscher Filmregisseur
- Krohn, Albert (1891–1967), deutscher Politiker (SPD, USPD, KPD), MdBB
- Krohn, Alexander (* 1971), deutscher Musiker, Schriftsteller und Künstler
- Krohn, Alfred (* 1903), deutscher Steuermann im Rudern
- Krohn, Alfred von (1820–1877), preußischer Generalmajor
- Krohn, Anders (* 1987), norwegischer Automobilrennfahrer
- Krohn, Anne (* 1983), deutsche Volleyball- und Beachvolleyballspielerin
- Krohn, August (1840–1889), deutscher Philosophiehistoriker
- Krohn, August David (1803–1891), deutsch-russischer Zoologe (Meeresbiologie), Anatom und Embryologe
- Krohn, August von (1781–1856), Generalmajor und Kriegsminister (Holstein)
- Krohn, Axel (* 1952), deutscher Politikwissenschaftler
- Krohn, Barbara (* 1957), deutsche Schriftstellerin und Übersetzerin
- Krohn, Caspar Daniel (1736–1801), deutscher Organist und Komponist
- Krohn, Christine (* 1936), deutsche Juristin, Richterin am Bundesgerichtshof (1980–2001)
- Kröhn, Christopher (* 1999), österreichischer Fußballspieler
- Krohn, Claus-Dieter (1941–2019), deutscher Historiker
- Krohn, Ernst (1868–1959), deutscher Kameramann, Drehbuchautor, Regisseur
- Krohn, Fred (* 1961), deutscher Fußballspieler
- Krohn, Fritz (1873–1941), deutscher Altphilologe und Gymnasiallehrer
- Krohn, Fritz Willi (1898–1944), deutscher Filmarchitekt
- Krohn, Gisela (* 1966), deutsche Malerin
- Krohn, Hans (1897–1972), deutscher Fußballspieler
- Krohn, Hans von (1871–1938), deutscher Marineoffizier und Attaché
- Krohn, Heidi (* 1934), finnische Schauspielerin
- Krohn, Hellmuth von (1891–1924), deutscher Pilot
- Krohn, Hermann Diedrich (1734–1805), Jurist und Bürgermeister der Hansestadt Lübeck
- Krohn, Hermann Georg (1705–1756), deutscher Jurist und Syndicus der Hansestadt Lübeck
- Krohn, Hieronymus Christian (1843–1910), deutscher Landschafts-, Genre- und Porträtmaler sowie Kunstgewerbler
- Krohn, Hildegard (1892–1943), jüdisch-deutsches Opfer des Holocaust und die Freundin und Muse des Dichters Georg Heym
- Krohn, Ilmari (1867–1960), finnischer Komponist und Musikwissenschaftler
- Krohn, Jan (* 1962), deutscher Schriftsteller und Songtexter
- Krohn, Jasmin (* 1966), schwedische Eisschnellläuferin
- Krohn, Jesse (* 1990), finnischer Automobilrennfahrer
- Krohn, Johann Adolph (1674–1750), deutscher Jurist und Bürgermeister der Hansestadt Lübeck
- Krohn, Johann von (1759–1834), preußischer Generalmajor
- Krohn, Johannes (1884–1974), deutscher Jurist, Staatssekretär und Reichskommissar
- Krohn, Jörg (* 1963), deutscher Tennisspieler
- Kröhn, Julia (* 1975), österreichische Romanautorin
- Krohn, Julius (1835–1888), finnischer Dichter, Folklorist und Literaturwissenschaftler
- Krohn, Kaarle (1863–1933), finnischer Folklorist
- Krohn, Karlhans (1908–2003), deutscher Sportlehrer, Jugendpfleger und Entdecker beziehungsweise Erfinder des Indiacas
- Krohn, Karsten (1944–2013), deutscher Chemiker (Organische Chemie)
- Krohn, Leena (* 1947), finnische Schriftstellerin
- Krohn, Marcel (* 1968), deutscher Schauspieler, Regisseur und Intendant
- Krohn, Michael (* 1943), deutscher Apotheker und Sanitätsoffizier
- Krohn, Paul Günter (1929–1979), deutscher Literaturwissenschaftler und Lyriker
- Krohn, Peter (1932–2021), deutscher Zeitungsverleger und Fußballfunktionär
- Krohn, Pietro (1840–1905), dänischer Maler, Zeichner und Museumsdirektor
- Krohn, Reinhold (1852–1932), deutscher Bauingenieur und Hochschullehrer
- Krohn, Rolf (* 1949), deutscher Science-Fiction-Schriftsteller
- Krohn, Rüdiger (* 1943), deutscher Germanist
- Krohn, Rudolf (1850–1938), deutscher Lehrer und Heimatforscher
- Krohn, Rudolf (1917–1995), deutscher Politiker (CDU), Mitglied des Abgeordnetenhauses von Berlin
- Krohn, Stefan (* 1974), deutscher Schwimmer
- Krohn, Tarek (* 1976), deutscher Musikwissenschaftler
- Krohn, Thorsten (* 1965), deutscher Schauspieler
- Krohn, Tim (* 1965), deutsch-schweizerischer Schriftsteller
- Krohn, Tim (* 2005), deutscher Fußballspieler
- Krohn, Tracy (* 1954), US-amerikanischer Unternehmer und Autorennfahrer
- Krohn, Wolfgang (* 1941), deutscher Techniksoziologe und Wissenschaftsphilosoph
- Krohn-Dehli, Michael (* 1983), dänischer Fußballspieler
- Krohne, Carl (1836–1913), deutscher Strafreformer
- Kröhne, Georg Christian (1722–1773), sächsischer Amtmann
- Krohne, Gottfried Heinrich (1703–1756), deutscher Architekt des Barock
- Krohne, Helmut (* 1953), deutscher Schriftsteller
- Kröhne, Jochen (* 1956), deutscher Medienmanager sowie ehemaliger Fernsehmoderator
- Krohne, Johann Wilhelm Franz von (1738–1787), deutscher Edelmann und Autor
- Krohne, Otto (1868–1928), deutscher Arzt, Eugeniker und Medizinalbeamter
- Krohne, Paul (* 2000), deutscher Dartspieler
- Krohne, Rogier (* 1986), niederländischer Fußballspieler
- Krohne, Rudolf (1876–1953), deutscher Jurist und Politiker (DVP)
- Krohne, Theodor (1846–1925), deutscher Kaufmann und Kommunalpolitiker
- Krohne, Thomas (* 1962), deutscher Medienunternehmer und Sportfunktionär
- Krohnemann, Christian Wilhelm von (1636–1686), Offizier, Münzmeister, Bergbaudirektor, Alchemist und Festungskommandant
- Krohnen, Melanie (* 1986), deutsche Fußballspielerin
- Kröhnert, Lilly (1912–1996), deutsche Malerin und Bildhauerin
- Kröhnert, Reiner (* 1958), deutscher KabarettistReiner Kröhnert (* 1958)

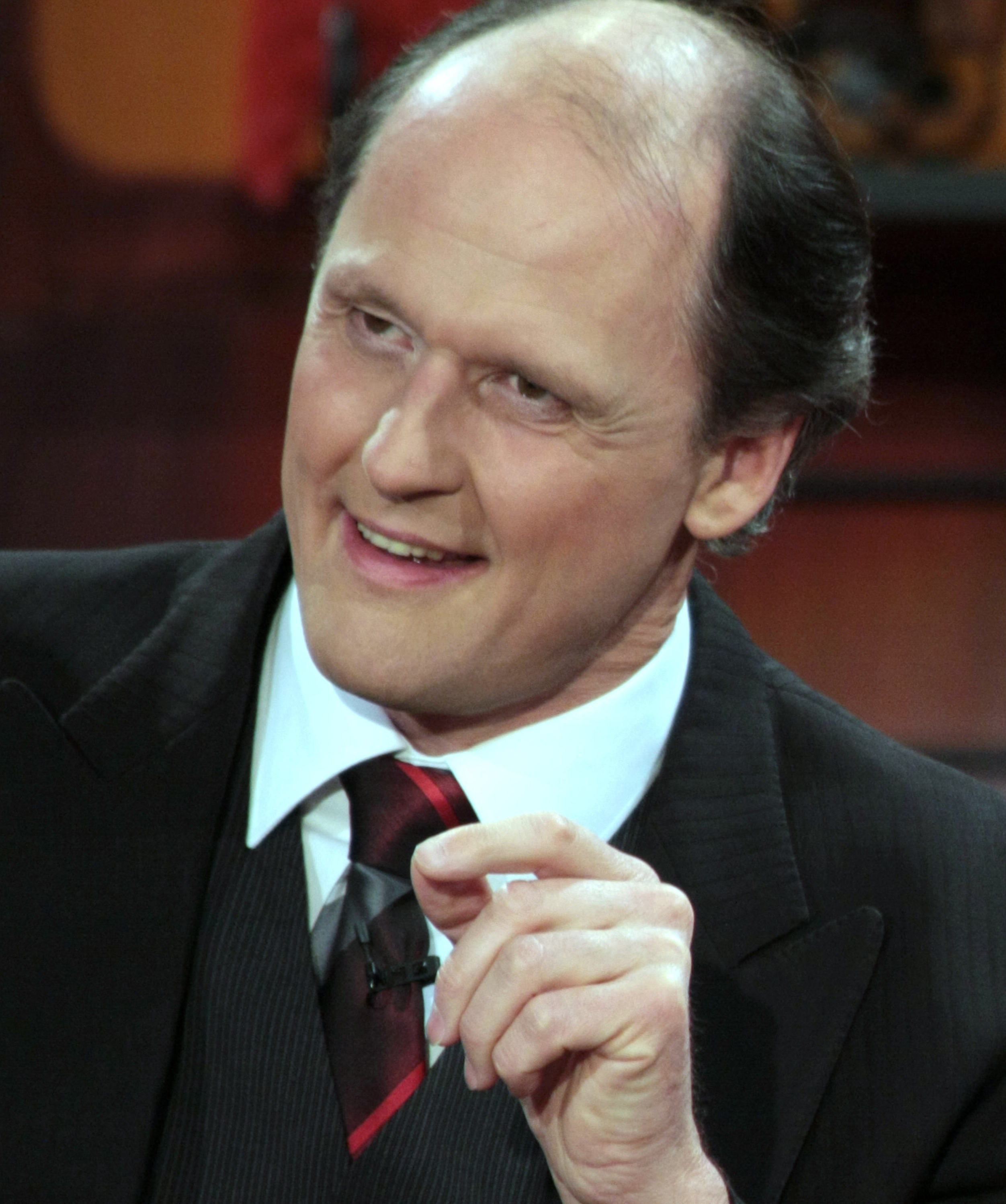
Reiner Kröhnert (* 1958)

- Kröhnke, Anka (* 1940), deutsche Bildende Künstlerin
- Kröhnke, Erich (* 1907), deutscher Autor und Drehbuchautor
- Kröhnke, Friedrich (* 1956), deutscher Schriftsteller
- Kröhnke, Fritz (1903–1981), deutscher Chemiker und Hochschullehrer
- Kröhnke, Gustav (1826–1904), deutscher Ingenieur und Landvermesser
- Kröhnke, Walter (* 1903), deutscher Bildender Künstler
- Krohs, Martin (* 1969), deutscher Publizist, Medienmacher und Philosoph
- Krohs, Ulrich (* 1961), deutscher Philosoph und Hochschullehrer
- Krohwinkel, Monika (* 1941), deutsche Pflegewissenschaftlerin, Professorin für Pflege an der Fachhochschule Darmstadt

### Kroi
- Krøier, Ole (* 1940), dänischrscher Radrennfahrer
- Krois, Gerhard (1945–2020), österreichischer Fußballspieler, -funktionär und Beamter
- Krois, John Michael (1943–2010), US-amerikanischer Philosoph und Herausgeber
- Kroisleitner, Rupert (* 1939), österreichischer Ordensgeistlicher, Propst von Vorau
- Kroismayr-Baier, Eva Maria (* 1981), österreichische Politikerin (FPÖ)
- Kroiss, Helmut (* 1944), österreichischer Wasserbauingenieur
- Kroiß, Karolina (1862–1927), deutsche Benediktinerin
- Kroiß, Kurt (* 1939), deutscher Fußballspieler
- Kroiß, Ludwig (* 1958), deutscher Rechtswissenschaftler
- Kroiss, Philipp (* 1988), österreichischer Volleyballspieler
- Kroiß, Rudolf (* 1965), österreichischer Politiker (FPÖ), Landtagsabgeordneter
- Kroitor, Kristina Sergejewna (* 2006), russische Tennisspielerin
- Kroitor, Roman (1926–2012), kanadischer Filmproduzent
- Kroitzsch, Igor (* 1960), deutscher Schriftsteller und Dramatiker

### Kroj
- Krojanker, Edith (1905–1995), deutsche Juristin
- Krojanker, Gustav (1891–1945), deutscher Volkswirt, Unternehmer und zionistischer Publizist
- Krojanker, Hermann (1885–1935), deutscher Schuhfabrikant
- Krojer, Gustav (1885–1945), österreichischer Fußballspieler und Leichtathlet
- Krojer, Margarethe (* 1954), österreichische Politikerin (Grüne), Burgenländische Landtagsabgeordnete
- Krojer, Markus (* 1994), deutscher Filmschauspieler

### Krok
- Krok, Matthew (* 1982), australischer Schauspieler
- Kroke, Manfred (1941–2013), deutscher Fußballtorhüter
- Kroke, Pit (1936–2016), deutscher Bildhauer
- Krökel, Reinhard (* 1953), deutscher Schauspieler, Autor und Synchronsprecher
- Krökel, Wilhelm (1890–1945), deutscher Widerstandskämpfer
- Kroken, Erling (1928–2007), norwegischer Skispringer
- Kroker, Eduard (1913–2007), deutscher Theologe, Missionar und Hochschullehrer
- Kroker, Ernst (1859–1927), deutscher Historiker und Bibliothekar
- Kroker, Evelyn (1942–2012), deutsche Wirtschaftsarchivarin
- Kroker, Herbert (1929–2022), deutscher SED-Funktionär, MdV, Gewerkschafter
- Kroker, Jens (* 1969), deutscher Paralympics-Sieger (Segeln)
- Kroker, Walter (* 1943), deutscher Politiker (CDU)
- Krokfors, Ulf (* 1966), finnischer Jazzbassist und -komponist
- Krokidas, Sotirios (1852–1924), griechischer Politiker und Ministerpräsident
- Krokodil, altägyptischer König der 0. Dynastie
- Krokos, Statthalter der Ptolemäer von Zypern und Flottenkommandant
- Krokowski, Robert (* 1955), deutscher Schriftsteller und Essayist, Künstler und Textpraktiker, Dozent für ästhetische Bildung
- Krokowski, Thomas (* 1957), deutscher Handballspieler
- Kroksnes, Andrea (* 1971), deutsch-norwegische Kunsthistorikerin, Kuratorin und Kunstkritikerin
- Krokstad, Terje (* 1956), norwegischer Biathlet
- Krokström, Sven (1895–1971), schwedischer Sprinter

### Krol
- Król, Artur (* 1983), polnischer Straßenradrennfahrer
- Krol, Bernhard (1920–2013), deutscher Hornist und Komponist
- Król, Eugeniusz Cezary (* 1947), polnischer Historiker
- Krol, Gerd-Jan (* 1943), deutscher Wirtschaftswissenschaftler
- Krol, Henk (* 1950), niederländischer Politiker, Journalist und LGBT-Aktivist
- Król, Joachim (* 1957), deutscher SchauspielerJoachim Król (* 1957)

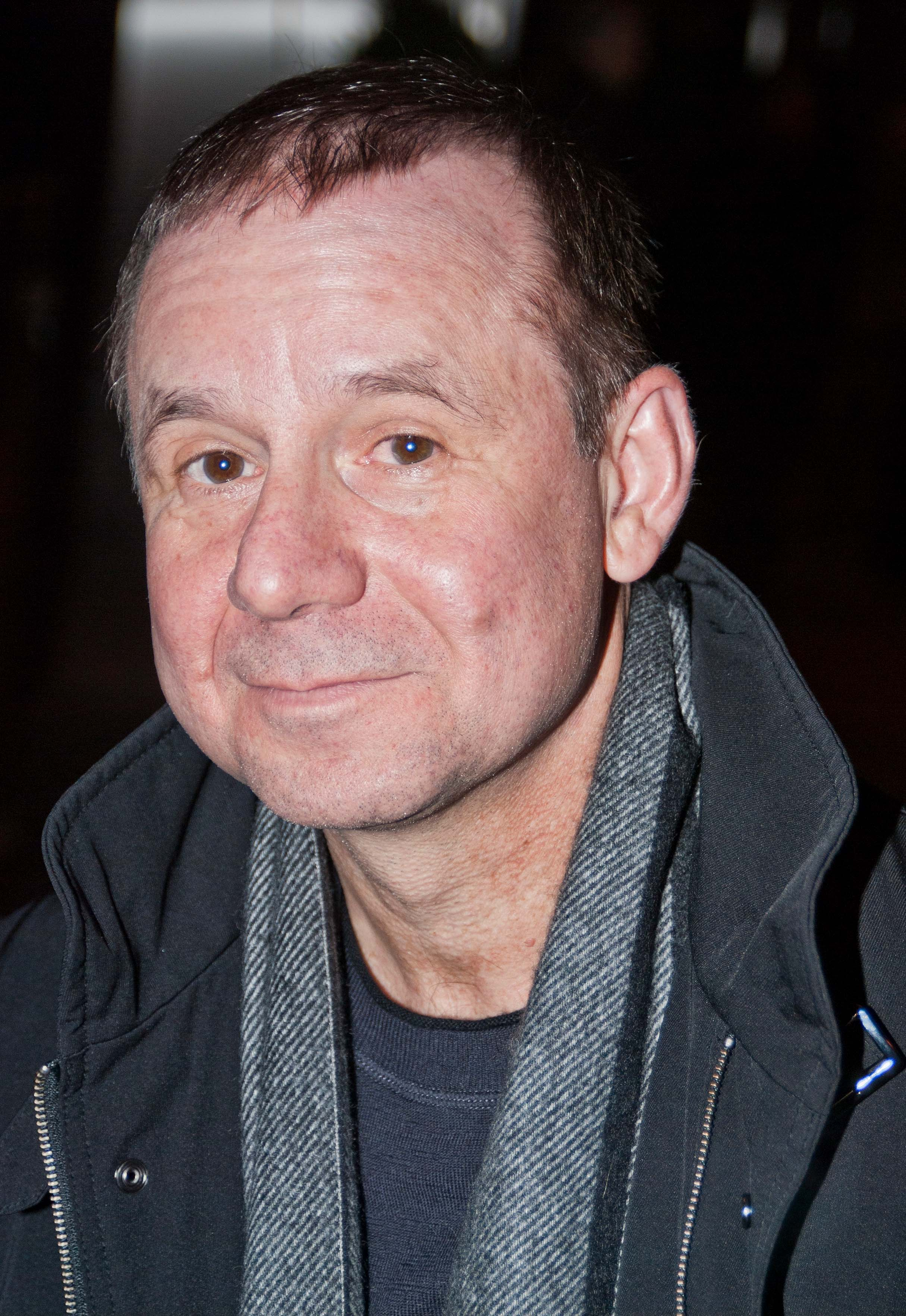
Joachim Król (* 1957)

- Krol, John Joseph (1910–1996), US-amerikanischer Geistlicher, Erzbischof von Philadelphia und Kardinal der römisch-katholischen Kirche
- Krol, Julija (* 1998), ukrainische Skilangläuferin
- Król, Krzysztof (* 1963), polnischer Politiker, Mitglied des Sejm
- Król, Krzysztof (* 1987), polnischer Fußballspieler
- Krol, Lia (* 1956), niederländische Bildhauerin
- Król, Marcin († 1460), polnischer Astronom und Astrologe
- Krol, Melvin (* 1998), deutscher Fußballspieler
- Krol, Michail (1879–1939), sowjetischer Neurologe
- Krol, Moissei Aaronowitsch (1862–1942), russischer Ethnologe, Publizist und Jurist
- Krol, Natalija (* 1994), ukrainische Leichtathletin
- Krol, Ruud (* 1949), niederländischer FußballspielerRuud Krol (* 1949)

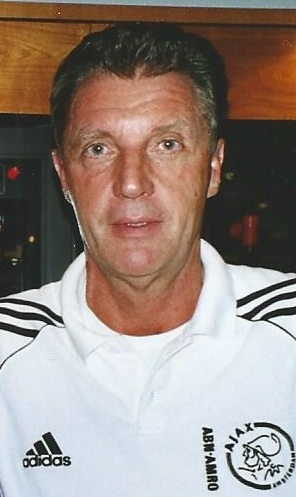
Ruud Krol (* 1949)

- Krol, Thomas (* 1992), niederländischer Eisschnellläufer
- Król, Władysław (1907–1991), polnischer Eishockeyspieler und -trainer sowie Fußballspieler und -trainer
- Król-Walas, Aleksandra (* 1990), polnische Snowboarderin
- Królak, Stanisław (1931–2009), polnischer Sieger der Friedensfahrt
- Krolbert, Franco (* 1967), deutscher Fußballspieler
- Krolczyk, Adam (1826–1872), deutscher evangelischer Missionar in China
- Krøldrup, Per (* 1979), dänischer Fußballspieler
- Krolicki, Brian (* 1960), US-amerikanischer Politiker
- Kroliczak, Hans (1936–2006), deutscher Polizist und Schriftsteller
- Krolik, Andreas (* 1974), deutscher Koch
- Królik, Kinga (* 1999), polnische Hindernisläuferin
- Krolik, Sandra (* 1968), deutsche Schauspielerin
- Krolik, Theophil (1851–1906), deutscher Gewerkschafter und Politiker (Zentrum), MdR
- Krolikowski, Herbert (1924–2012), deutscher Diplomat
- Krolikowski, Werner (1928–2016), deutscher Politiker (SED), MdV, Mitglied des Politbüros des Zentralkomitees der SED und erster Stellvertreter des Vorsitzenden des Ministerrates der DDRWerner Krolikowski (1928–2016)

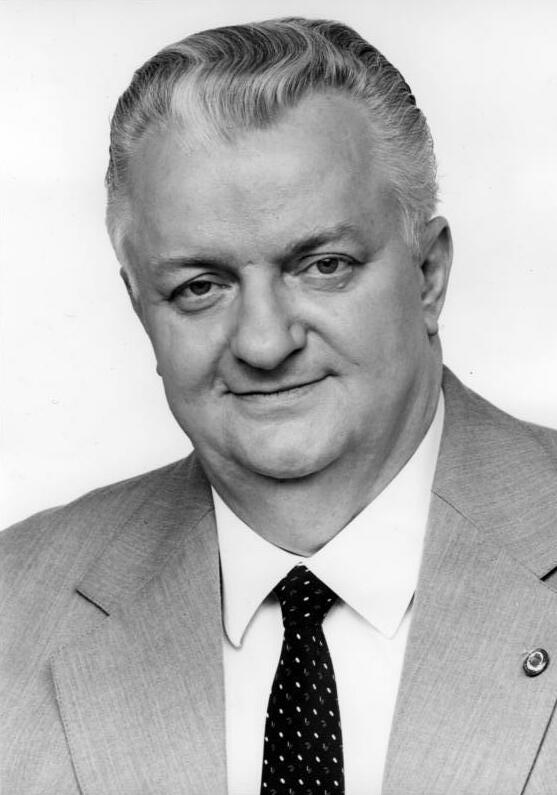
Werner Krolikowski (1928–2016)

- Krölin, Anna (1538–1589), deutsche Franziskanerin
- Krolkiewicz, Ralf-Günter (1955–2008), deutscher Schauspieler, Regisseur, Intendant und Schriftsteller
- Kröll von Reichenhall, Peter († 1363), Bischof von Lavant
- Kroll, Almuth Marianne (* 1966), deutsche Opernsängerin
- Kroll, Anatoli Oscherowitsch (* 1943), russischer Pianist, Arrangeur, Bandleader und Komponist des Jazz und der Unterhaltungsmusik
- Kroll, Anja (* 1963), deutsche Gleitschirmpilotin
- Kroll, Anni (1919–2015), deutsche Autorin und Heimatdichterin
- Kroll, Benjamin (* 1974), deutscher Schlagzeuger
- Kroll, Benno (1929–2004), deutscher Journalist
- Kroll, Bernhard, deutscher römisch-katholischer Geistlicher
- Kroll, Carmen (* 1992), deutsche Influencerin, Webvideoproduzentin, Buchautorin und Unternehmerin
- Kroll, Charlotte (1922–2016), deutsche Zwangsarbeiterin, Häftling im KZ Ravensbrück
- Kröll, Chris (* 1980), österreichischer Snowboarder
- Kroll, Christian (* 1943), deutscher Kirchenmusikdirektor, Chorpädagoge und Organist
- Kroll, Christian (* 1983), deutscher Unternehmer
- Kroll, Eric (* 1946), US-amerikanischer Fotograf
- Kröll, Ernst (* 1948), österreichischer Skispringer
- Kroll, Erwin (1886–1976), deutscher Komponist und Musikkritiker
- Kroll, Florian (* 2004), deutscher Leichtathlet
- Kroll, Frank (* 1968), deutscher Jazzmusiker und Komponist
- Kroll, Frank-Lothar (* 1959), deutscher NeuzeithistorikerFrank-Lothar Kroll (* 1959)

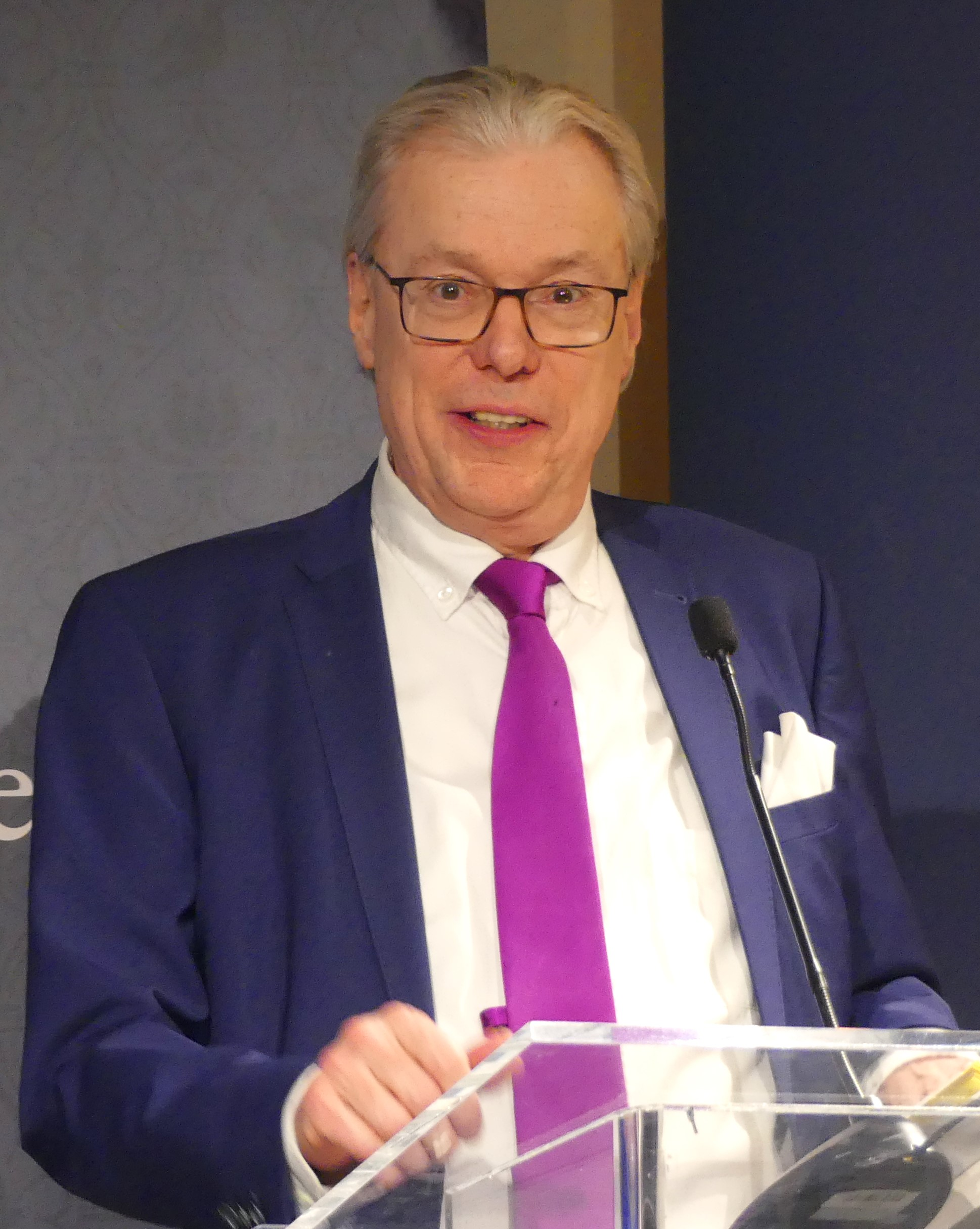
Frank-Lothar Kroll (* 1959)

- Kroll, Franz (1820–1877), deutscher Pianist
- Kröll, Franz († 2010), österreichischer Polizeioffizier
- Kroll, Fredric (* 1945), US-amerikanischer Komponist und Schriftsteller
- Kröll, Friedhelm (1945–2023), deutscher Soziologe
- Kroll, Georg (1888–1945), deutscher Verwaltungsjurist, Regierungspräsident in Breslau
- Kroll, Georg (1922–2015), deutscher Unternehmer
- Kröll, Georg (* 1934), deutscher Komponist
- Kroll, Gerhard (1910–1963), deutscher Politiker (CSU), MdL
- Kroll, Hans (1898–1967), deutscher Diplomat und Botschafter in Belgrad, Tokio und Moskau
- Kroll, Heinrich (1894–1930), deutscher Jagdflieger im Ersten WeltkriegHeinrich Kroll (1894–1930)

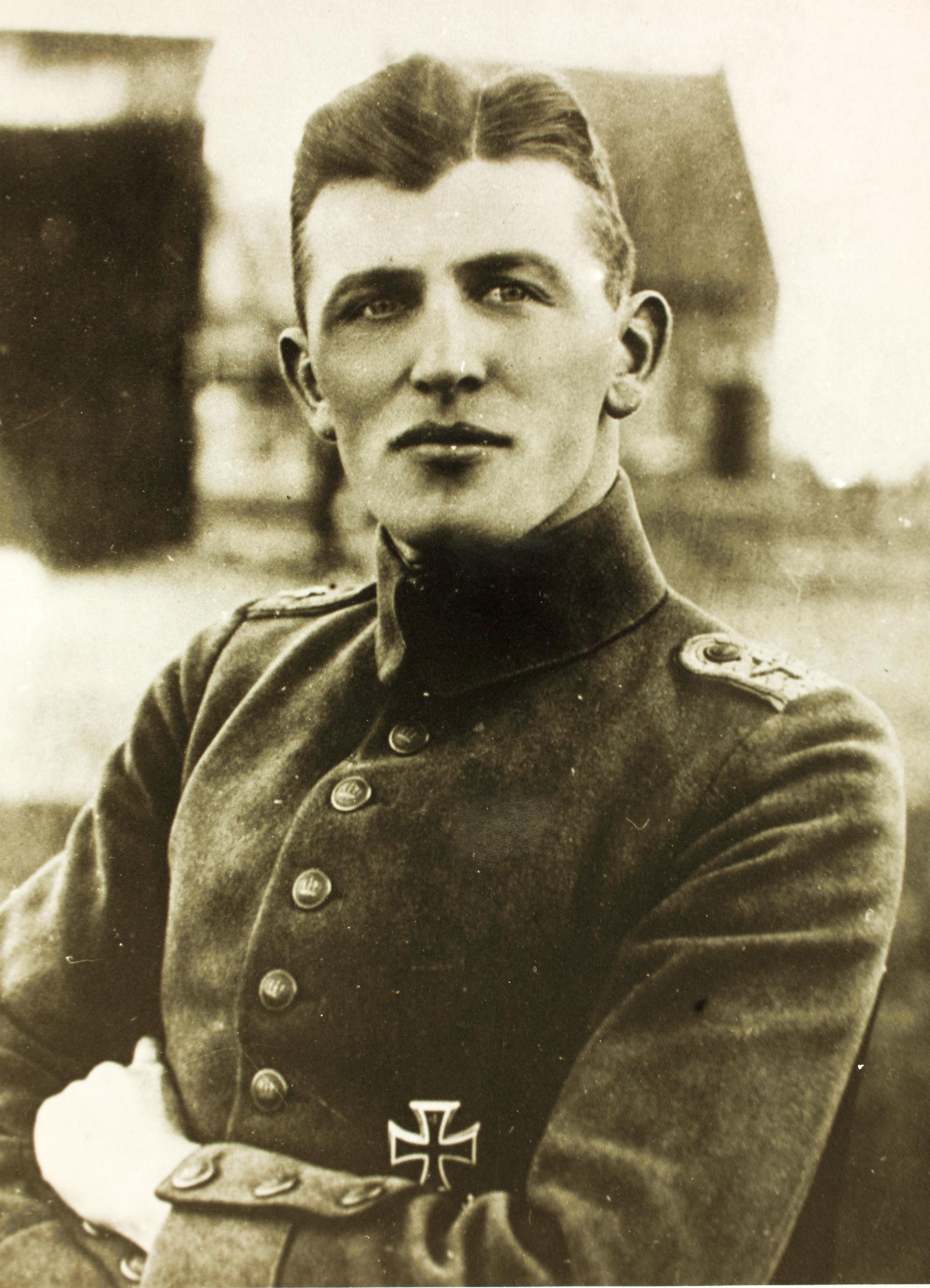
Heinrich Kroll (1894–1930)

- Kröll, Heinz (1919–1999), deutscher Romanist und Lusitanist
- Kroll, Henryk (* 1949), polnischer Politiker, Mitglied des Sejm
- Kroll, Herbert (1902–1985), deutscher Schauspieler und Rundfunkregisseur
- Kröll, Hermann (1939–2016), österreichischer Versicherungsangestellter und Politiker (ÖVP), Landtagsabgeordneter, Abgeordneter zum Nationalrat
- Kroll, Hugo (1875–1953), deutscher politischer Funktionär (NSDAP)
- Kroll, Joachim (1933–1991), deutscher Serienmörder
- Kroll, Johann (1918–2000), polnischer Politiker der deutschen Minderheit in Polen
- Kröll, Johannes (* 1991), österreichischer Skirennläufer
- Kroll, Josef (1889–1980), deutscher klassischer Philologe und Politiker, MdL
- Kröll, Klaus (* 1980), österreichischer Skirennläufer
- Kroll, Lothar (* 1959), deutsch-polnischer Maschinenbauingenieur
- Kroll, Lucien (1927–2022), belgischer Architekt
- Kroll, Ludwig (1915–1989), deutscher Politiker (CDU), MdB
- Kroll, Marion (* 1951), deutsche Politikerin (CDU), MdA
- Kroll, Maximilian (* 1993), deutscher Handballspieler
- Kröll, Michael (1891–1977), österreichischer Volkswirt in Wien
- Kroll, Natasha (1914–2004), russisch-britische Designerin
- Kroll, Nick (* 1978), US-amerikanischer Schauspieler, Komiker, Comedy-Autor und ProduzentNick Kroll (* 1978)

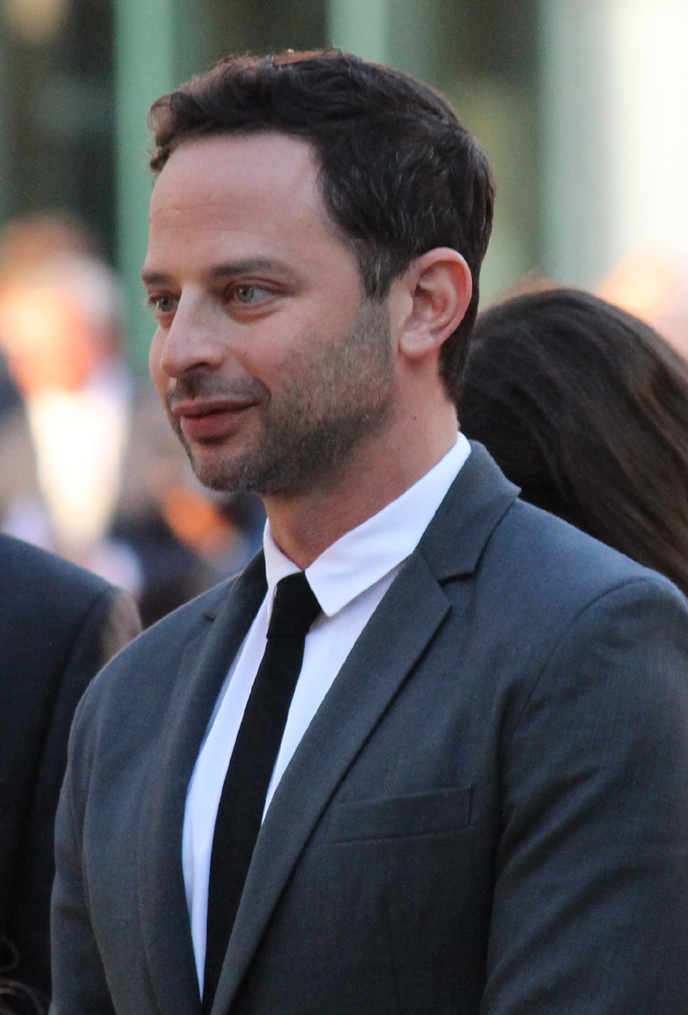
Nick Kroll (* 1978)

- Kröll, Norbert (* 1981), österreichischer Schriftsteller
- Kroll, Norman (1922–2004), US-amerikanischer Physiker
- Kroll, Paul (1898–1949), deutscher Radrennfahrer
- Kroll, Reinhard (1954–2015), deutscher Jazzmusiker (Bass)
- Kroll, Reinhold (1955–2010), deutscher Astrophysiker
- Kröll, Richard (1968–1996), österreichischer Skirennläufer
- Kroll, Stefan (* 1965), deutscher Historiker
- Kröll, Stefan (* 1966), deutscher Rechtswissenschaftler
- Kroll, Steve (* 1997), deutscher Fußballtorhüter
- Kroll, Sven (* 1983), deutscher Moderator
- Kroll, Sylvio (* 1965), deutscher Turner
- Kroll, Thomas (* 1965), deutscher Historiker
- Kröll, Valentina (* 2002), österreichische Fußballspielerin
- Kröll, Walter (1911–1976), deutscher Maler und Grafiker
- Kröll, Walter (* 1938), deutscher Physiker
- Kroll, Werner (1914–1982), deutscher Sänger, Kabarettist und SchauspielerWerner Kroll (1914–1982)

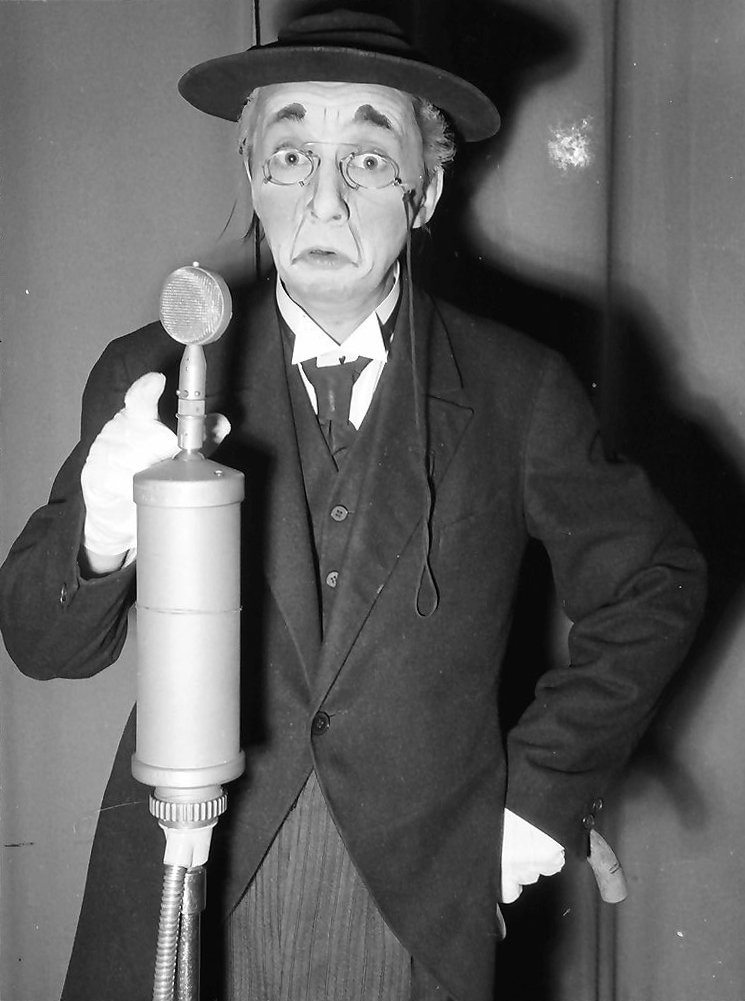
Werner Kroll (1914–1982)

- Kroll, Wilhelm (1869–1939), deutscher Klassischer Philologe
- Kroll, William (1901–1980), US-amerikanischer Geiger, Komponist und Musikpädagoge
- Kroll, William Justin (1889–1973), luxemburgischer Forscher, Metallurge und Erfinder
- Kroll, Wolfgang (1906–1992), deutscher Physiker
- Kroll-Ludwigs, Kathrin (* 1975), deutsche Rechtswissenschaftlerin und Hochschullehrerin
- Kroll-Schlüter, Hermann (* 1939), deutscher Landwirt und Politiker (CDU), MdB
- Kroller, Franz (1923–2000), österreichischer Direktor der Universitätsbibliothek Graz
- Kröller, Heinrich (1880–1930), deutscher Tänzer und Choreograf
- Kröller-Müller, Helene (1869–1939), deutsch-niederländische KunstsammlerinHelene Kröller-Müller (1869–1939)

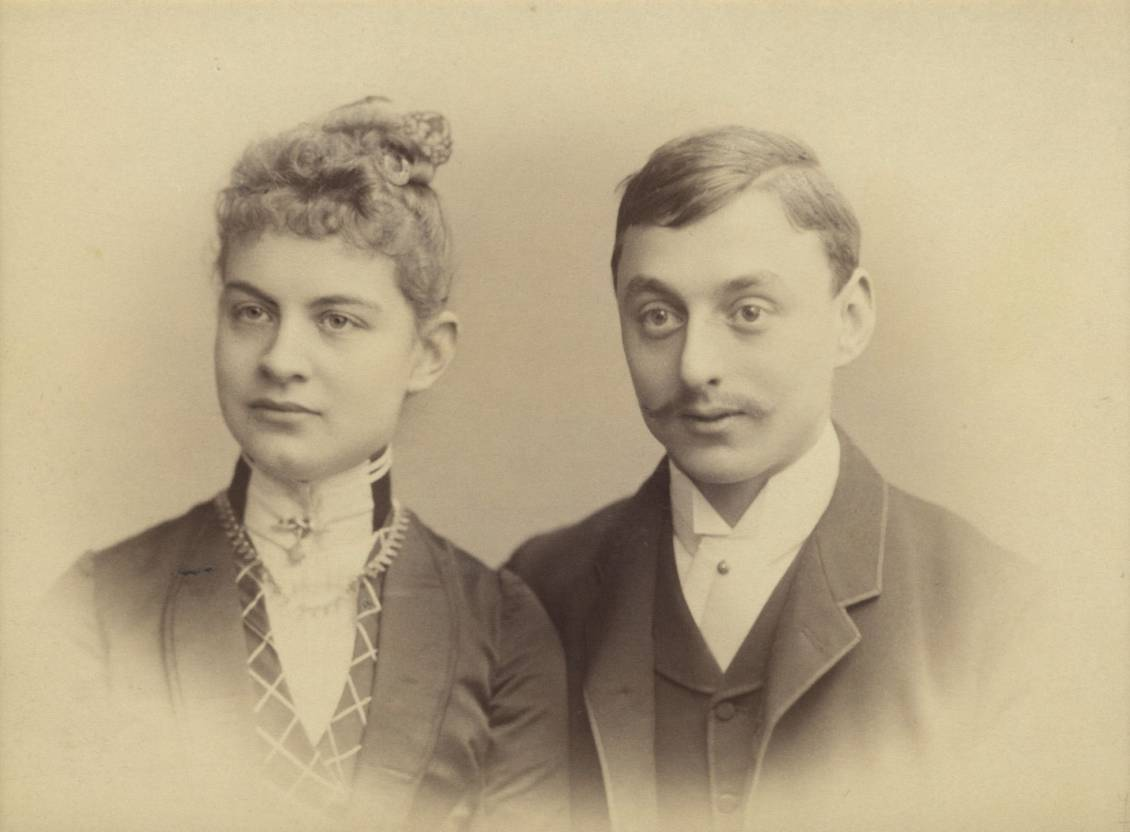
Helene Kröller-Müller (1869–1939)

- Krollmann, Christian (1866–1944), deutscher Philologe, Bibliothekar und Archivar
- Krollmann, Hans (1929–2016), deutscher Jurist und Politiker (SPD), MdL
- Krollmann, Karl (* 1912), deutscher Opernsänger (Tenor)
- Krollpfeiffer, Friedrich (1892–1957), deutscher Chemiker
- Krollpfeiffer, Hannelore (* 1924), deutsche Journalistin und Autorin
- Krölls, Albert (* 1948), deutscher Rechtswissenschaftler und Hochschullehrer
- Krolop, Franz (1839–1897), deutscher Opernsänger (Bassist)
- Krolop, Kurt (1930–2016), deutscher Germanist und Literaturhistoriker
- Krolop, Sebastian (* 1971), deutscher Arzt und Autor
- Krolopp, Rudy (* 1930), amerikanischer Industriedesigner
- Krõlov, Andrei (* 1973), estnischer Fußballspieler
- Krolow, Karl (1915–1999), deutscher Schriftsteller
- Krolow, Wolfgang (1950–2019), deutscher Fotograf
- Krolzig, Sascha (* 1987), deutscher Neonazi-Kader und Aktivist der Freien KameradschaftsszeneSascha Krolzig (* 1987)

Sascha Krolzig (* 1987)

- Krolzik, Udo (* 1948), deutscher evangelischer Theologe
- Krolzyk, Karl-Heinz (1934–2009), deutscher Schauspieler und Synchronsprecher

### Krom
- Krom, Paul de (* 1963), niederländischer Politiker (VVD) und Wirtschaftsmanager
- Kromah, Mariam (* 1994), liberianische Sprinterin
- Kromann Toft, Henrik (* 1968), dänischer Bogenschütze
- Kromanov, Grigori (1926–1984), estnischer Theater- und Filmregisseur
- Kromayer, August (1803–1866), Bürgermeister von Saarbrücken und Mitglied im preußischen Abgeordnetenhaus
- Kromayer, Ernst (1862–1933), deutscher Dermatologe und Hochschullehrer
- Kromayer, Hieronymus (1610–1670), deutscher lutherischer Theologe
- Kromayer, Johannes (1576–1643), deutscher lutherischer Geistlicher, Hofprediger, Schulreformator und Grammatiker
- Kromayer, Johannes (1859–1934), deutscher Althistoriker
- Krombach, Astrid (* 1959), deutsche Judoka
- Krombach, Dieter (1935–2020), deutscher Arzt, in Deutschland und Frankreich mehrfach rechtskräftig verurteilter Straftäter
- Krombach, Franz (1853–1908), deutscher Maler
- Krombach, Julia (* 1991), deutsche Schauspielerin
- Krombach, Käthe (1899–1985), deutsch-israelische Kinderärztin und Allgemeinmedizinerin
- Krombach, Max (1867–1947), deutscher Genre-, Pferde- und Landschaftsmaler, Zeichner und Illustrator
- Krombach, Stefan (* 1990), deutscher Hörfunkmoderator, Journalist, Hörbuchsprecher und -produzent
- Krombholz, Friedrich (1871–1919), österreichischer Baumeister und Architekt
- Krombholz, Gertrude (* 1933), deutsche Sport- und Tanzpädagogin
- Krombholz, Günter (* 1952), deutscher Beamter, Präsident des Thüringer Landesamt für Statistik, Landeswahlleiter Thüringen
- Krombholz, Julius Vincenz von (1782–1843), deutsch-böhmischer Arzt, Botaniker und Mykologe
- Krombholz, Klaus (* 1938), deutscher Maschinenbauingenieur und Agrarwissenschaftler
- Krome, Adolf (1900–1979), deutscher Politiker (CDU), MdL
- Krome, Hermann (1888–1955), deutscher Kapellmeister, Liedkomponist und Volksliedforscher
- Krömer, Adolf (1890–1944), deutscher Apotheker im KZ Auschwitz
- Kromer, Axel (* 1977), deutscher Handballspieler und -trainer
- Krömer, Bernd (* 1955), deutscher Politiker (CDU), Staatssekretär in Berlin
- Kromer, Carl-Theodor (1901–1993), deutscher Ingenieur
- Krömer, Dietfried (1938–2006), deutscher Altphilologe
- Krömer, Eckart (1925–2013), deutscher Wirtschaftsjurist und Volkswirt
- Kromer, Frank (* 1970), deutscher Physiker und Politiker (CDU), MdL Sachsen
- Krömer, Friedrich (1857–1938), deutscher Landwirt und Politiker (FVP), MdR
- Kromer, Gebhard (1821–1849), deutscher Revolutionär
- Kromer, Heinrich Ernst (1866–1948), deutscher Schriftsteller, Maler und Bildhauer
- Krömer, Joseph (1815–1880), deutscher Lehrer und Autor
- Kromer, Karl (1865–1939), deutscher Komponist und Musiker
- Kromer, Karl (1924–2003), österreichischer Prähistoriker
- Krömer, Kurt (* 1974), deutscher Komiker und SchauspielerKurt Krömer (* 1974)

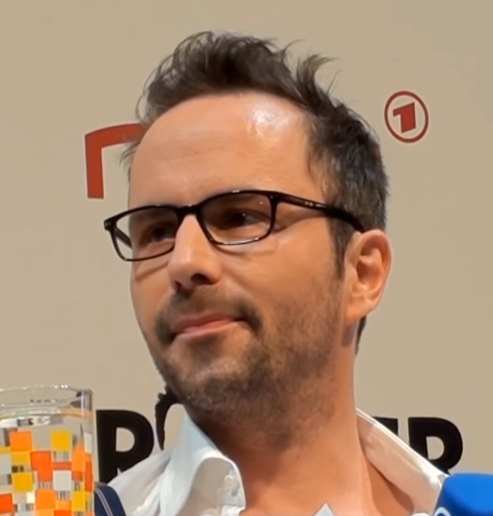
Kurt Krömer (* 1974)

- Kromer, Lina (1889–1977), deutsche Dichterin
- Krömer, Michael, deutscher Polizist, kommissarischer Polizeipräsident in Berlin
- Kromer, Patrick (* 1978), deutscher Radsporttrainer
- Krömer, Philip (* 1988), deutscher Autor
- Krömer, Wilhelm (1939–2017), deutscher Politiker (CDU), MdL
- Krömer, Wolfram (* 1935), deutscher Romanist und Literaturwissenschaftler
- Kromiadi, Konstantin Grigorjewitsch (1893–1990), pontosgriechischer antikommunistischer Offizier
- Kromidas, Stavros (* 1954), griechischer Chemiker und Autor von Standardwerken zur HPLC und zur Validierung
- Kromka, Franz (* 1944), deutscher Soziologe
- Kromkamp, Jan (* 1980), niederländischer Fußballspieler
- Krömker, Karsten, deutscher American-Football-Spieler
- Krömker, Marcel (* 1981), deutscher Jazzmusiker (Kontrabass, Komposition)
- Kromm, Bobby (1928–2010), kanadischer Eishockeytrainer
- Kromm, Fred (* 1953), deutscher Fußballspieler
- Kromm, Richard (* 1964), US-amerikanischer Eishockeyspieler, -trainer und -funktionär
- Kromm, Robert (* 1984), deutscher Volleyballspieler
- Krömmelbein, Karl (1920–1979), deutscher Geologe
- Krommenhoek, Guillaume (* 1992), niederländischer Ruderer
- Krommeny, Cornelius († 1599), niederländischer Maler und Hofmaler in Güstrow
- Krommer, Anna (* 1924), deutsch-amerikanische Schriftstellerin
- Krommer, Franz (1759–1831), tschechisch-österreichischer Komponist
- Krommer, Helmut (1891–1973), tschechoslowakisch-US-amerikanischer Maler und Grafiker
- Krommer, Otto (1888–1945), tschechoslowakischer Politiker (SdP)
- Krommes, Friedrich (1906–1971), deutscher Kirchenverwaltungsjurist und geschäftsführender Vorstand der Bruderhilfe VVaG
- Krommes, Johannes Konrad (1847–1903), deutscher Bürgermeister, Mitglied des Provinziallandtages der Provinz Hessen-Nassau
- Krommidas, Giorgos (1936–2021), griechisch-deutscher Autor
- Krommidas, Vassilis (* 1970), griechischer Triathlet
- Kromminga, Kerstin (* 1970), deutsche Hörfunk-Journalistin, Moderatorin und Autorin
- Kromnik, Karin (* 1957), deutsche Tischtennisspielerin
- Kromolicki, Joseph (1882–1961), deutscher Komponist
- Kromowidjojo, Ranomi (* 1990), niederländische SchwimmerinRanomi Kromowidjojo (* 1990)

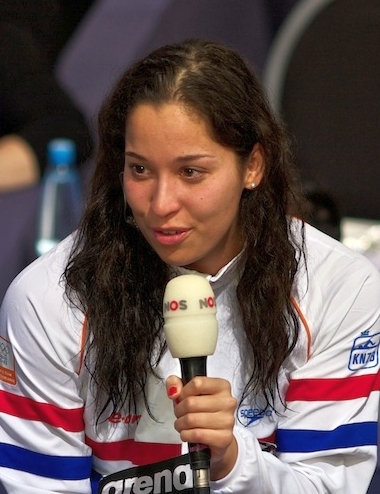
Ranomi Kromowidjojo (* 1990)

- Kromp, August, mährischer Jurist und Politiker
- Kromp, Christof (* 1997), österreichischer Eishockeyspieler
- Kromp, Friederike (* 1985), deutsche Fußballtrainerin und -moderatorinFriederike Kromp (* 1985)

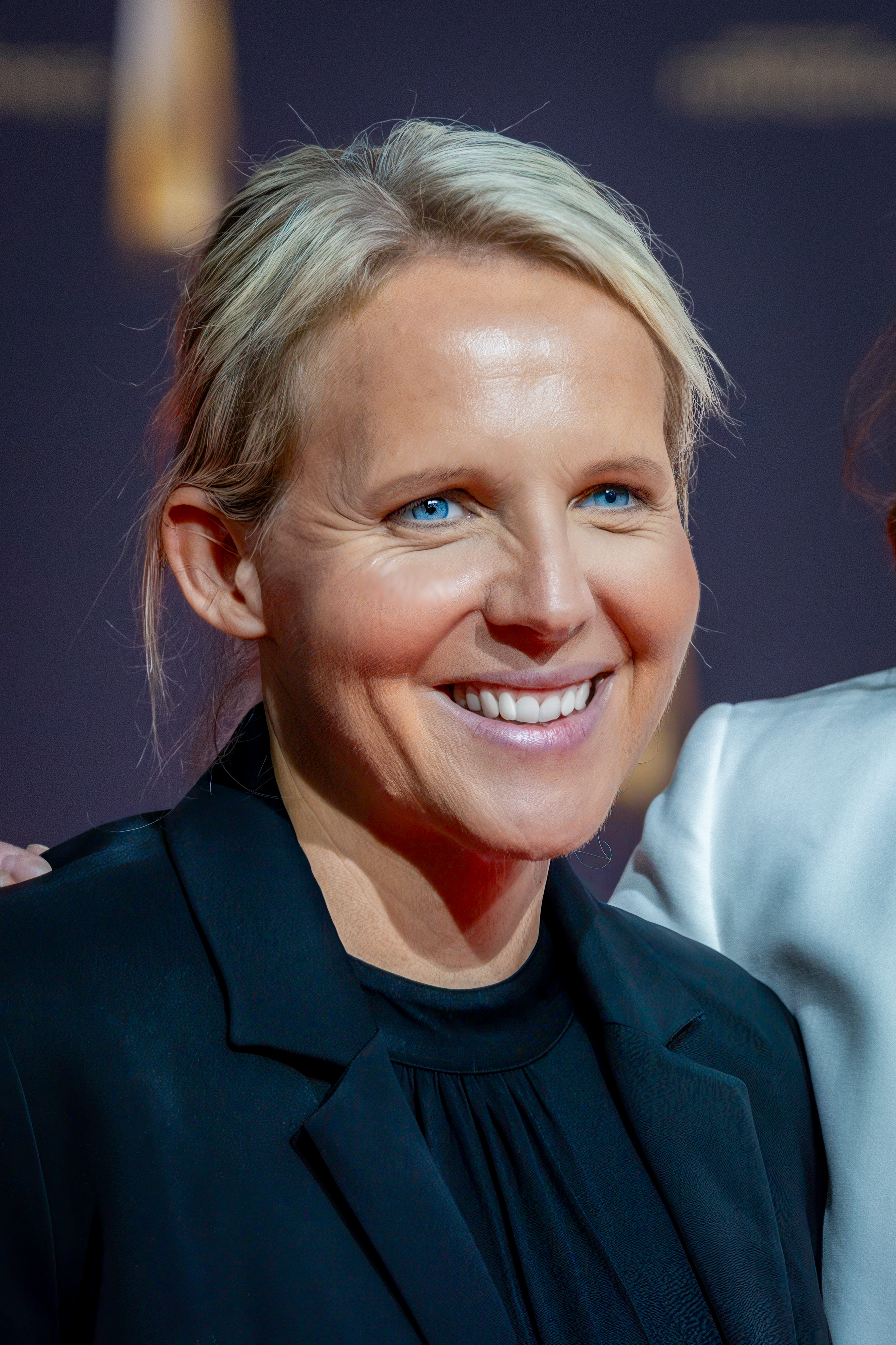
Friederike Kromp (* 1985)

- Kromp, Thomas, deutscher Tauchlehrer, Sportcoach und Autor von Sachbüchern zum Sporttauchen
- Kromp, Wolfgang (* 1942), österreichischer Physiker
- Kromp, Wolfgang (* 1970), österreichischer Eishockeyspieler
- Kromp-Kolb, Helga (* 1948), österreichische Meteorologin
- Krompaß, Dieter (* 1954), deutscher Badmintonspieler
- Kromphardt, Jürgen (* 1933), deutscher Wirtschaftsweiser
- Krompholz, Lothar (1928–2019), deutscher Schauspieler
- Krompolc, Zbyněk (* 1978), tschechischer Skispringer
- Kromppein, Georg (1586–1664), Stadt- und Amtsschreiber zu Balingen
- Kromrey, Gustav (1847–1909), deutscher Unternehmer
- Kromrey, Helmut (* 1940), deutscher Soziologe
- Kromschröder, Gerhard (* 1941), deutscher Journalist und Fotograf
- Kromschröder, Jan (* 1962), deutscher Journalist und Fernsehproduzent
- Kromsdorf, Albrecht Christian von (1626–1684), kursächsischer Amtshauptmann und Rittergutsbesitzer
- Kromsdorf, Georg Albrecht von († 1632), Adliger
- Kromsdorf, Georg Albrecht von (1544–1611), Erbauer von Schloss Kromsdorf bei Weimar
- Kromsdorf, Oswald von († 1553), kursächsischer Amtshauptmann und Rittergutsbesitzer

### Kron
- Kron, Andreas (* 1998), dänischer Radrennfahrer
- Kron, Christine (1962–2017), deutsche Ethnologin, Afrikanistin und Museumsleiterin
- Kron, Gustav (1878–1942), deutscher Lehrer und Vorbeter
- Kron, Heinrich (1923–2007), deutscher evangelischer Theologe
- Kron, Katharina (* 2004), deutsche Schauspielerin und Hörspielsprecherin
- Kron, Konrad († 1443), Bischof von Lebus
- Kron, Norbert (* 1965), deutscher Schriftsteller, Journalist und Filmemacher
- Kron, Patrick (* 1953), französischer Industriemanager
- Kron, Robert (* 1967), tschechischer Eishockeyspieler und -scout
- Kron, Thomas (* 1970), deutscher Soziologe
- Kron, Uta (1943–2020), deutsche Archäologin
- Kron, Winfried (* 1941), deutscher Generalarzt des Heeres der Bundeswehr

#### Krona
- Krona, Olga (1873–1951), Theaterschauspielerin
- Kronabitter, Erika (* 1959), österreichische Schriftstellerin und Künstlerin
- Kronacher, Alwin (1880–1951), deutscher Dramaturg, Regisseur und Theaterleiter
- Kronacher, Carl (1871–1938), deutscher Veterinärmediziner
- Kronacker, Paul (1897–1994), belgischer Politiker der Liberalen Partei
- Kronasser, Heinz (1913–1968), österreichischer Indogermanist
- Kronau, Friederike (1841–1918), deutsch-österreichische Schauspielerin
- Kronauer, Brigitte (1940–2019), deutsche Schriftstellerin und EssayistinBrigitte Kronauer (1940–2019)

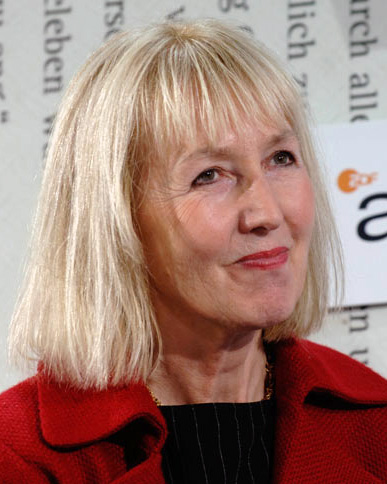
Brigitte Kronauer (1940–2019)

- Kronauer, Erich (* 1930), deutscher Manager und Stifter
- Krönauer, Hansl (1932–2011), deutscher Komponist und Sänger
- Kronauer, Jörg (* 1968), deutscher Journalist und Autor
- Kronauer, Martin (* 1949), deutscher Soziologe und Hochschullehrer
- Kronauer, Otto (1850–1922), Schweizer Jurist und Bundesanwalt
- Kronaveter, Rok (* 1986), slowenischer Fußballspieler
- Kronawetter, Ferdinand (1838–1913), österreichischer linksliberaler Politiker, Landtagsabgeordneter
- Kronawitter, Georg (1928–2016), deutscher Politiker (SPD), MdL, Oberbürgermeister von MünchenGeorg Kronawitter (1928–2016)

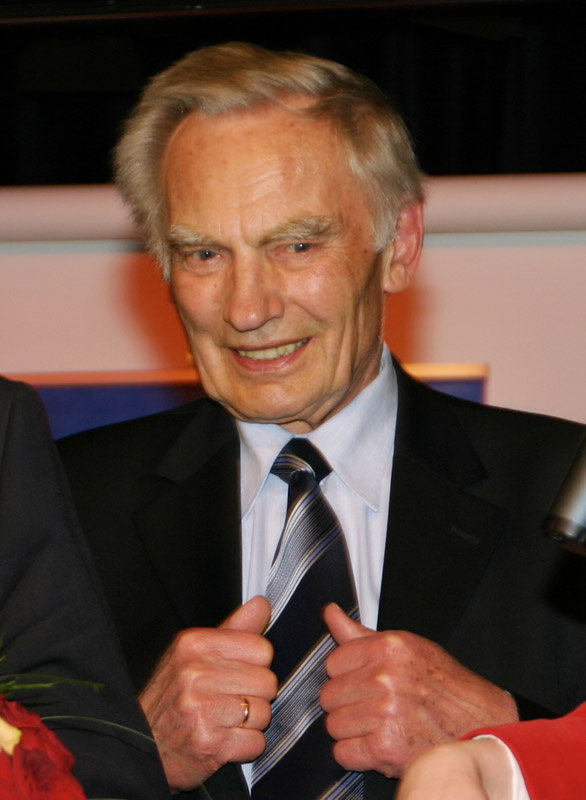
Georg Kronawitter (1928–2016)

- Kronawitter, Hildegard (* 1946), deutsche Politikerin (SPD), MdL
- Kronawitter, Karl Günther (1934–2000), deutscher Politiker (SPD), MdL

#### Kronb
- Kronberg, Eric (* 1983), US-amerikanischer Fußballspieler
- Kronberg, Gerhard (1913–2001), ungarischer Komponist
- Kronberg, Günter (1926–1977), deutscher Jazzsaxophonist (Alt- und Baritonsaxophon)
- Kronberg, Heinz-Jürgen (* 1959), deutscher Politiker (CDU), MdB
- Kronberg, Janika (* 1963), estnischer Literaturwissenschaftler, Kritiker und Essayist
- Kronberg, Julius (1850–1921), schwedischer Maler und Hochschullehrer
- Kronberg, Larissa Iwanowna (1929–2017), russisch-sowjetische Schauspielerin und Agentin des KGB
- Kronberg, Max (* 1884), deutscher Schriftsteller
- Kronberg, Randolf (1942–2007), deutscher Schauspieler, Synchron- und Hörspielsprecher
- Kronberg, Robert (* 1976), schwedischer Hürdenläufer
- Kronberg, Simon (1891–1947), österreichisch-jüdischer Schriftsteller
- Kronberger, Alexandra Leonie (* 1990), österreichische Schauspielerin
- Kronberger, Franz, deutscher Basketballtrainer und -funktionär
- Kronberger, Franz Xaver (1913–2010), deutscher katholischer Geistlicher
- Kronberger, Gerald (* 1975), österreichischer Jurist, Bezirkshauptmann von Braunau am Inn
- Kronberger, Hans (1951–2018), österreichischer Journalist und Politiker (FPÖ), MdEP
- Kronberger, Karl (1841–1921), österreichisch-deutscher Genremaler
- Kronberger, Lily (1890–1974), ungarische Eiskunstläuferin
- Kronberger, Luca (* 2002), österreichischer Fußballspieler
- Kronberger, Matthäus (1434–1492), österreichischer Zisterzienser, Abt des Stiftes Heiligenkreuz
- Kronberger, Maximilian (1888–1904), deutsches Mitglied des George-KreisesMaximilian Kronberger (1888–1904)

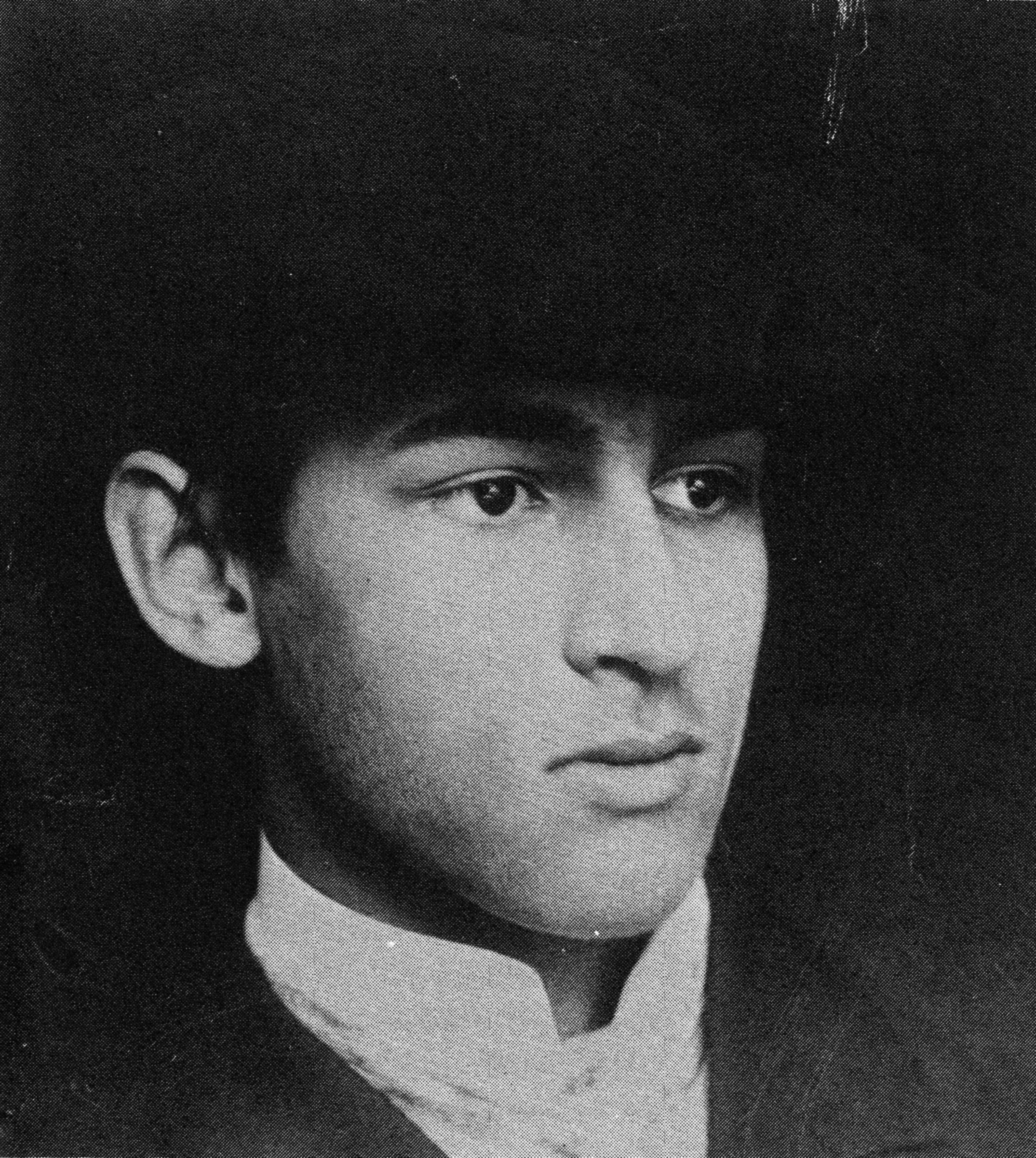
Maximilian Kronberger (1888–1904)

- Kronberger, Michael der Ältere, kursächsischer Beamter
- Kronberger, Michael der Jüngere († 1603), kursächsischer Beamter und Kommunalpolitiker
- Kronberger, Petra (* 1969), österreichische Skirennläuferin
- Kronberger, Silvia (* 1954), österreichische Hochschullehrerin, Professorin für Soziologie
- Kronbichler, Anni (* 1963), österreichische Skirennläuferin
- Kronbichler, Florian (* 1951), italienischer Journalist, Autor und Politiker (Südtirol), Mitglied der Camera dei deputati
- Kronbichler, Johann (* 1949), Kunsthistoriker, Museumsdirektor und Dozent
- Kronborg, Morten (* 1985), dänischer Badmintonspieler
- Kronburg, Sascha (1893–1985), österreichische Malerin, Grafikerin und Illustratorin
- Kronburger, Claire (* 1905), deutsche Stummfilmschauspielerin mit sehr kurzer Karriere Mitte der 1920er Jahre
- Kronburger, Goetz (1933–2019), deutscher Hörfunk- und Fernsehjournalist
- Kronburger, Otto (* 1889), deutscher Schauspieler

#### Kronc
- Kröncke, Adolf (1922–2009), deutscher Zahnmediziner und Hochschullehrer
- Kröncke, Claus (1771–1843), deutscher Landschaftsarchitekt
- Kröncke, Dietrich (* 1944), deutscher Rechtsanwalt, Arbeitgeberverbands-Geschäftsführer und Musikwissenschaftler
- Kröncke, Gerd (* 1943), deutscher Journalist
- Kröncke, Martin († 1774), deutscher Münzmeister und preußischer Generalmünzdirektor

#### Krond
- Krondl, Václav (* 1953), tschechischer Fußballschiedsrichter

#### Krone
- Krone, Alexander (* 1970), deutscher Heeresoffizier und Brigadegeneral
- Krone, Carl (1870–1943), deutscher ZirkusdirektorCarl Krone (1870–1943)

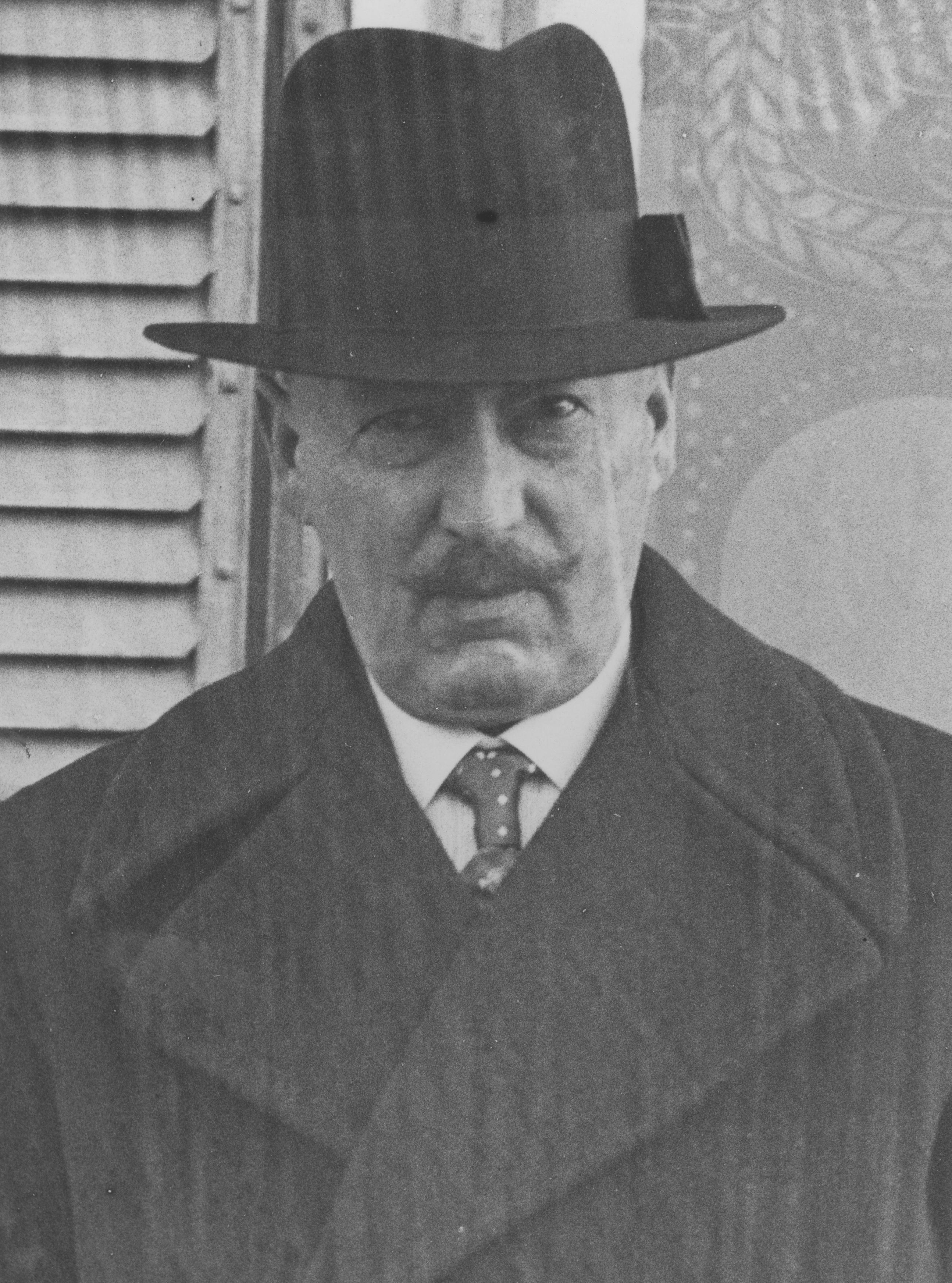
Carl Krone (1870–1943)

- Krone, Dieter (* 1963), deutscher Politiker; Oberbürgermeister in Lingen (Ems)
- Krone, Günter (1927–2023), deutscher Rechtsanwalt und Politiker (CDU), MdL
- Krone, Heinrich (1895–1989), deutscher Politiker (Zentrum, CDU), MdR, MdBHeinrich Krone (1895–1989)

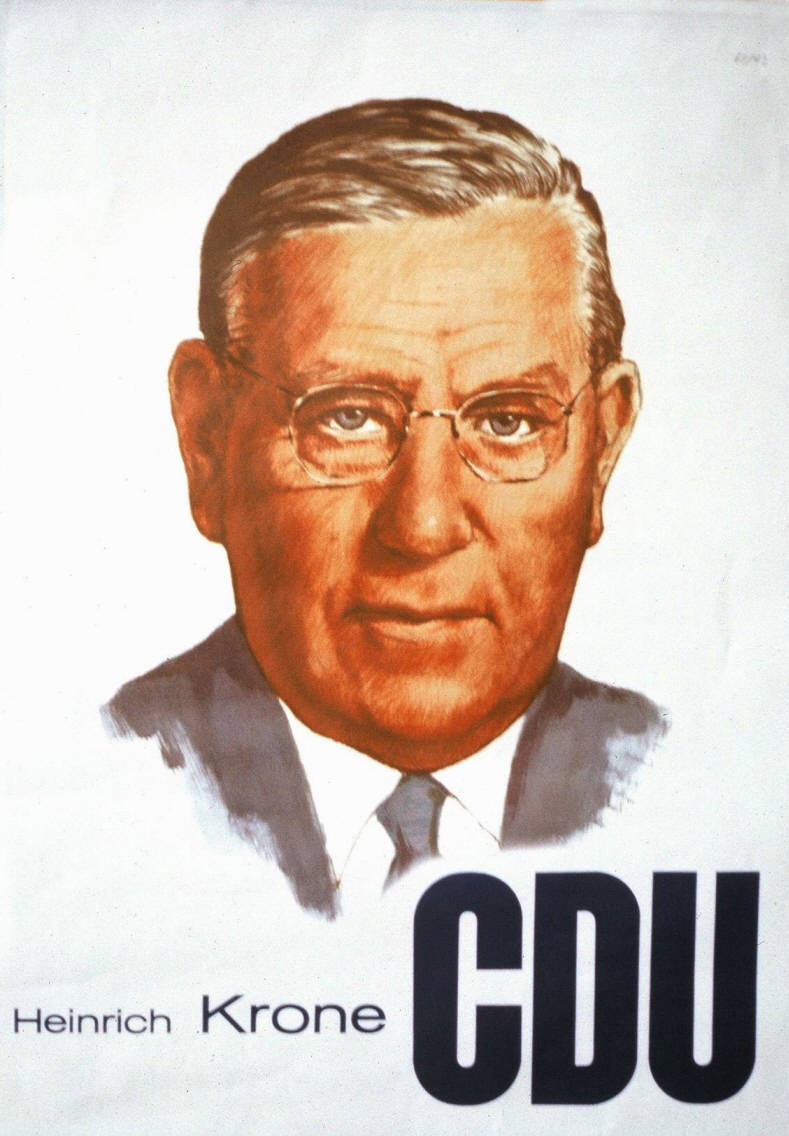
Heinrich Krone (1895–1989)

- Krone, Heinrich Adolf (1925–2021), deutscher Gynäkologe
- Krone, Hermann (1827–1916), deutscher Fotograf, Wissenschaftler, Hochschullehrer und Publizist
- Krone, Ida (1876–1957), deutsche Dompteurin, Zirkusbesitzerin
- Krone, Jannes (* 1997), deutscher Handballspieler
- Krone, Jesper (* 1976), dänischer Basketballspieler und -trainer
- Krone, Klaus von der (1944–2023), deutscher Politiker (CDU), MdL
- Krone, Kristin (* 1968), US-amerikanische Skirennläuferin
- Krone, Kristina (* 1990), amerikanisch-puerto-ricanische Skirennläuferin
- Krone, Lars (* 1968), deutscher Schauspieler und Synchronsprecher
- Krone, Max (1870–1942), deutscher Maschinenbauingenieur und Generaldirektor in der Elektroindustrie
- Krone, Michael (* 1948), deutscher Schauspieler
- Krone, Otto (1874–1957), deutscher Lehrer, Maler und Heimatforscher
- Krone, Otto (1898–1974), deutscher Schauspieler aus der Vorkriegs- und DEFA-Zeit
- Krone, Pauline (1859–1945), deutsche Schriftstellerin und Philanthropin
- Krone, Raimund (1946–2021), deutscher Synchronsprecher
- Krone, Stephanie, deutsche Opern-, Operetten-, Lied- und Konzertsängerin in der Stimmlage Sopran
- Krone, Werner (1916–2004), deutscher Volkswirt
- Krone, Werner (* 1939), deutscher Politiker (SPD), MdBB
- Krone, Winfrid (1932–2019), deutscher Humangenetiker
- Krone-Appuhn, Ursula (1936–1988), deutsche Politikerin (CSU), MdB
- Krone-Schmalz, Gabriele (* 1949), deutsche Fernsehjournalistin und AutorinGabriele Krone-Schmalz (* 1949)

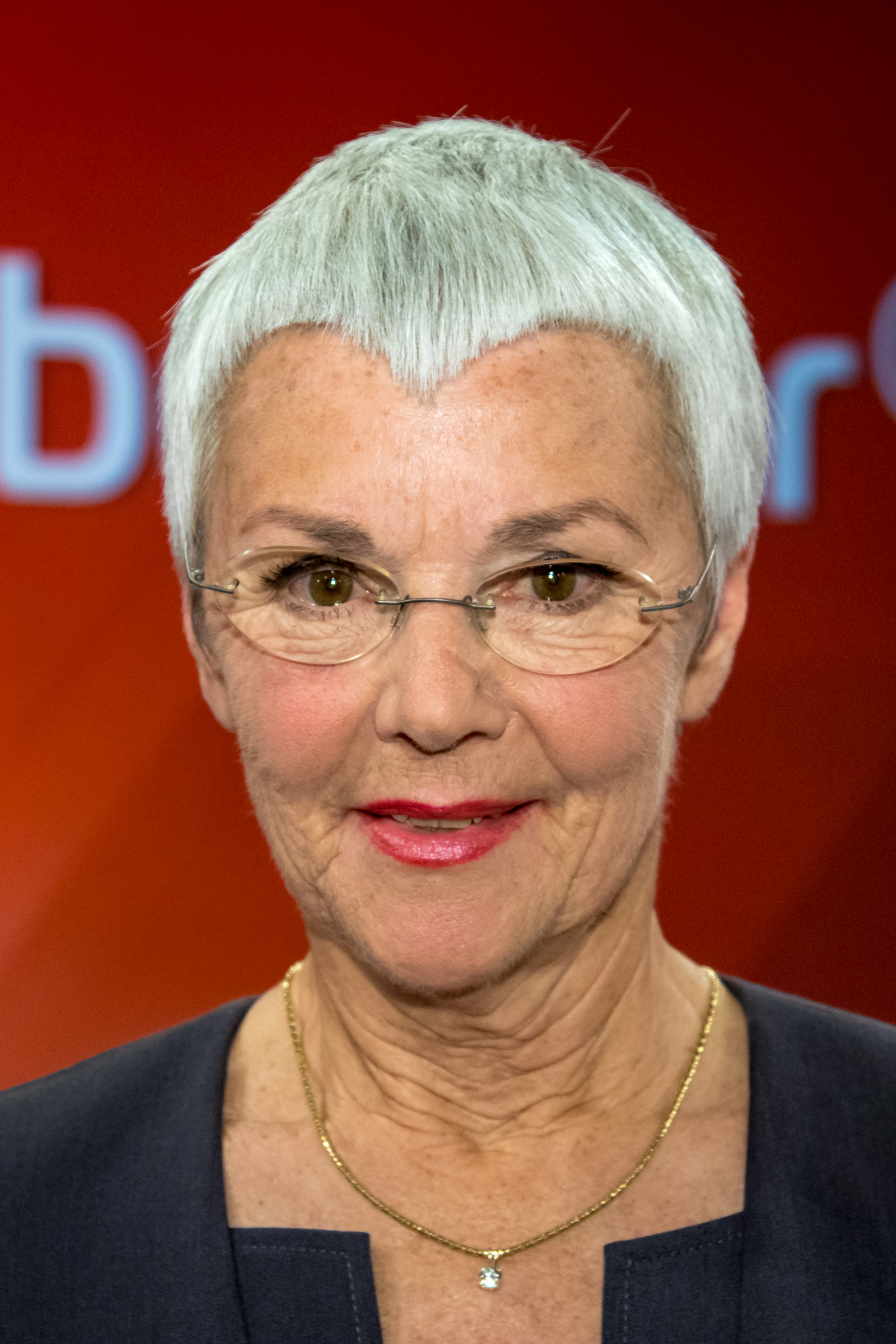
Gabriele Krone-Schmalz (* 1949)

- Kroneberg, August (1885–1969), deutscher Tischler, Gewerkschafter, Kommunalpolitiker (SPD)
- Kroneberg, Eckart (1930–2013), deutscher Schriftsteller
- Kroneberg, Johann Christian (1788–1838), russischer Altphilologe und Hochschullehrer
- Kroneberg, Jürgen (1949–2019), deutscher Verwaltungsjurist, Oberkreisdirektor des Rheinisch-Bergischen Kreises
- Kröneck, Andreas (* 1978), deutscher Regisseur, Produzent, Drehbuchautor und Dramaturg
- Kroneck, Friedrich (1931–2015), deutscher Diplomat
- Kronecker, Hugo (1839–1914), deutscher Physiologe
- Kronecker, Leopold (1823–1891), deutscher MathematikerLeopold Kronecker (1823–1891)

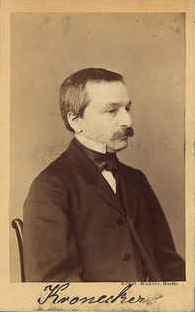
Leopold Kronecker (1823–1891)

- Kronegg, Georg André Reichsgraf von und zu (1602–1665), Herr von Moosburg
- Kronegg, Paul (1885–1935), österreichischer Sänger und Schauspieler
- Kronegger, Rudolf (1875–1929), österreichischer Liederkomponist und Sänger
- Kroneisl, Walter (* 1961), österreichischer Skibobrennfahrer
- Krönell, Thess (* 1996), schwedische Handballspielerin
- Kronemann, Trevor (* 1968), US-amerikanischer Tennisspieler
- Kronemeyer, Karen (* 1981), niederländische Squashspielerin
- Kronen, Heinrich (1883–1956), deutscher Politiker (FDP), MdL
- Kronen, Peter (1881–1960), deutscher Politiker (SPD)
- Kronenberg, Andreas (* 1974), Schweizer Fussballtorhüter und -trainer
- Kronenberg, Axel C. (* 1938), deutscher Offizier und Geschichtsforscher
- Kronenberg, Emil (1864–1954), deutscher Kommunalpolitiker, Arzt und Schriftsteller
- Kronenberg, Friedrich (1933–2025), deutscher Verbandsfunktionär und Politiker (CDU), MdB
- Kronenberg, Friedrich Heinrich (* 1802), deutscher Architekt und preußischer Baubeamter
- Kronenberg, Fritz (1901–1960), deutscher Maler
- Kronenberg, Henk (1934–2020), niederländischer Ordensgeistlicher, römisch-katholischer Bischof von Bougainville
- Kronenberg, Kurt (1905–1987), deutscher Jurist, Pastor und Heimatforscher
- Kronenberg, Leopold Julian (1849–1937), polnischer Bankier und Geschäftsmann
- Kronenberg, Leopold Stanisław (1812–1878), polnischer Kaufmann und Unternehmer
- Kronenberg, Martha (1911–2009), deutsche Bäckerstochter und Judenhelferin in der Zeit des Nationalsozialismus
- Kronenberg, Paul (* 1968), niederländischer Mitbegründer des Blindenzentrums Tibet
- Kronenberg, Philipp (* 1988), deutscher Schauspieler
- Kronenberg, Susanne (* 1958), deutsche Autorin
- Kronenberg, Volker (* 1971), deutscher Politikwissenschaftler
- Kronenberg, Yorck (* 1973), deutscher Schriftsteller und Pianist
- Kronenberger, Albrecht (* 1940), deutscher Priester der Diözese Speyer, Esperantist
- Kronenberger, Louis (1904–1980), amerikanischer Theaterkritiker, Romanautor und Biograf
- Kronenberger, Patrick (* 1988), deutscher Sänger und Komponist
- Kronenbitter, Günther (* 1960), deutscher Historiker
- Kronenbitter, Kurt (* 1919), deutscher Fußballspieler
- Kronenbitter, Leo (1921–2006), deutscher Fußballspieler
- Kronenbitter, Siegfried (1923–1997), deutscher Fußballspieler
- Kronengold, Eduard (1899–1993), österreichisch-amerikanischer Psychoanalytiker
- Kröner, Adolf von (1836–1911), deutscher Verleger, Vorsitzender des Börsenvereins der Deutschen Buchhändler
- Kröner, Alfred (1861–1922), deutscher Verleger
- Kröner, Alfred (1939–2019), deutscher Geologe
- Kröner, Christian (1838–1911), deutscher Jagd- und LandschaftsmalerChristian Kröner (1838–1911)

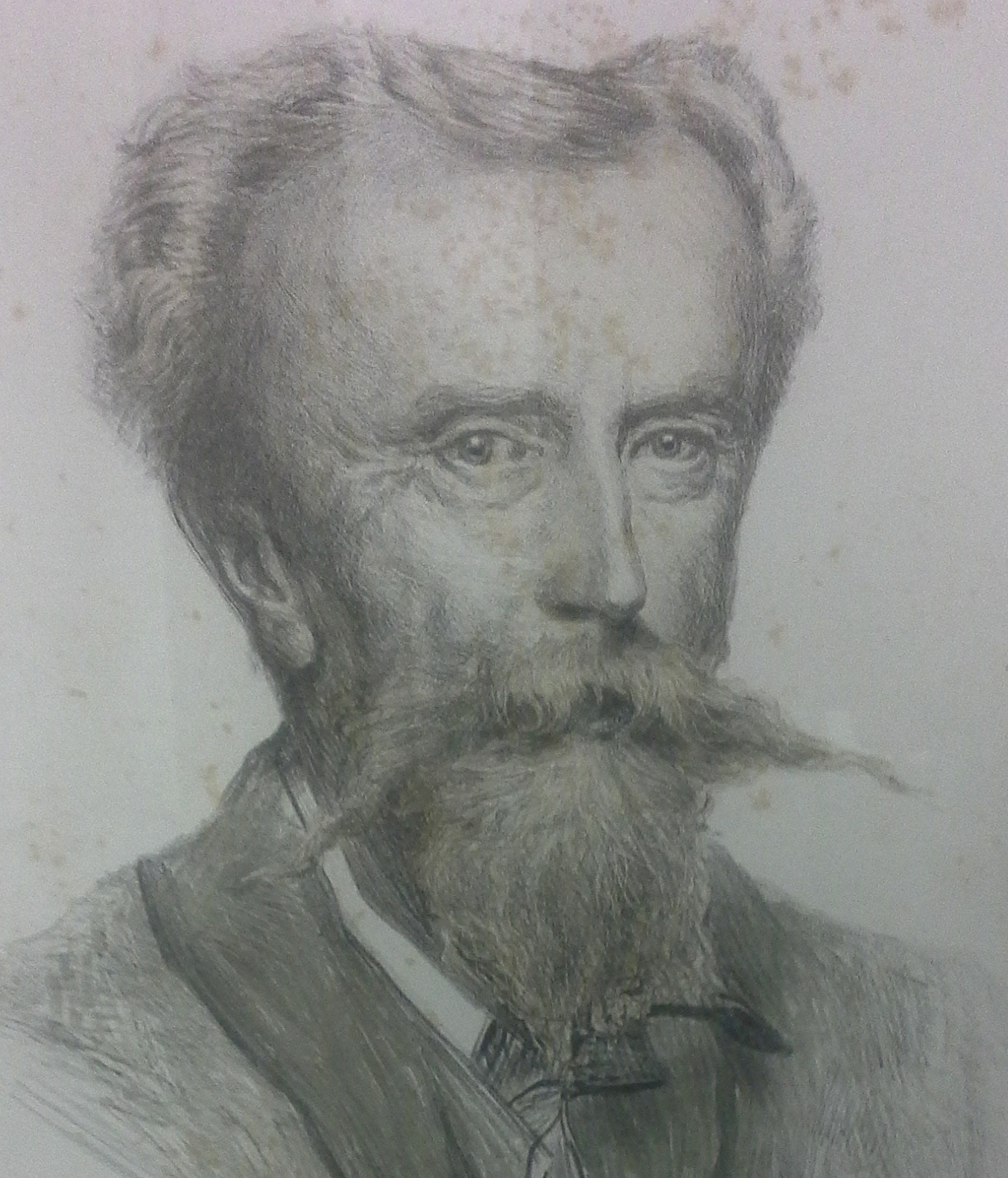
Christian Kröner (1838–1911)

- Kröner, Ekkehart (1919–2000), deutscher Physiker und Hochschullehrer an der Universität Stuttgart
- Kröner, Else (1925–1988), deutsche Unternehmerin, Geschäftsführerin der Fresenius SE und Stifterin
- Kroner, Erich († 1937), deutscher Sportjournalist
- Kroner, Erling (1943–2011), dänischer Jazz-Posaunist und -Komponist
- Kröner, Ernst (1842–1926), deutscher Politiker
- Kröner, Erwin (1889–1963), deutscher Landschafts-, Figuren- und Blumenmaler
- Kröner, Eugen (1861–1917), deutscher Homöopath
- Kröner, Fidel (1839–1904), österreichischer Steinmetz und Baumeister
- Kröner, Franz (1889–1958), österreichischer Philosoph
- Kröner, Gustl (1908–1933), deutscher Bergsteiger und Maler
- Kröner, Hans (1909–2006), deutscher Unternehmer
- Kröner, Hans-Otto (1928–2015), deutscher Klassischer Philologe
- Kröner, Hans-Peter (* 1949), deutscher Medizinhistoriker
- Kröner, Harald (* 1962), deutscher Zeichner
- Kröner, Johann († 1520), deutscher Prediger
- Kroner, Jozef (1924–1998), slowakischer Schauspieler
- Kroner, Karl (1878–1954), deutscher Arzt, Psychiater
- Kröner, Karl (1887–1972), deutscher Maler und Schriftsteller
- Kroner, Kurt (1885–1929), deutscher Bildhauer
- Kröner, Magda (1854–1935), deutsche Malerin
- Kröner, Matthias (* 1977), deutscher Schriftsteller
- Kroner, Michael (1934–2022), rumänischer bzw. deutscher Historiker
- Kröner, Oliver (* 1973), deutscher Fußballspieler
- Kroner, Paul (1880–1943), deutscher aktiver Mitstreiter der Gehörlosenbewegung
- Kröner, Philipp (1908–1964), deutscher katholischer Theologe und Mitglied des Bayerischen Senats
- Kroner, Richard (1884–1974), deutscher Philosoph
- Kröner, Robert (1869–1945), deutscher Verleger
- Kröner, Rudolf (1942–2017), deutscher Fußballspieler und -trainer
- Kröner, Sabine (* 1935), deutsche Sportwissenschaftlerin
- Kröner, Sonja Maria (* 1979), deutsche Filmregisseurin
- Kroner, Sven (* 1973), deutscher Künstler
- Kroner, Theodor (1845–1923), deutscher Rabbiner
- Kroner, Tobias (* 1985), deutscher Speedway-Rennfahrer
- Kroner, Wilhelm (1870–1942), deutscher Jurist
- Kronerová, Zuzana (* 1952), slowakische Schauspielerin
- Kronert, Max (1872–1925), deutscher Stummfilm- und Theaterschauspieler
- Krones von Marchland, Franz (1835–1902), österreichischer Historiker
- Krönes, Christian (* 1961), österreichischer Filmproduzent und Filmregisseur
- Krones, Hartmut (* 1944), österreichischer Musikwissenschaftler
- Krones, Hilde (1910–1948), österreichische Politikerin (SPÖ), Abgeordnete zum Nationalrat
- Krones, Tanja (* 1969), deutsche Gesundheitswissenschaftlerin, Medizinethikerin und Hochschullehrerin
- Krones, Therese (1801–1830), österreichische Schauspielerin und Sängerin (Sopran)

#### Kronf
- Kronfeld, Adolf (1861–1938), österreichischer Arzt und Publizist
- Kronfeld, Arthur (1886–1941), deutsch-russischer PsychiaterArthur Kronfeld (1886–1941)

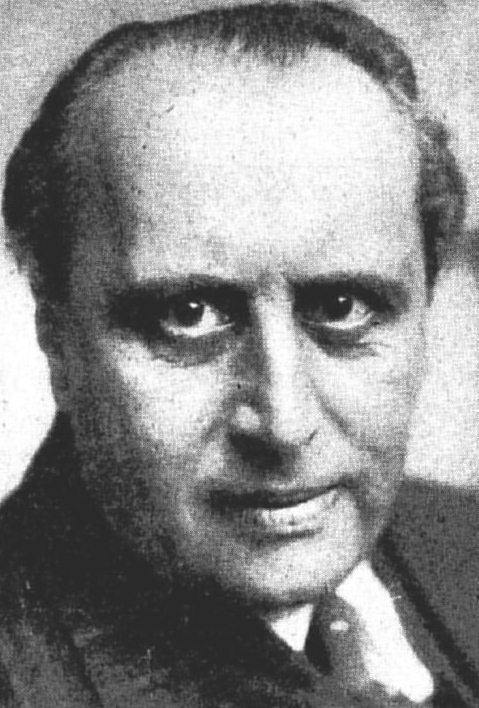
Arthur Kronfeld (1886–1941)

- Kronfeld, Ernst Moriz (1865–1942), österreichischer Botaniker und Journalist
- Kronfeld, Robert (1904–1948), österreichischer Segelflugpionier
- Kronfeld, Rudolf (1901–1940), österreichischer Arzt und Zahnarzt, Begründer der Oralpathologie und Oralhistologie
- Kronfeldt, Heinz-Detlef (1949–2015), deutscher Physiker und Hochschullehrer
- Kronfuß, Johannes (1872–1944), Architekt in Deutschland und Argentinien
- Kronfuß, Karl (1858–1923), österreichischer Beamter und Volksliedsammler
- Kronfuß, Ludwig (* 1950), österreichischer Eisschnellläufer

#### Kronh
- Kronhardt, Andreas (* 1989), deutscher Basketballspieler
- Kronhardt, Reemt (* 1958), deutscher Designer
- Kronhardt, Willi (* 1969), deutscher Fußballspieler und -trainer
- Kronheim, Auguste (1937–2021), österreichische Holzschneiderin und Zeichnerin
- Kronheim, Brendan (* 1970), österreichischer Maler
- Kronheim, Emil (1890–1971), deutscher und schwedischer Rabbiner
- Kronheimer, Peter (* 1963), britischer Mathematiker
- Kronhelm, Curt von (1859–1937), preußischer Generalmajor
- Kronhelm, Viktor von (1854–1910), preußischer Generalmajor
- Kronhjort, Abraham (1634–1703), schwedischer Baron und General
- Kronhold, Jerzy (1946–2022), polnischer Lyriker
- Kronholm, Kenneth (* 1985), deutsch-US-amerikanischer FußballtorhüterKenneth Kronholm (* 1985)

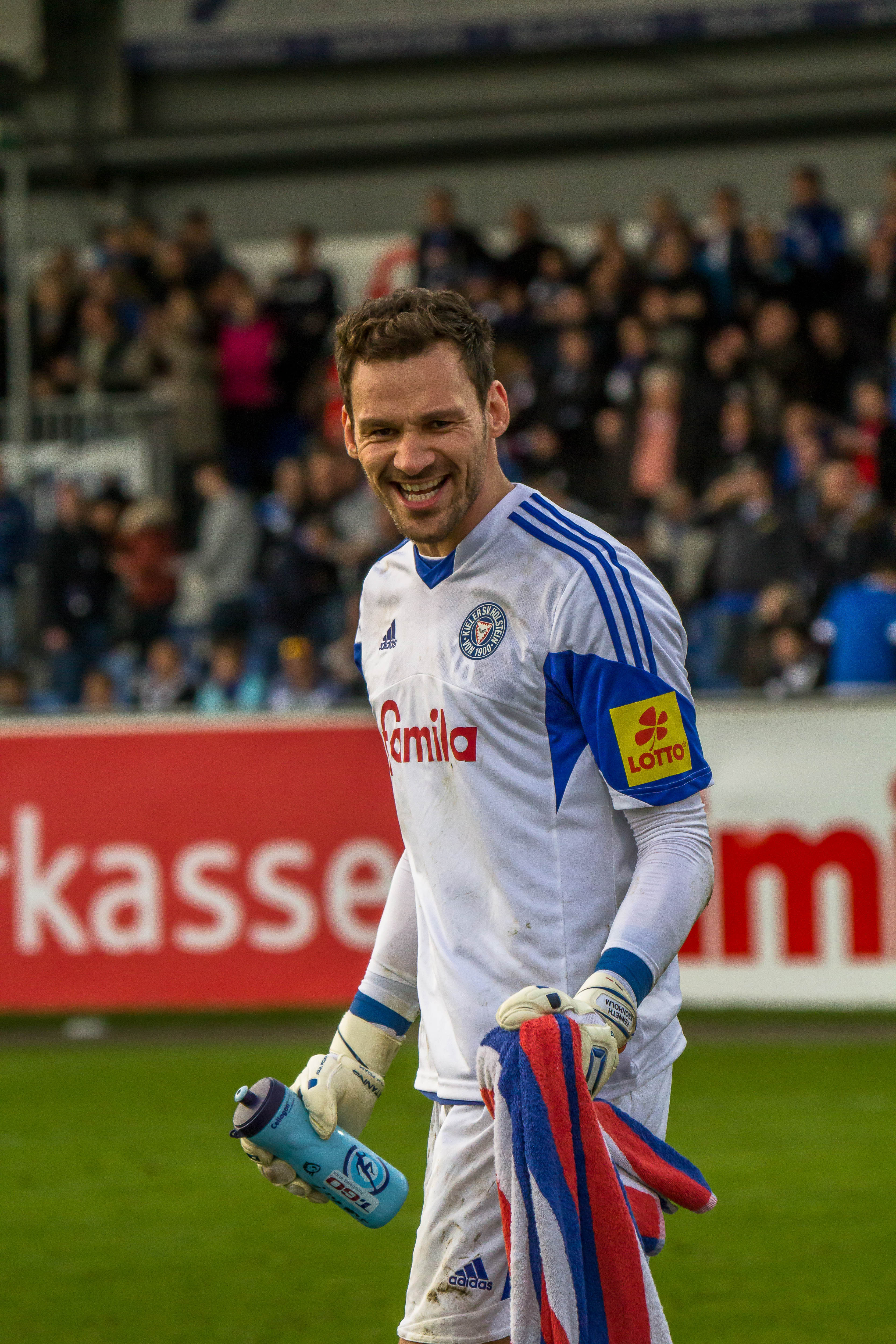
Kenneth Kronholm (* 1985)

#### Kroni
- Kronich, Camillo (1876–1958), österreichischer Gastronom
- Kronig Romero, Nora (* 1980), Schweizer Diplomatin
- Kronig, Alfred (1928–2020), Schweizer Skilangläufer
- Kronig, Artur (1896–1953), deutscher Lehrer und Abgeordneter der deutschen Minderheit im polnischen Sejm
- Krönig, August (1822–1879), deutscher Chemiker und Physiker
- Krönig, Bernhard (1863–1917), deutscher Gynäkologe
- Kronig, Jan (* 2000), Schweizer Fussballspieler
- Kronig, Lukas von (1813–1888), österreichischer Beamter, Berghauptmann und Vorstand der für die südlichen Alpenländer errichteten gremialen Berghauptmannschaft in Klagenfurt
- Kronig, Ralph (1904–1995), deutscher PhysikerRalph Kronig (1904–1995)

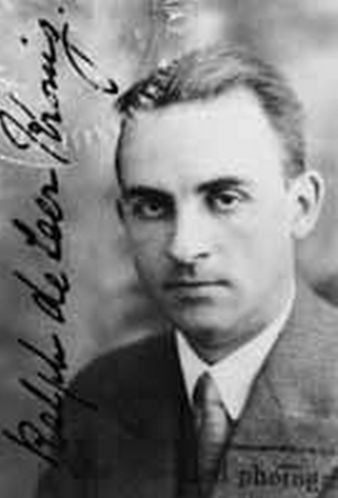
Ralph Kronig (1904–1995)

- Kronig, Viktor (* 1933), Schweizer Skisportler
- Krönig, Walter (1900–1989), deutscher Chemiker und Leiter der Petrochemischen Forschung der Farbenfabriken Bayer AG in Leverkusen
- Kroniger, Annegret (* 1952), deutsche Leichtathletin und Olympiamedaillengewinnerin
- Kröniger, Arno (* 1939), deutscher Schriftsteller und Dichter
- Kroniger, Lorentz, deutscher Buchhändler und Verleger
- Kronik, John W. (1931–2006), österreichisch-amerikanischer Hispanist und Literaturwissenschaftler
- Kröning, Elke (* 1947), deutsche Politikerin (SPD, AFB), MdBB
- Kröning, Konstantin (* 1964), deutscher Kameramann und Filmproduzent
- Kröning, Kurt (1893–1951), deutscher Politiker (LDP), MdV
- Kröning, Rudolf (1903–1971), deutscher Oberregierungsrat und SS-Führer
- Kröning, Volker (* 1945), deutscher Politiker (SPD), MdBB, MdB
- Kroninger, Michael (* 1966), deutscher Fußballspieler
- Kronios, Philosoph (Platoniker)
- Kronisch, Jens-Volker (* 1949), deutscher Konteradmiral der Deutschen Marine
- Kronister, Josef (* 1961), österreichischer Beamter und Bezirkshauptmann im Bezirk St. Pölten

#### Kronj
- Kronjäger, Helmut L. (1953–2014), österreichischer Fußballspieler, -trainer und -funktionär
- Kronjäger, Nina (* 1967), deutsche SchauspielerinNina Kronjäger (* 1967)

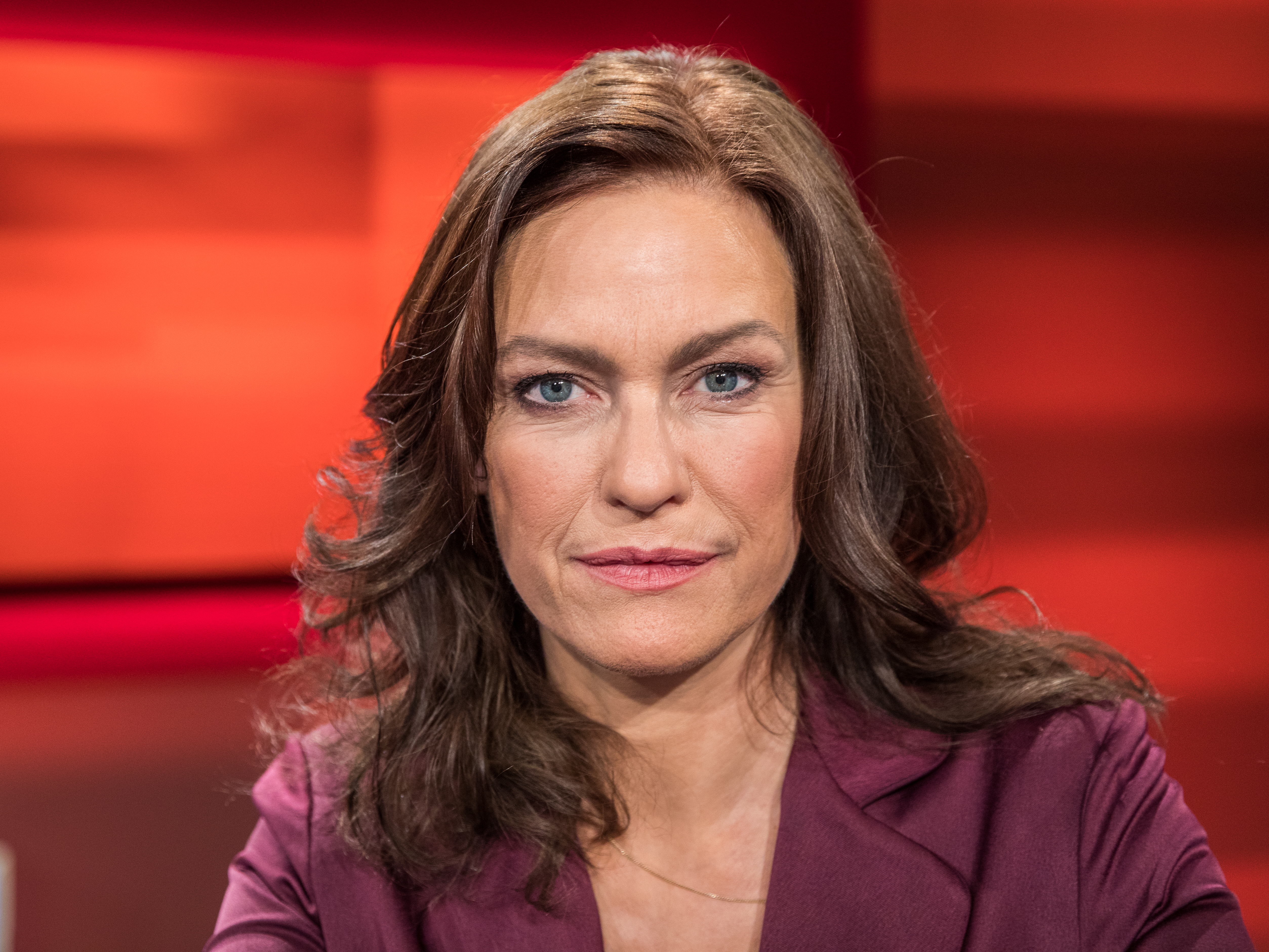
Nina Kronjäger (* 1967)

#### Kronk
- Kronk, Gary W. (* 1956), US-amerikanischer Amateurastronom
- Kronk, Paul (* 1954), australischer Tennisspieler
- Kronkaitis, Jonas (* 1935), litauisch-US-amerikanischer General
- Krönke, Christoph (* 1983), deutscher Rechtswissenschaftler
- Kronke, Emil (1865–1938), deutscher Komponist
- Kronke, Herbert (* 1950), deutscher Jurist und Hochschullehrer
- Krönke, Martin (* 1953), deutscher Immunologe, Zellbiologe und Mikrobiologe
- Krönke, Ramona (* 1969), deutsche Schauspielerin
- Kronkvist, Fredrik (* 1975), schwedischer Jazzmusiker (Altsaxophon, Flöte, Komposition)

#### Kronl
- Kronlachner, Hubert (1923–2015), österreichischer Schauspieler und Hörspielsprecher
- Kronlachner, Veronika (* 1967), österreichische römisch-katholische Benediktinerin und Äbtissin der Abtei Nonnberg
- Krönlein, Johann Georg (1826–1892), lutherischer Missionar und Sprachforscher
- Krönlein, Rudolf Ulrich (1847–1910), Schweizer Chirurg und HochschullehrerRudolf Ulrich Krönlein (1847–1910)

Rudolf Ulrich Krönlein (1847–1910)

- Kronlund, Carl August (1865–1937), schwedischer Curler

#### Kronm
- Kronman, Anthony T. (* 1945), US-amerikanischer Rechtswissenschaftler
- Kronmiller, John (1858–1928), US-amerikanischer Politiker

#### Krono
- Kronoff, Frida von (1853–1929), deutsche Schriftstellerin

#### Kronp
- Kronpaß, Immolata (1925–2010), deutsche Ordensgeistliche und Priorin

#### Kronr
- Kronreif, Peter (* 1982), österreichischer Jazzmusiker (Schlagzeug)
- Kronrod, Alexander Semjonowitsch (1921–1986), sowjetischer Mathematiker und Informatiker

#### Krons
- Krons, Michael (* 1957), deutscher Fernsehjournalist und Moderator des ZDF
- Kronsbein, Helmut (1914–1991), deutscher Fußballspieler und -trainer
- Kronsbein, Peter (1943–2011), deutscher Fußballspieler
- Kronsbein, Wilhelm (1884–1972), deutscher Politiker (NSDAP), MdR
- Kronsbein, Wilhelm (1915–2006), deutscher Fußballspieler
- Kronschläger, Magdalena (* 1982), österreichische SchauspielerinMagdalena Kronschläger (* 1982)

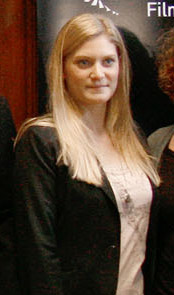
Magdalena Kronschläger (* 1982)

- Kronseder Mapeli, Daniela (* 1975), brasilianische Volleyballspielerin
- Kronseder, Elisabeth (1890–1990), deutsche Bildhauerin und Malerin
- Kronseder, Friedrich (1879–1957), deutscher Jesuit
- Kronseder, Hermann (1924–2010), deutscher Unternehmer, Gründer der Krones AG
- Kronseder, Volker (* 1953), deutscher Unternehmer
- Kronshage, Erna (1922–1944), deutsche Verfolgte des NS-Regimes
- Kronstadt, Johannes von (1829–1909), russisch-orthodoxer Heiliger
- Kronstadt, Sofian von (* 1970), rumänisch-orthodoxer Bischof
- Kronstein, August Stefan (1850–1921), österreichischer Grafiker, Illustrator, Lithograph
- Kronstein, Gotthard (1927–1997), deutscher Opernsänger (Bariton) und Theaterleiter
- Kronstein, Heinrich (1897–1972), deutscher Jurist, Rechtsanwalt und Hochschullehrer
- Kronstein, Ili (1897–1948), österreichische Malerin
- Kronsteiner, Hermann (1914–1994), österreichischer Komponist und Kirchenmusiker
- Kronsteiner, Joseph (1910–1988), österreichischer Komponist
- Kronsteiner, Otto (1938–2023), österreichischer Slawist, Sprachwissenschaftler, Namenforscher und Historiker
- Kronsteiner, Rudi (* 1973), österreichischer Reiningreiter
- Kronsteiner, Ruth (* 1959), österreichische Psychotherapeutin und Psychologin
- Kronsteiner, Simon (* 1999), österreichischer Fußballspieler
- Kronström, Fred (1899–1993), deutscher Schauspieler und Sänger

#### Kront
- Krontal, Herbert (* 1930), deutscher Fußballspieler
- Kronthal, Arthur (1859–1941), deutscher Unternehmer und regionaler Historiker
- Kronthal, Johann von (1778–1851), österreichischer Unternehmer und Politiker, Landtagsabgeordneter
- Kronthaler, Andreas (1952–2025), österreichischer Sportschütze
- Kronthaler, Andreas (* 1966), österreichischer Modedesigner
- Kronthaler, Ludwig (* 1957), deutscher Jurist, Direktor der ESA
- Kronthaler, Markus (1967–2006), österreichischer BergsteigerMarkus Kronthaler (1967–2006)

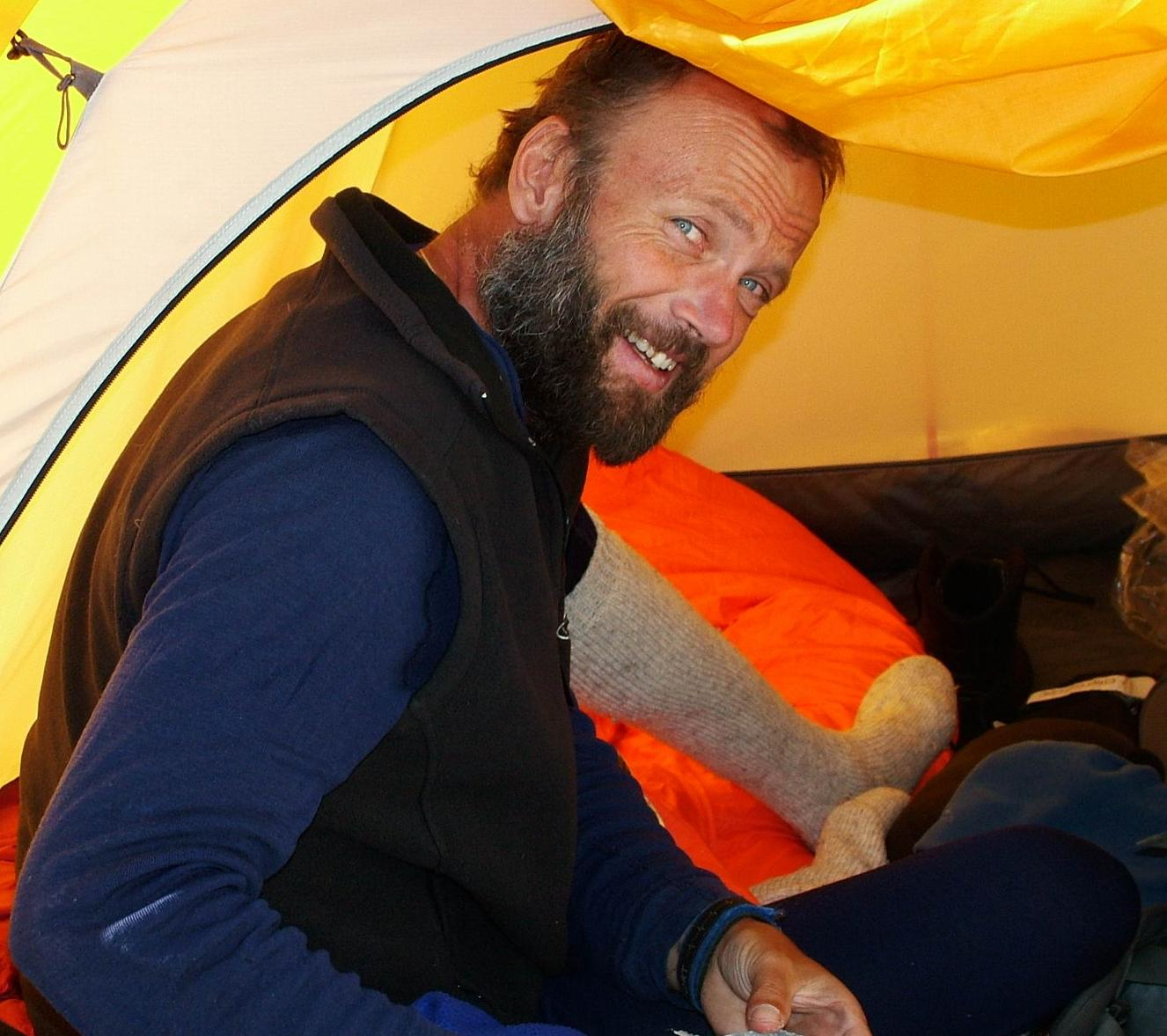
Markus Kronthaler (1967–2006)

- Kronthaler, Niklas (* 1994), österreichischer Volleyballspieler
- Kronthaler, Otto (* 1957), deutscher Klarinettist, Pädagoge und Instrumentenbauer
- Kronthaler, Stephan (* 1993), deutscher Eishockeyspieler
- Kronthaler, Theresa (* 1979), deutsche Opernsängerin in der Stimmlage Mezzosopran
- Kronthaler, Thomas (* 1967), deutscher Regisseur
- Krontiris, Emmanuel (* 1983), deutscher Fußballspieler

#### Kronv
- Kronvalds, Atis (1837–1875), lettischer Linguist, Schriftsteller und Herausgeber

#### Kronw
- Kronwall, Niklas (* 1981), schwedischer Eishockeyspieler
- Kronwall, Staffan (* 1982), schwedischer Eishockeyspieler und -scout

#### Kronz
- Kronzucker, Dieter (* 1936), deutscher Journalist, Fernsehmoderator, Publizist und HochschuldozentDieter Kronzucker (* 1936)

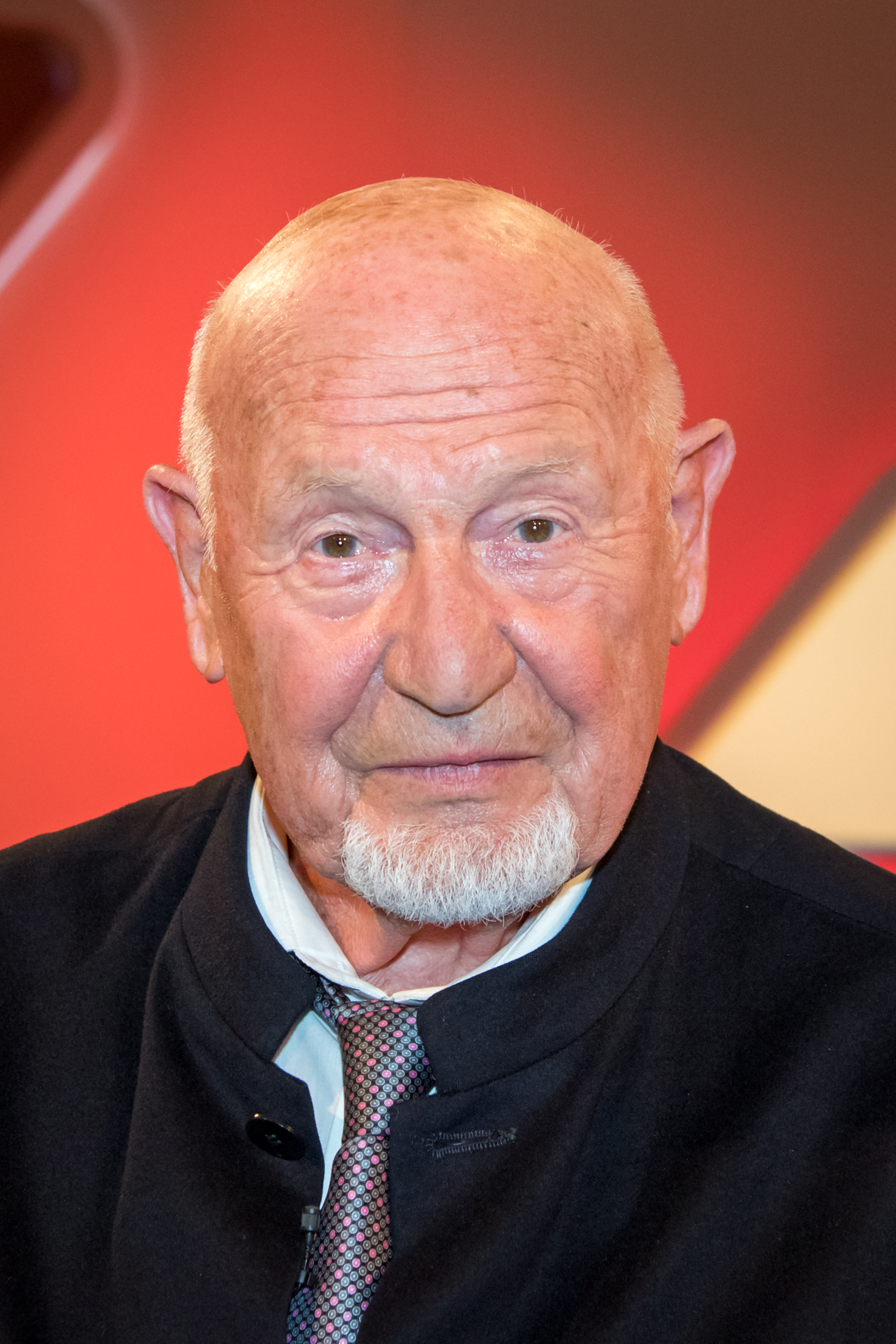
Dieter Kronzucker (* 1936)

- Kronzucker, Sabine, deutsches Entführungsopfer
- Kronzucker, Susanne (* 1965), deutsche Journalistin und Fernsehmoderatorin

### Kroo
- Kroodsma, Donald (* 1946), US-amerikanischer Ornithologe
- Kroog, Johann (1877–1947), deutscher Politiker (SPD), MdBB
- Kroog, Martin (* 1972), deutscher Basketballspieler
- Krook, Caroline (1944–2025), schwedische Bischöfin von Stockholm
- Krook, Douglas (1897–1971), schwedischer Fußballspieler
- Krook, Kevin (* 1958), kanadischer Eishockeyspieler
- Krook, Margaretha (1925–2001), schwedische Bühnen- und Filmschauspielerin
- Krook, Stefan (* 1950), schwedischer Segler
- Krooks, Sari (* 1968), finnische Eishockeyspielerin
- Kroon, Albert (1932–2014), deutscher Heimatforscher und Ortschronist der Ostfriesischen Landschaft
- Kroon, Ciro Domenico (1916–2001), niederländischer Politiker der Niederländischen Antillen
- Kroon, Dick (1957–2022), niederländischer Geologe
- Kroon, Evert (1946–2018), niederländischer Wasserballspieler
- Kroon, Harrie de (* 1948), niederländischer Performancekünstler
- Kroon, Karsten (* 1976), niederländischer Radrennfahrer
- Kroon, Knut (1906–1975), schwedischer Fußballspieler
- Kroon, Luuk (1942–2012), niederländischer Offizier, Oberbefehlshaber der niederländischen Streitkräfte
- Kroon, Ron (1942–2001), niederländischer Sportler und FotografRon Kroon (1942–2001)

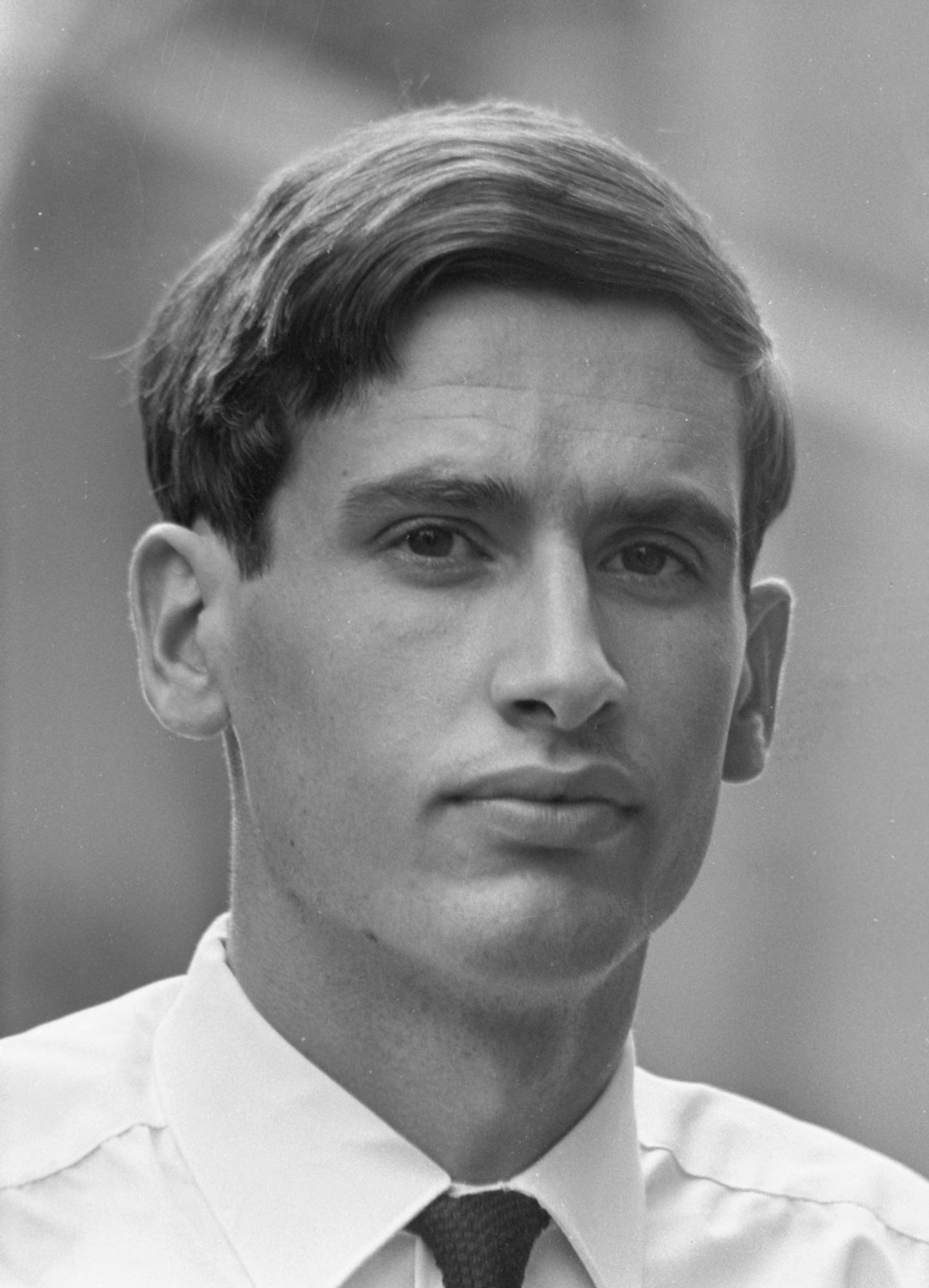
Ron Kroon (1942–2001)

- Kroon, Simon (* 1993), schwedischer Fußballspieler
- Kroona, Gustav (* 1992), schwedischer Unihockeyspieler
- Kroop, Florian (* 1989), deutscher Schauspieler und Hörspielsprecher
- Kroopf, Scott (* 1951), US-amerikanischer Filmproduzent
- Kroos, Birgit (* 1962), deutsche Badmintonspielerin
- Kroos, Felix (* 1991), deutscher Fußballspieler
- Kroos, Renate (1931–2017), deutsche Kunsthistorikerin
- Kroos, Toni (* 1990), deutscher FußballspielerToni Kroos (* 1990)

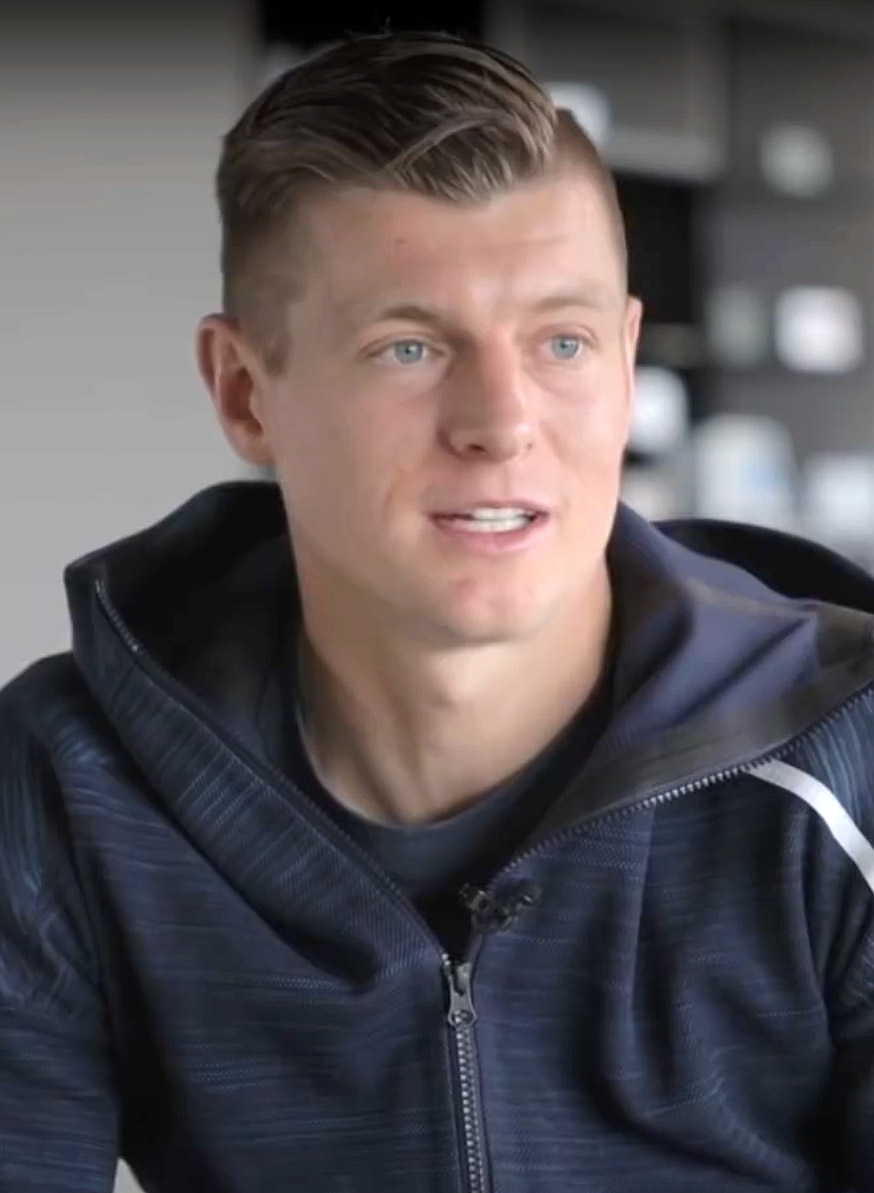
Toni Kroos (* 1990)

### Krop
- Krop, Jacob (* 2001), kenianischer Leichtathlet
- Krop, John P. (1924–2014), US-amerikanischer Psychotherapeut
- Kropac, Bertram (* 1976), deutscher Kameramann, Filmemacher, Filmproduzent
- Kropač, Ulrich (* 1960), deutscher Mathematiker und katholischer Theologe
- Kropáček, Václav (1898–1943), tschechoslowakischer Oberst und Widerstandskämpfer
- Kropas, Stasys (* 1953), litauischer Ökonom und Politiker
- Kropat, Wolf-Arno (1932–2004), deutscher Historiker und Archivar
- Kropatscheck, Hermann (1847–1906), deutscher Publizist und Politiker, MdR
- Kropatschek, Alfred von (1838–1911), österreichischer General der Artillerie und WaffenentwicklerAlfred von Kropatschek (1838–1911)

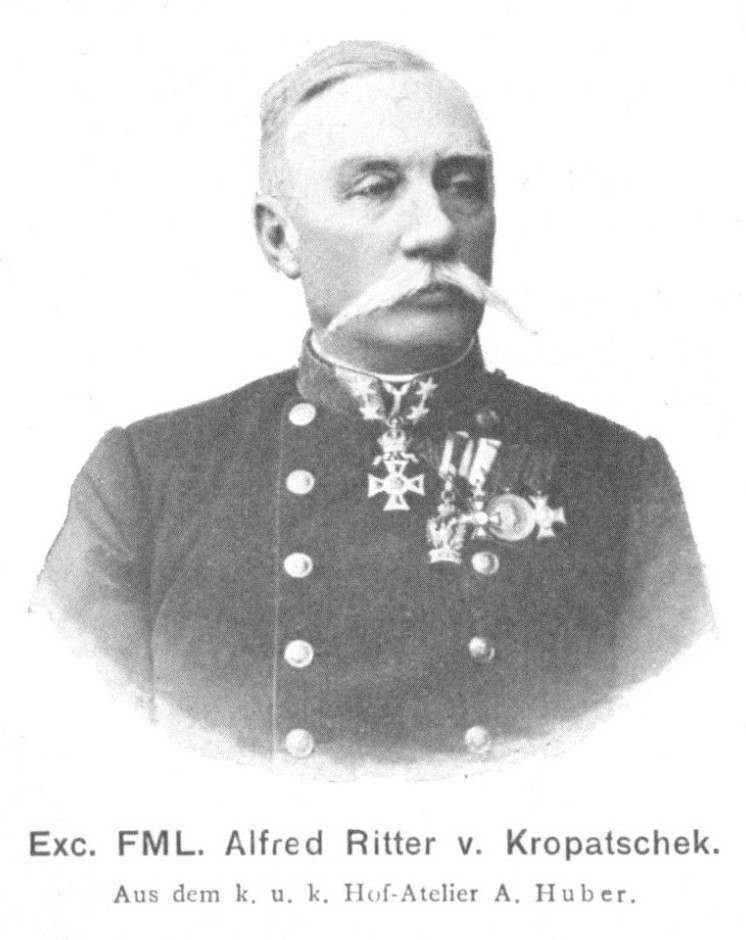
Alfred von Kropatschek (1838–1911)

- Kropatschek, Hermann (1924–1984), deutscher Komponist und Kapellmeister
- Kropatschow, Witalij (* 1973), ukrainischer Geschäftsmann
- Kröpcke, Wilhelm (1855–1919), deutscher Gastronom in Hannover
- Kröpelin, Arnold, deutscher Kaufmann, Ratsherr und Bürgermeister der Hansestadt Rostock
- Kröpelin, Hinrich († 1414), Ratsherr der Hansestadt Lübeck
- Kröpelin, Lothar (1937–1998), deutscher Fußballspieler
- Kröpelin, Nikolaus († 1413), Ratsherr der Hansestadt Lübeck
- Kröpelin, Stefan (* 1952), deutscher Geologe und Klimaforscher
- Kröper, Andreas (* 1966), deutscher Musikwissenschaftler
- Kropf, Albert (1822–1910), deutscher Missionar
- Kropf, Gerd (* 1956), deutscher Militär, Brigadegeneral der Bundeswehr
- Kropf, Karl-Bernhardin (* 1966), österreichischer Organist und Kirchenmusiker
- Kropf, Kevin (* 1995), Schweizer Unihockeyspieler
- Kropf, Max (1858–1940), österreichischer späthistoristischer Architekt
- Kropf, Richard (* 1979), deutscher Schauspieler
- Kropfberger, Dietrich (* 1946), österreichischer Wirtschaftswissenschaftler
- Kropff, Bruno (1925–2017), deutscher Jurist und Honorarprofessor an der Universität Bonn
- Kropff, Carl Philipp von (1748–1820), deutscher Forstmann
- Kropff, Christoph Sigismund von (1629–1693), deutscher Oberforst- und Jägermeister zu Gehren
- Kropff, Friedrich Caspar (1808–1867), deutscher Unternehmer und Politiker
- Kropff, Hanns Ferdinand Josef (1882–1963), Wirtschaftswissenschaftler mit Schwerpunkt Werbung
- Kropff, Heinrich von (1738–1819), preußischer Generalmajor, Chef des Infanterieregiments Nr. 31
- Kropff, Karl von (1793–1872), preußischer Generalleutnant
- Kropff, Paul von (1832–1898), preußischer Generalleutnant
- Kropff, Wieprecht von (1908–1978), deutscher Verwaltungsjurist, Landrat des Kreises Lippstadt (1941–1945)
- Kropff-Federath, Ida (1839–1918), deutsche Montanunternehmerin
- Kropfgans, Johann (* 1708), deutscher Lautenist und Komponist
- Kropfinger, Klaus (1930–2016), deutscher Musikwissenschaftler und Pianist
- Kropfitsch, Elisabeth (* 1962), österreichische Geigerin
- Kropfitsch, Ewald (* 1934), österreichischer Jurist
- Kropfitsch, Lorenz, Arabist und Lexikograf
- Kröpfl, Christoph (* 1990), österreichischer Fußballspieler
- Kröpfl, Francisco (1931–2021), argentinischer Komponist
- Kröpfl, Mario (* 1989), österreichischer Fußballspieler
- Kröpfl, Mario (* 1991), österreichischer Fußballspieler
- Kröpfl, Walter (* 1951), österreichischer Politiker (SPÖ), Landtagsabgeordneter
- Kropfreiter, Augustinus Franz (1936–2003), österreichischer Komponist und Organist
- Kropfreiter, Markus (* 1972), deutscher Politiker (SPD), MdL
- Kropfreiter, Silvia (* 1960), österreichische Künstlerin
- Kropholler, Jan (1938–2009), deutscher Jurist
- Kropidłowski, Kazimierz (1931–1998), polnischer Weitspringer
- Kropik, Cordula (* 1977), deutsche Altgermanistin
- Kropilák, Stanislav (1955–2022), tschechoslowakischer Basketballspieler
- Kropiński, Józef (1913–1970), polnischer Geiger, Komponist, Widerstandskämpfer und KZ-Überlebender
- Kropinski, Uwe (* 1952), deutscher Jazz-Musiker
- Kropiunig, Magda (* 1977), österreichische Schauspielerin
- Kropiwnicki, Alfons Ferdynand (1803–1881), polnischer Architekt
- Kropiwnicki, Jerzy (* 1945), polnischer Politiker, Mitglied des Sejm
- Kropkó, Péter (* 1963), ungarischer Duathlet und Triathlet
- Kröplin, Bernd (1944–2019), deutscher Bau-Ingenieur
- Kröplin, Eckart (* 1943), deutscher Musik- und Theaterwissenschaftler
- Kröplin, Harald (* 1947), deutscher Fußballtorwart
- Kröplin, Heinrich (1897–1977), deutscher Politiker (SPD), MdBB
- Kröplin, Heinrich Carl (1859–1945), deutscher Uhrmacher und Fabrikant
- Kröplin, Wolfgang (* 1941), deutscher Dramaturg
- Kropman, Chris (1919–2003), niederländischer Radrennfahrer
- Kropotkin, Pjotr Alexejewitsch (1842–1921), russischer Anarchist, Geograph und SchriftstellerPjotr Alexejewitsch Kropotkin (1842–1921)

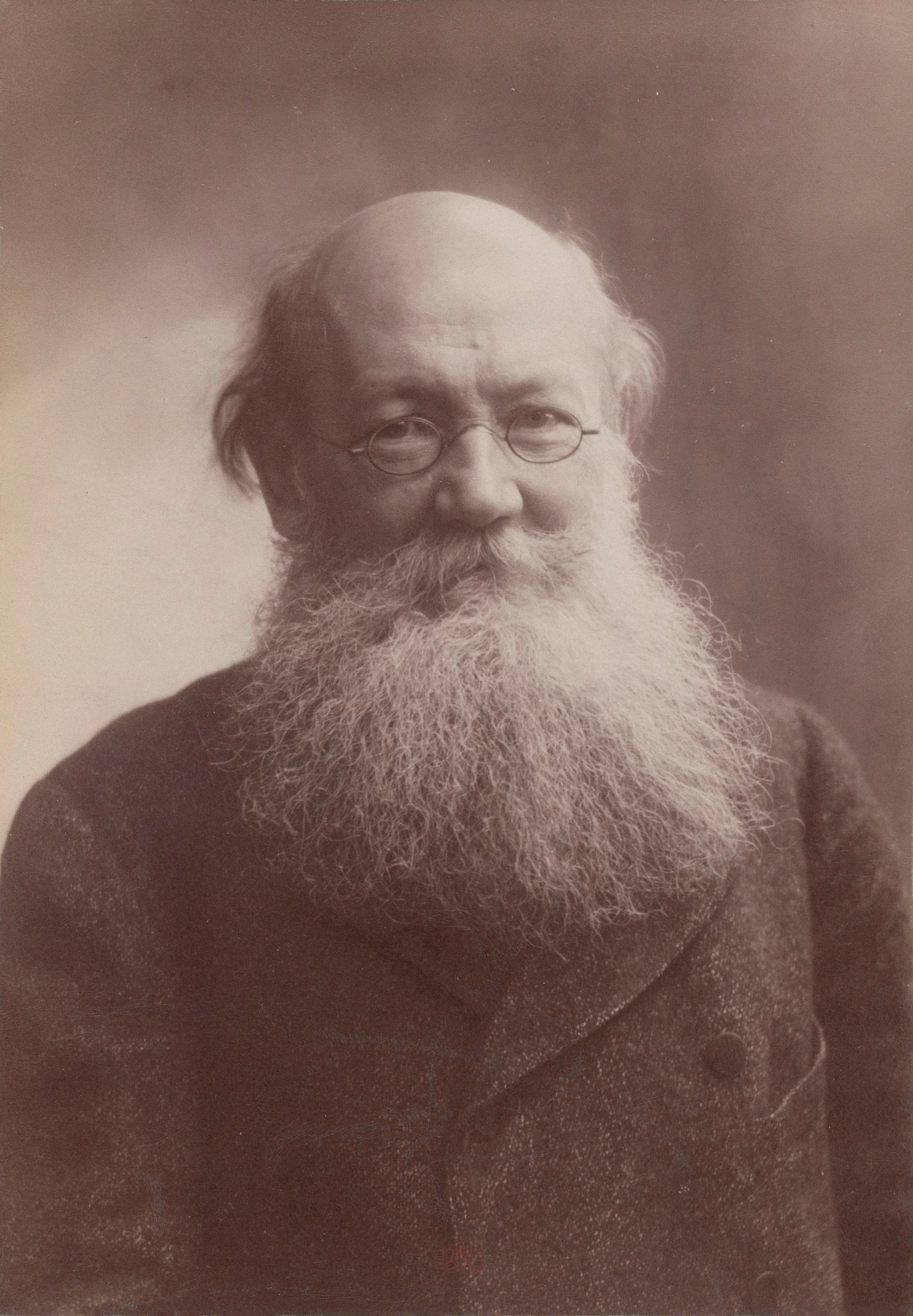
Pjotr Alexejewitsch Kropotkin (1842–1921)

- Kropotkin, Pjotr Nikolajewitsch (1910–1996), russischer Geologe und Geophysiker
- Kropp, Achim (* 1963), deutscher Fußballspieler
- Kropp, André (* 1984), deutscher Handballspieler
- Kropp, Cordula (* 1966), deutsche Soziologin
- Kropp, Diedrich Samuel (1824–1913), deutscher Bildhauer
- Kropp, Dieter (* 1961), deutscher Mundharmonikaspieler, Sänger, Komponist und Autor
- Kropp, Georg (1865–1943), deutscher Publizist, Gründer der GdF Wüstenrot
- Kropp, Göran (1966–2002), schwedischer ExtrembergsteigerGöran Kropp (1966–2002)

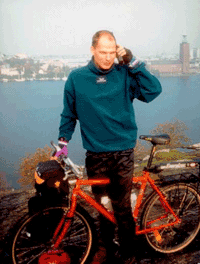
Göran Kropp (1966–2002)

- Kropp, Helmut (* 1940), deutscher Fußballspieler
- Kropp, Jakob (1918–1951), deutscher Radrennfahrer
- Kropp, Jenny (* 1979), US-amerikanische Volleyball- und Beachvolleyballspielerin
- Kropp, Johann Carl Wilhelm (1786–1867), deutscher Richter und Parlamentarier
- Kropp, Jürgen (* 1955), deutscher Autor und Dramaturg
- Kropp, Jürgen P. (* 1959), deutscher Klimawirkungsforscher
- Kropp, Manfred (* 1947), deutscher Semitist
- Kropp, Markus W. (* 1973), deutscher Pianist und Komponist
- Kropp, Michael (* 1960), deutscher Bildhauer
- Kropp, Otto (1907–1937), deutscher Kommunist und Widerstandskämpfer
- Kropp, Patrick (* 1995), deutscher Synchronsprecher
- Kropp, Sabine (* 1964), deutsche Politikwissenschaftlerin
- Kropp, Werner (1899–1946), deutscher Politiker (NSDAP), MdR und SA-Führer
- Kropp, Willi (1899–1961), deutscher Politiker (KPD, SED)
- Kröppelien, Klaus (* 1958), deutscher Olympiasieger im Rudern
- Kroppen, Michelle (* 1996), deutsche Bogenschützin
- Kroppenstedt, Franz (1931–2022), deutscher Jurist und Staatssekretär
- Kropsch, Peter (* 1965), österreichischer Manager, Geschäftsführer Austria Presse Agentur
- Kropshofer, Monika (* 1952), deutsche Künstlerin
- Kropywnyzkyj, Marko (1840–1910), ukrainischer Schriftsteller, Regisseur, Dramatiker, Komponist und Theaterschauspieler

### Kros
- Krosch, Sybille (* 1924), niederländische Bildhauerin
- Krosch, Uschi (* 1964), deutsche Musikpädagogin, Chorleiterin und Gesangscoach
- Krösche, Markus (* 1980), deutscher FußballspielerMarkus Krösche (* 1980)

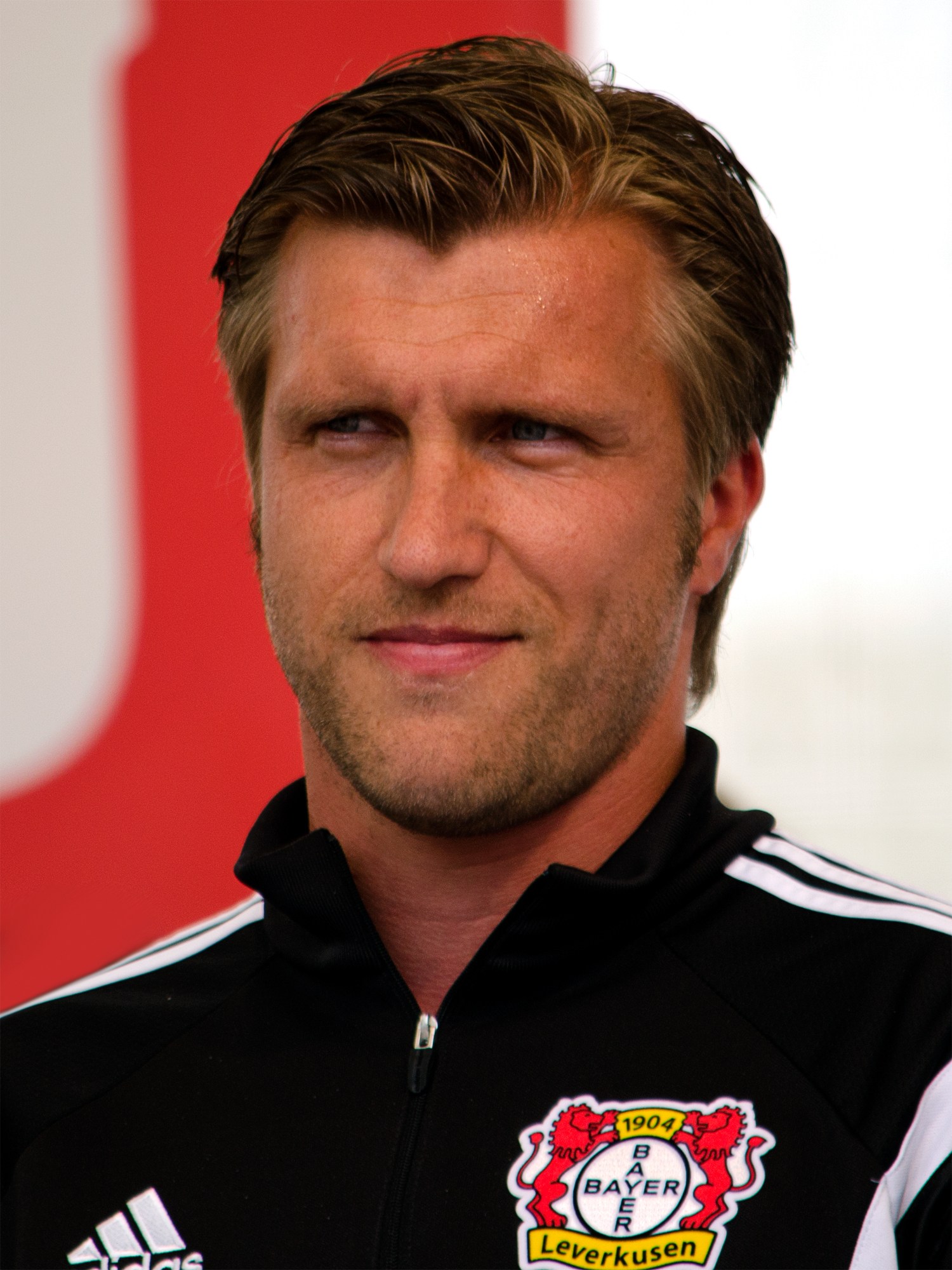
Markus Krösche (* 1980)

- Kroschel, Georg (1904–1969), deutscher Radrennfahrer
- Kröschell, Otto Heinrich (1800–1877), Bürgermeister und Abgeordneter
- Kroschewski, Bernd (* 1970), deutscher Snowboarder
- Kroschewski, Gerhard (* 1956), deutscher Ruderer
- Kroschina, Marina Wassiljewna (1953–2000), sowjetische Tennisspielerin
- Kroschke, Carl Erich (* 1899), deutscher Tontechniker beim Film
- Kroschwald, Gottfried (1936–2018), deutscher Politiker (SED)
- Kroschwald, Udo (* 1955), deutscher Schauspieler
- Krose, Hermann (1867–1949), deutscher römisch-katholischer Theologe und Statistiker
- Kroseck, Rudolf von (1827–1894), preußischer Generalleutnant und Kommandeur der 2. Division
- Krošelj, Gašper (* 1987), slowenisch-kroatischer Eishockeytorwart
- Krösell, Karl (1865–1933), deutscher Geistlicher und Politiker (DRP)3
- Krosigk, Adolf von (1799–1856), deutscher Gutsbesitzer und Beamter
- Krosigk, Adolph Wilhelm von (1609–1657), deutscher Politiker, Diplomat und Gesandter
- Krosigk, Anton Emil von (1790–1868), anhaltischer Geheimrat, Kammerherr, Schlosshauptmann, Rechtsritter und preußischer Rittmeister
- Krosigk, Anton Friedrich von (1721–1779), Gutsbesitzer, herzoglich-braunschweiger Oberhauptmann und fürstlich-anhaltinischer Landtagsunterdirektor
- Krosigk, Anton Ludolph von (1667–1737), königlich-preußischer Oberst und Gutsbesitzer
- Krosigk, Anton von (1820–1892), preußischer Landrat
- Krosigk, Belina von (* 1983), deutsche Elementarteilchen-PhysikerinBelina von Krosigk (* 1983)

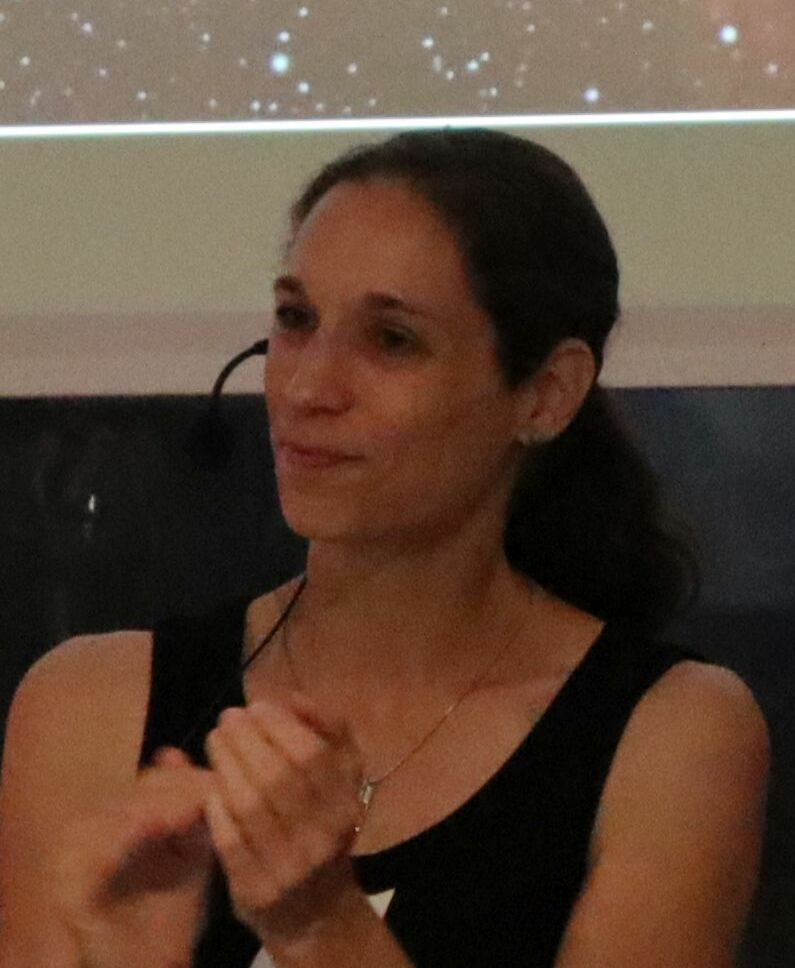
Belina von Krosigk (* 1983)

- Krosigk, Bernhard Friedrich von (1656–1714), deutscher Freiherr, Geheimrat und Astronom
- Krosigk, Bernhard Friedrich von (1837–1912), Fideikommissherr auf Merbitz, preußischer Generalmajor und Mitglied des preußischen Abgeordnetenhauses
- Krosigk, Bernhard von (1582–1620), anhaltischer Offizier
- Krosigk, Buko von (1824–1909), preußischer Generalleutnant
- Krosigk, Christian Siegfried von (1700–1757), preußischer Generalmajor, Kommandeur des Dragonerregiments Nr. 5
- Krosigk, Christiane Antonie von († 1737), Oberhofmeisterin der preußischen Königin, Korrespondentin mit Leibniz
- Krosigk, Christoph von (1576–1638), Unterdirektor des anhaltischen Landtags
- Krosigk, Dedo von, fränkischer Adeliger
- Krosigk, Dedo von (1776–1857), deutscher Politiker, Landrat des Saalkreises
- Krosigk, Dedo von (1848–1908), preußischer Generalmajor
- Krosigk, Dedo von (1858–1932), deutscher Verwaltungsbeamter, Hofbeamter und Rittergutsbesitzer
- Krosigk, Eberhard von (1855–1932), preußischer Generalleutnant
- Krosigk, Erich von (1829–1917), deutscher Kammerherr, Jurist und Abgeordneter des herzoglich-anhaltinischen Landtages
- Krosigk, Ernst von (1782–1872), preußischer Generalleutnant
- Krosigk, Ernst von (1821–1890), preußischer Generalleutnant
- Krosigk, Ernst-Anton von (1898–1945), deutscher General der Infanterie im Zweiten Weltkrieg
- Krosigk, Esther von (* 1964), deutsche Journalistin
- Krosigk, Ferdinand Anton von (1743–1805), deutscher Landrat und Geheimer Kriegsrat
- Krosigk, Friedrich von (1784–1871), deutscher Politiker
- Krosigk, Friedrich von (1937–2018), deutscher Politikwissenschaftler
- Krosigk, Gebhard Anton von (1754–1840), deutscher Beamter und Gutsbesitzer
- Krosigk, Gebhard Friedrich von (1579–1630), deutscher Grundbesitzer
- Krosigk, Gebhard Friedrich von (1835–1904), preußischer General der Kavallerie, zuletzt bei den Offizieren der Armee
- Krosigk, Georg Aribert von (1617–1665), anhaltischer Gutsherr und Hessen-kasselscher Hauptmann
- Krosigk, Georg von (1854–1912), preußischer Generalleutnant
- Krosigk, Günther von (1860–1938), deutscher Admiral im Ersten Weltkrieg
- Krosigk, Hans von (1866–1942), deutscher Landrat
- Krosigk, Heinrich Ferdinand von (1778–1813), Gutsherr, preußischer Major
- Krosigk, Heinrich Philibert von († 1642), deutscher Kammerjunker und Rat
- Krosigk, Heinrich von (1700–1746), braunschweig-wolfenbüttelscher Oberhofmarschall und Landdrost
- Krosigk, Hermann von (1815–1868), preußischer Generalmajor
- Krosigk, Jakob Anton von (1624–1704), Landrat, Unterdirektor
- Krosigk, Johann Adolf von (1666–1728), anhaltischer Amtshauptmann
- Krosigk, Klaus von (* 1945), deutscher Gartenbauhistoriker
- Krosigk, Konrad von († 1225), Bischof von Halberstadt
- Krosigk, Kurt von (1819–1898), preußischer Landrat und Geheimer Regierungsrat
- Krosigk, Ludolf Lorenz von (1627–1673), kurbrandenburgischer Kriegsrat, Kammerherr und Obrist
- Krosigk, Ludwig Franz von (1781–1821), preußischer Major
- Krosigk, Matthias von (1616–1697), deutscher Landbesitzer, Diplomat und Kriegsrat
- Krosigk, Max von (1846–1919), preußischer Generalleutnant
- Krosigk, Rudolf von (1817–1874), preußischer Generalleutnant
- Krosigk, Sidonie von (* 1989), deutsche Schauspielerin
- Krosigk, Vollrad Ludolf von (1620–1671), Soldat und Kommunalpolitiker
- Krosigk, Vollrad von (1577–1626), deutscher Grundbesitzer
- Krosigk, Vollrad von (1612–1660), kaiserlicher Offizier
- Krosigk, Vollrath von (1819–1889), deutscher Verwaltungsbeamter
- Krosigk, Wilhelm Friedrich Ernst von (1829–1889), anhaltischer Verwaltungsbeamter
- Krosigk, Wilhelm von (1871–1953), deutscher Konteradmiral
- Krösing, Andi (* 1985), deutscher Schauspieler, Synchronsprecher, Hörspielautor und Regisseur
- Kroske, Gerd (* 1958), deutscher Autor, Regisseur und Filmproduzent
- Krošlák, Ján (* 1974), slowakischer Tennisspieler
- Krosney, Alexandra (* 1988), US-amerikanische Schauspielerin
- Krosnick, Aaron (* 1937), US-amerikanischer Geiger und Musikpädagoge
- Krosnick, Joel (1941–2025), US-amerikanischer Cellist, Kammermusiker und Musikpädagoge
- Krosnoff, Jeff (1964–1996), US-amerikanischer Autorennfahrer
- Kröß, Bastian (1524–1602), Dresdner Ratsherr und Bürgermeister
- Kross, David (* 1990), deutscher Schauspieler und SynchronsprecherDavid Kross (* 1990)

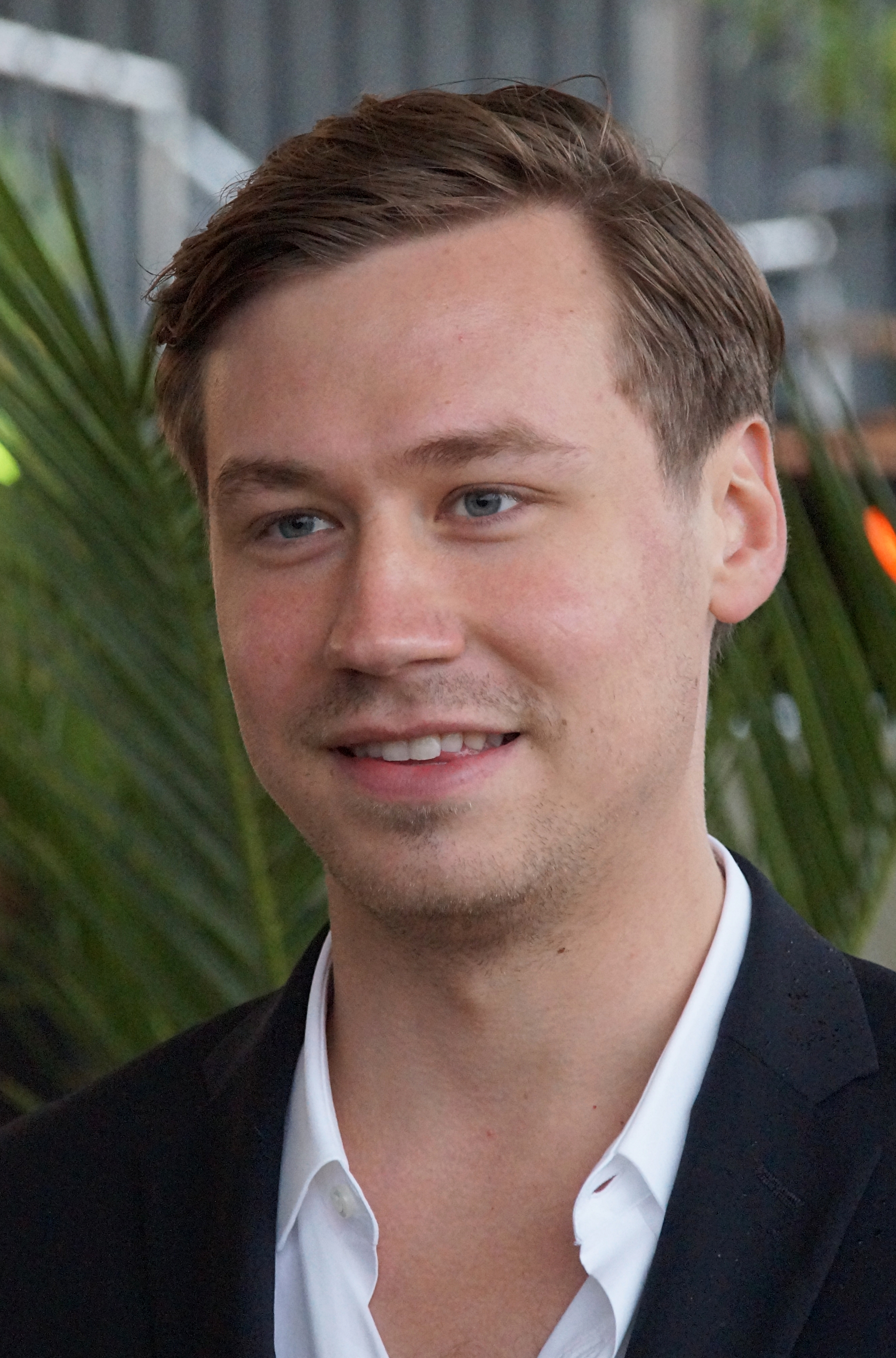
David Kross (* 1990)

- Kross, Eerik-Niiles (* 1967), estnischer Politiker und Diplomat
- Kross, Erik (* 1956), deutscher Komponist und Musiker
- Kross, Helga (1917–1998), estnische Übersetzerin
- Kross, Jaan (1920–2007), estnischer Schriftsteller
- Kross, Jürgen (1936–2010), deutscher Physiker
- Kross, Jürgen (1937–2019), deutscher Schriftsteller
- Kross, Karrion (* 1985), amerikanischer WrestlerKarrion Kross (* 1985)

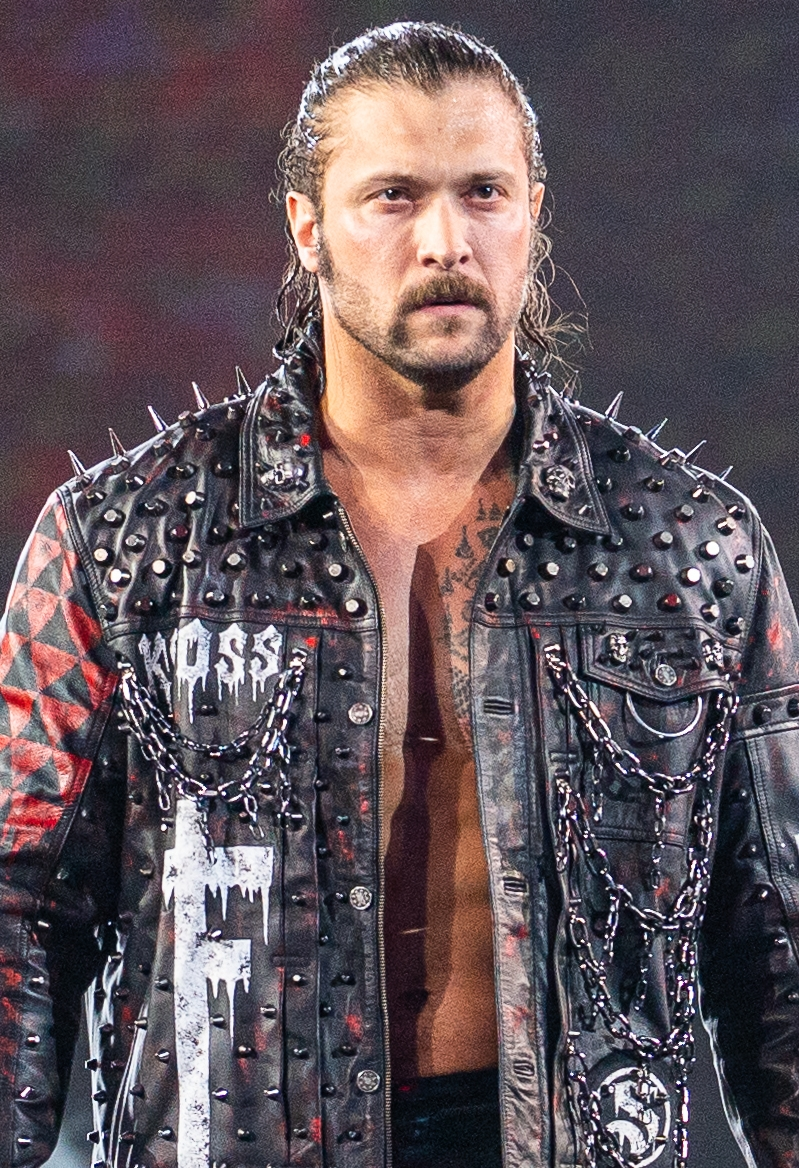
Karrion Kross (* 1985)

- Kross, Kayden (* 1985), US-amerikanische Pornodarstellerin und Model
- Kroß, Marco (* 1992), deutscher Sportschütze
- Kross, Märten (* 1970), estnischer Musiker, Künstler und Schriftsteller
- Kroß, Matthias (1953–2018), deutscher Philosoph
- Kross, Rolinha (* 1961), niederländische Weltmusik-Jazz-Sängerin
- Kross, Walter (* 1942), US-amerikanischer Offizier, General der US Air Force
- Krossa, Waldemar (1836–1919), deutscher Verwaltungsjurist und Landrat
- Krosse, Günter (* 1950), deutscher Fußballspieler
- Krösser, Bernd (* 1964), deutscher Polizist und politischer Beamter
- Krössing, Adolf (1848–1933), österreichischer Opernsänger (Tenorbuffo)
- Krossing, Ingo (* 1968), deutscher Chemiker
- Krößner, Eugen-Daniel (* 1969), deutscher Schauspieler
- Krößner, Renate (1945–2020), deutsche Schauspielerin
- Krost, Hildegard (1925–2017), deutsche Schauspielerin und Synchronsprecherin
- Krost, Rolf (* 1931), deutscher Fußballspieler
- Krosta, Friedrich (1839–1914), deutscher Gymnasiallehrer
- Krosta, Otto (1844–1925), deutscher Sanitätsoffizier der Preußischen Armee
- Krostewitz, Walter (1877–1949), deutscher Chemiker, Manager der Textilindustrie
- Krostina, Hans (1948–2019), deutscher Fußballspieler und -trainer
- Krostitz, Holger (* 1955), deutscher Fußballspieler
- Krösus, letzter König Lydiens
- Kröswang, Thomas (* 1960), österreichischer Bildhauer, Fotograf, Maler, Keramiker und Objektkünstler

### Krot
- Krotal (* 1975), kamerunischer Singer-Songwriter
- Krötenheerdt, Franziska, deutsche Opernsängerin (Sopran)
- Krötenheerdt, Johannes (1933–2014), deutscher Physiker und Hochschullehrer
- Krötenheerdt, Otto (1929–2018), deutscher Mathematiker und Hochschullehrer
- Kröter, Walter (1917–1992), deutscher Schauspieler
- Kroth, Hans-Günther (* 1949), deutscher Fußballspieler
- Kroth, Isabella (* 1980), deutsche Buchautorin, Journalistin und Moderatorin
- Kroth, Jürgen (* 1960), deutscher Theologe
- Kroth, Karl August (1893–1980), deutscher Politiker (CSU), MdL Bayern
- Kroth, Lutz (* 1942), deutscher Verleger, Mitbegründer von Zweitausendeins
- Kroth, Thomas (* 1959), deutscher Fußballspieler
- Krötke, Wolf (1938–2023), deutscher evangelischer Theologe
- Krótki, Wiesław (* 1964), polnischer Geistlicher, römisch-katholischer Bischof von Churchill-Baie d’Hudson
- Krotký, Rostislav (* 1976), tschechischer Radrennfahrer
- Kroto, Harold (1939–2016), britischer Chemiker und Nobelpreisträger für Chemie
- Krotoff, Georges (1906–1987), französischer Sprinter
- Krotoski, Aleks (* 1974), polnisch-amerikanische Sozialpsychologin
- Krotow, Michail Walentinowitsch (* 1963), russischer Jurist und Staatsmann
- Krotow, Pawel Wadimowitsch (1992–2023), russischer Freestyle-Skisportler
- Krotow, Pjotr Iwanowitsch (1852–1914), russischer Geologe und Hochschullehrer
- Krotow, Wadim Fjodorowitsch (1932–2015), russischer Mathematiker, Kybernetiker und Hochschullehrer
- Krotow, Wjatscheslaw Alexandrowitsch (* 1993), russischer Fußballspieler
- Krötsch, Gustav (1825–1865), deutscher Fabrikant und Politiker, MdL
- Krotschak, Richard (1904–1989), österreichischer Cellist und Musikpädagoge
- Krotscheck, Eckhard (* 1944), deutscher Physiker und Hochschullehrer
- Krott, Barbara, deutsche Theaterleiterin, Bühnen- und Kostümbildnerin
- Krott, Karl-Heinz (1942–2020), deutscher Fußballspieler
- Krott, Max (* 1955), österreichischer Forstwissenschaftler und Politologe
- Krottendorf, Ida (1927–1998), österreichische Schauspielerin
- Krottendorfer, Leopold (1913–1987), österreichischer Landwirt und Politiker (ÖVP), Abgeordneter zum Nationalrat
- Krotthammer, Hans (1918–1977), österreichischer Opernsänger (Tenor)
- Krotz, Benjamin (* 1985), deutscher Handballspieler
- Krötz, Bernhard (* 1970), deutscher Mathematiker
- Krotz, Esteban (* 1947), spanisch-deutscher Sozialanthropologe und Kulturphilosoph
- Krotz, Friedrich (* 1950), deutscher Kommunikationswissenschaftler
- Krötz, Walter, deutscher Eishockeyspieler und mehrfacher Deutscher Meister
- Krotz, Wesley (* 1995), südafrikanischer Eishockeyspieler
- Krotzer, Robert (* 1987), österreichischer Politiker (KPÖ)Robert Krotzer (* 1987)

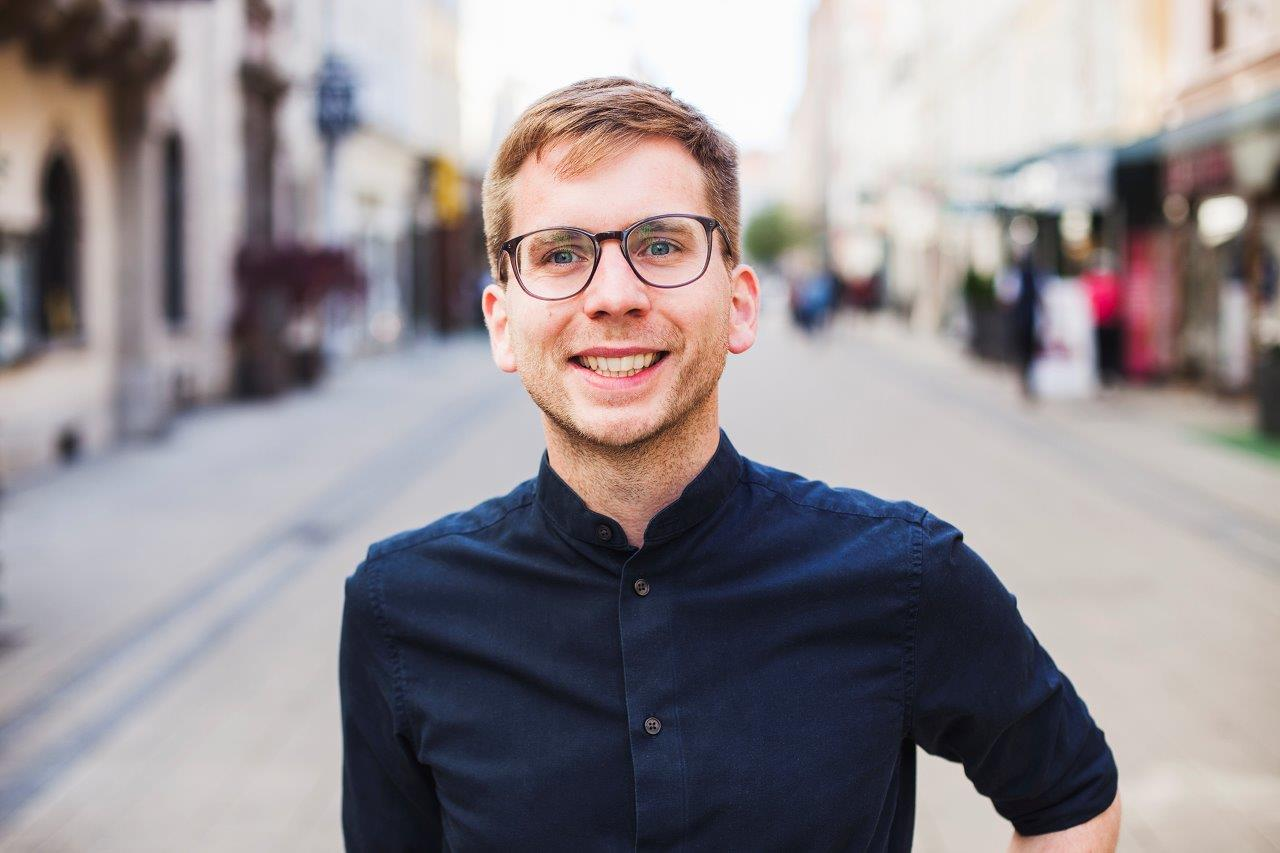
Robert Krotzer (* 1987)

- Krötzl, Josef (1853–1931), österreichischer Politiker (GdP), Abgeordneter zum Nationalrat
- Krötzsch, Hugo (1858–1937), deutscher Verleger philatelistischer Literatur, Briefmarken-Prüfer, Briefmarkenhändler und Kenner altdeutscher Marken
- Krötzsch, Kurt (* 1909), deutscher Turner
- Krötzsch, Markus (* 1981), deutscher Informatiker
- Krötzsch, Walther (1878–1951), deutscher Zeichenlehrer

### Krou
- Krou, Youssef (* 1989), französisch-marokkanischer Volleyball- und Beachvolleyballspieler
- Kroug, Wolfgang (1890–1973), Philosoph, Pädagoge und Psychotherapeut
- Kroupa, Gustav (1857–1935), österreichischer Montanist
- Kroupa, Jiří (* 1951), tschechischer Literaturhistoriker
- Kroupa, Karel senior (* 1950), tschechischer Fußballspieler
- Kroupa, Pavel (* 1963), australischer Astrophysiker und Professor an der Rheinischen Friedrich-Wilhelms-Universität in Bonn
- Kroupa, Vlastimil (* 1975), tschechischer Eishockeyspieler
- Kroupi, Eli Junior (* 2006), französisch-ivorischer Fußballspieler
- Kroutvor, Josef (* 1942), tschechischer Kunsthistoriker, Kurator und Essayist

### Krov
- Krøvel, Svein (1946–2011), norwegischer Kameramann

### Krow
- Krowas, Michael (* 1963), deutscher Sänger, Synchronsprecher und Schauspieler
- Krowchuk, Chad (* 1982), kanadischer Schauspieler, Filmschaffender und Synchronsprecher
- Krowel, Johann († 1416), Ratsherr der Hansestadt Lübeck
- Kröwerath, Franz (1880–1945), deutscher Ruderer
- Krowicki, Leszek (* 1957), polnischer Handballspieler und -trainer
- Krowicki, Marcin (1500–1573), katholischer, reformierter und unitarischer Theologe und Prediger
- Krowizki, Lew Arkadjewitsch (* 1900), sowjetischer Theaterschauspieler und Filmschauspieler
- Krowopuskow, Wiktor Alexejewitsch (* 1948), sowjetischer Säbel-Fechter

### Kroy
- Kroy, Otto (1874–1937), böhmischer Politiker, Reichsratsabgeordneter
- Kroyer, Bill (* 1950), US-amerikanischer Animator
- Kroyer, Franz (1901–1981), österreichischer Politiker (ÖVP), Landtagsabgeordneter im Burgenland und Bundesrat
- Krøyer, Henrik Nikolai (1799–1870), dänischer Zoologe
- Krøyer, Marie (1867–1940), dänische Malerin und Architektin
- Krøyer, Peder Severin (1851–1909), norwegisch-dänischer Maler
- Kroyer, Theodor (1873–1945), deutscher Musikwissenschaftler
- Kroymann, Albrecht (* 1938), deutscher Jurist, Landrat des Landkreises Tübingen (1989–2003)
- Kroymann, Carl Friedrich (1781–1849), deutscher Porträtmaler, Lithograf und Zeichenlehrer
- Kroymann, Emil (1865–1951), deutscher Klassischer Philologe und Gymnasialdirektor
- Kroymann, Hinrich (1748–1823), deutscher Publizist und Verleger
- Kroymann, Irmgard (1921–2005), deutsche Gewerkschaftsfunktionärin
- Kroymann, Jürgen (1739–1820), deutscher Schreib- und Rechenmeister
- Kroymann, Jürgen (1911–1980), deutscher klassischer Philologe
- Kroymann, Maren (* 1949), deutsche Kabarettistin, Schauspielerin und SängerinMaren Kroymann (* 1949)

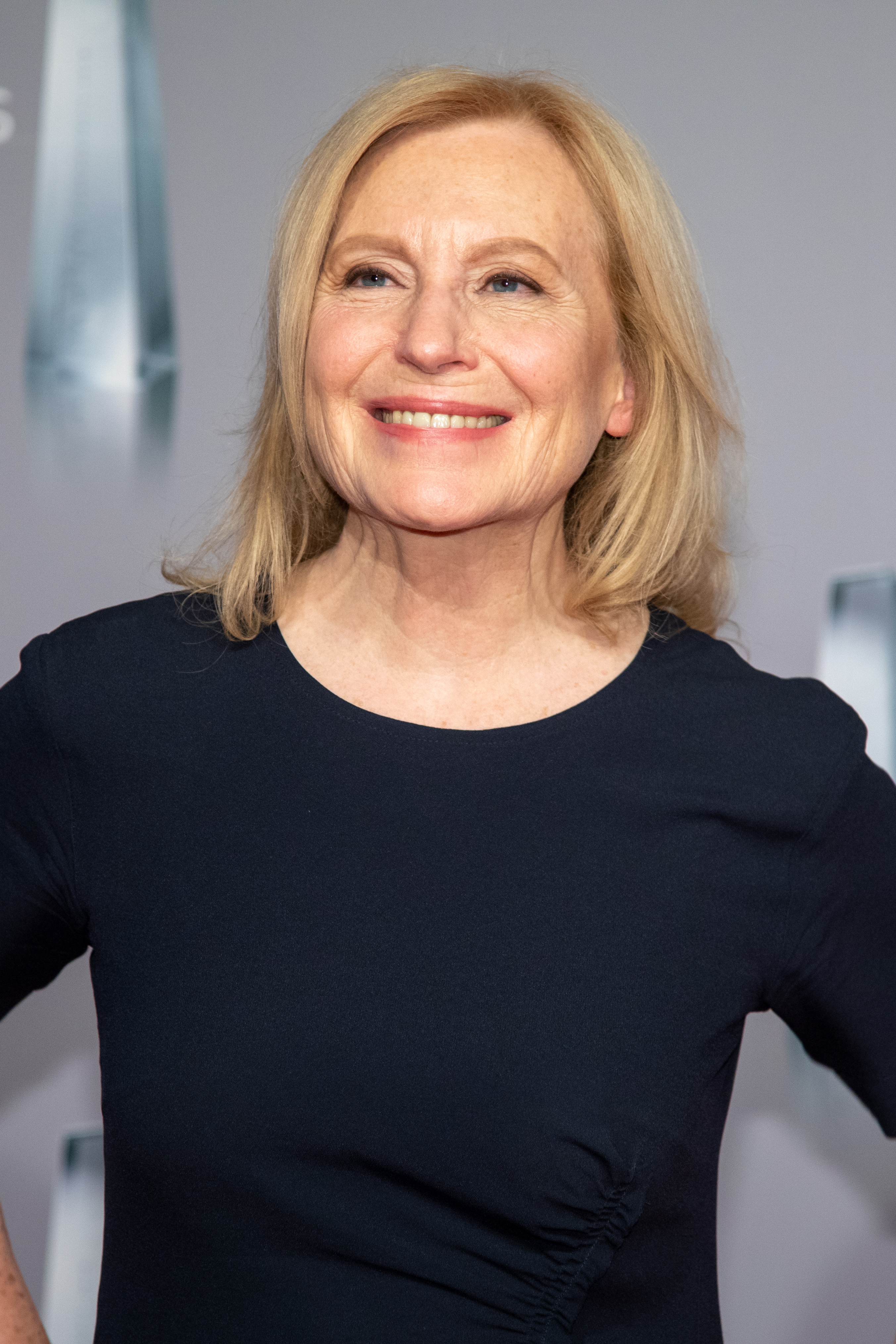
Maren Kroymann (* 1949)

- Kroyt, Boris (1897–1969), russisch-amerikanischer Violinist, Bratschist und Musikpädagoge